# Leonardo da Vinci
Leonardo di ser Piero da Vinci (Anchiano, 15 aprile 1452 – Amboise, 2 maggio 1519) è stato uno scienziato, inventore e artista italiano.

Firma di Leonardo da Vinci del 1507

Uomo d'ingegno e talento universale del Rinascimento, considerato uno dei più grandi geni dell'umanità, incarnò in pieno lo spirito della sua epoca, portandolo alle maggiori forme di espressione nei più disparati campi dell'arte e della conoscenza: fu infatti scienziato, filosofo, architetto, pittore, scultore, disegnatore, trattatista, scenografo, matematico, anatomista, botanico, musicista, geologo, ingegnere e progettista.

## Biografia
(Anonimo Gaddiano, 1542)

### Le origini e la famiglia

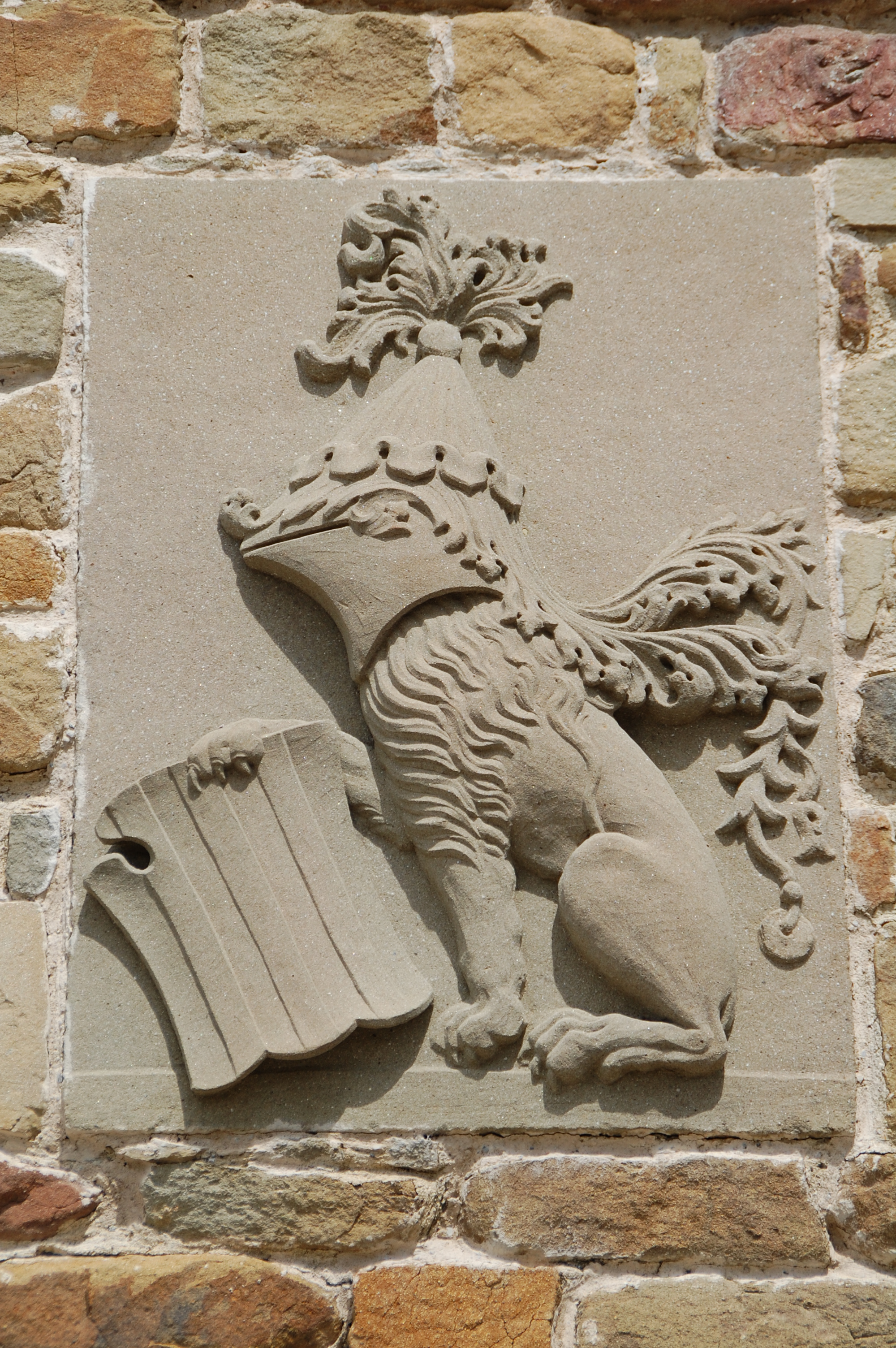
Casa natale di Leonardo, copia dello stemma della famiglia da Vinci.

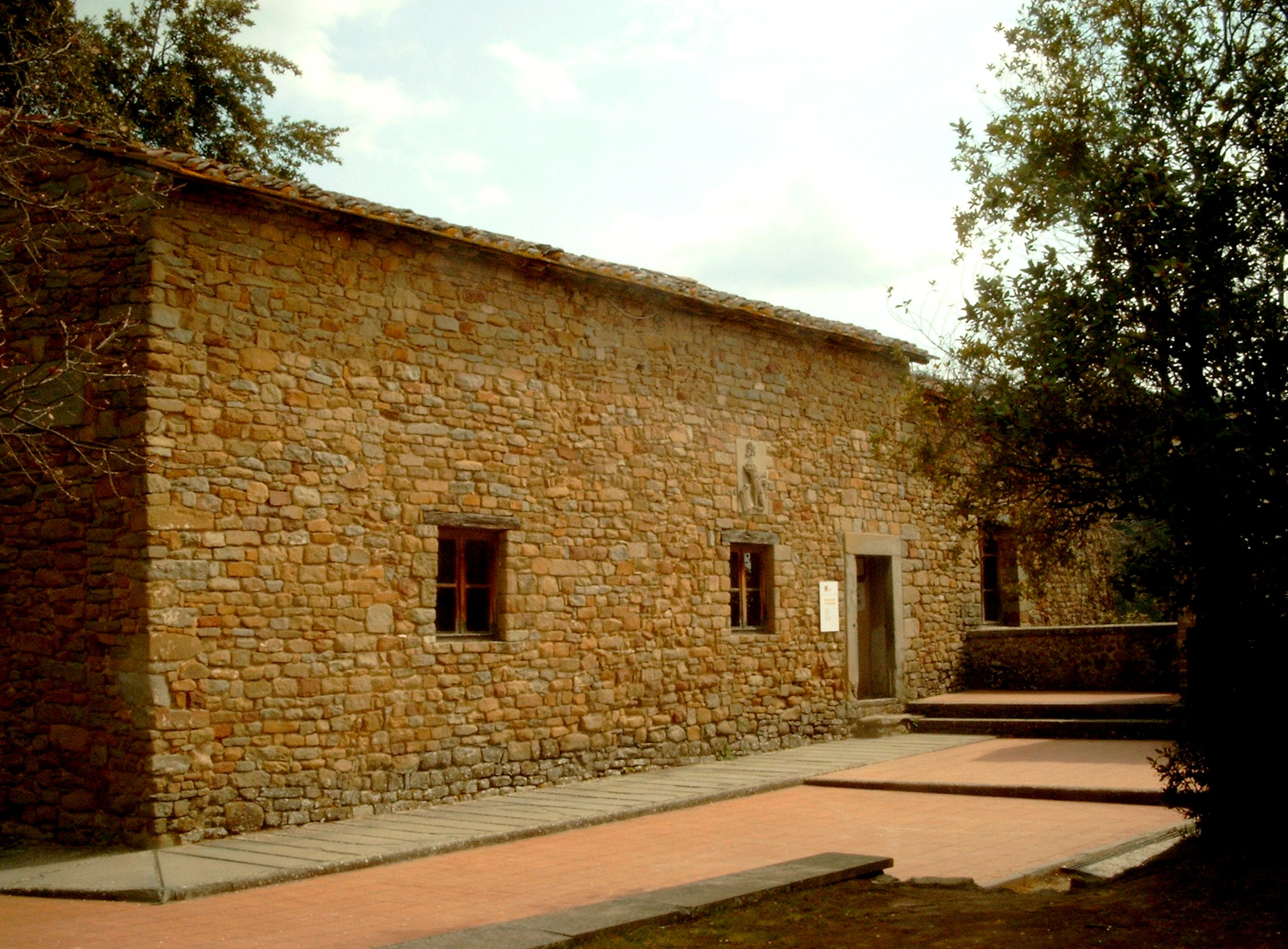
La casa natale di Leonardo ad Anchiano (frazione del comune di Vinci).

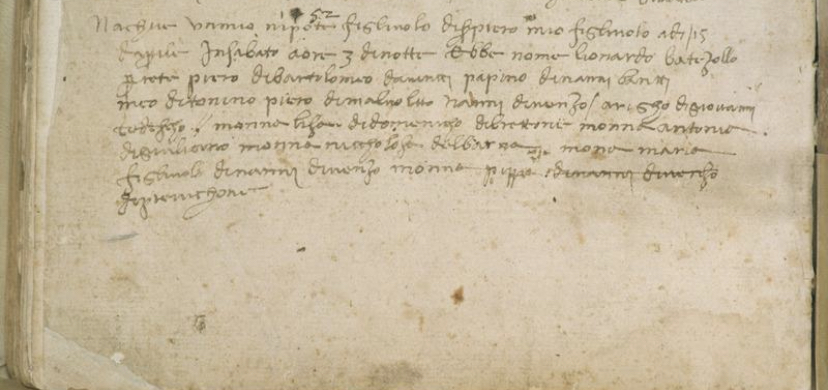
Certificato di battesimo di Leonardo Da Vinci.

Leonardo da Vinci fu il figlio primogenito nato da una relazione illegittima tra il notaio ventiseienne Piero Fruosino da Vinci e Caterina di Meo Lippi, donna d'estrazione sociale modesta. La notizia della nascita del primo nipote fu annotata dal nonno Antonio, padre di Piero e anch'egli notaio, su un antico libro notarile trecentesco, usato come raccolta di "ricordanze" della famiglia, dove si legge: «Nacque un mio nipote, figliolo di ser Piero mio figliolo a dì 15 aprile del 1452 in sabato a ore 3 di notte [secondo il calendario gregoriano il 23 aprile alle ore 21:40]. Ebbe nome Lionardo.» «Battizzollo prete Piero di Bartolomeo da Vinci, in presenza di Papino di Nanni, Meo di Tonino, Pier di Malvolto, Nanni di Venzo, Arigo di Giovanni Tedesco, monna Lisa di Domenico di Brettone, monna Antonia di Giuliano, monna Niccolosa del Barna, monna Maria, figlia di Nanni di Venzo, monna Pippa di Previcone». Nel registro non è indicato il luogo di nascita di Leonardo, che si ritiene comunemente essere la casa che la famiglia di ser Piero possedeva, insieme con un podere, ad Anchiano, dove la madre di Leonardo andrà ad abitare. Il battesimo avvenne nella vicina chiesa parrocchiale di Santa Croce, ma sia il padre sia la madre erano assenti, poiché non sposati. Per Piero si stavano preparando ben altre nozze, mentre per Caterina fu cercato, nel 1453, un marito che accettasse di buon grado la sua situazione "compromessa"; fu così trovato un contadino di Campo Zeppi, vicino a Vinci, tale Piero del Vacca da Vinci, detto l'Attaccabriga, che forse, come il fratello Andrea, faceva anche il mestiere del mercenario.

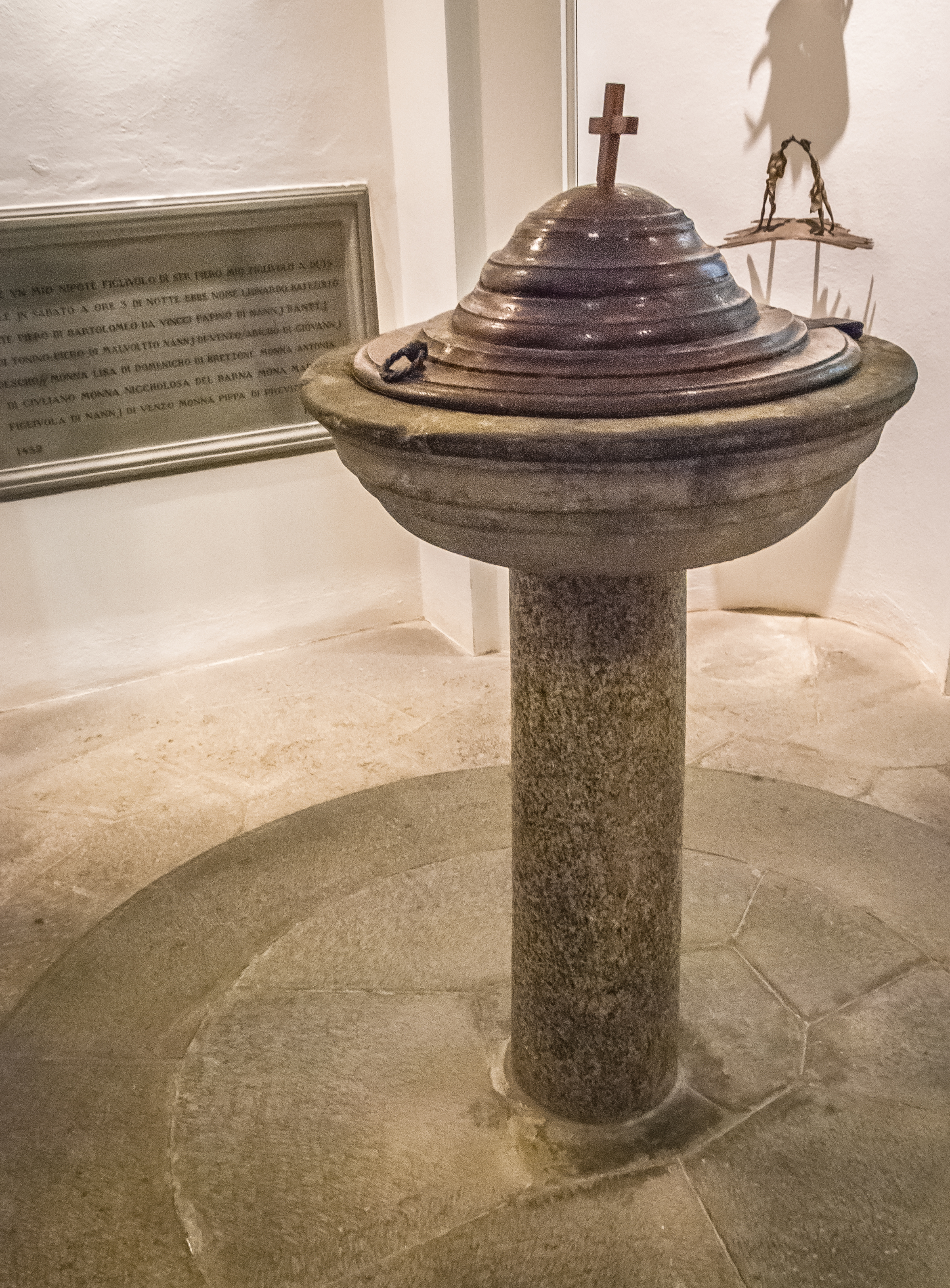
Il fonte dove fu battezzato Leonardo presso la chiesa di Santa Croce a Vinci

Nel frattempo, già nel 1452, il padre Piero si era sposato con Albiera di Giovanni Amadori. La lieta accoglienza del bambino, nonostante il suo status illegittimo per l'epoca, è testimoniata, oltre che dall'annotazione del nonno, anche dalla sua presenza nella casa paterna di Vinci. Ciò si legge nella dichiarazione per il catasto di Vinci dell'anno 1457, redatta sempre dal nonno Antonio, dove si riporta che il detto Antonio aveva 85 anni e abitava nel popolo di Santa Croce, marito di Lucia, di anni 64, e aveva per figli Francesco e Piero, d'anni 30, sposato ad Albiera, ventunenne, e con loro convivente era «Lionardo figliuolo di detto ser Piero non legittimo nato di lui e della Chaterina che al presente è donna d'Achattabriga di Piero del Vacca da Vinci, d'anni 5».
La matrigna Albiera morì appena ventottenne nel 1464, quando la famiglia risiedeva già a Firenze, essendo sepolta in San Biagio. Ser Piero si risposò altre tre volte: nel 1465 con la quindicenne Francesca di ser Giuliano Lanfredini, che morì giovane; nel 1475 con Margherita di Francesco Giulli, dal 1485 con Lucrezia di Guglielmo Cortigiani.
Leonardo ebbe "almeno sedici" fratellastri e sorellastre, tutti molto più giovani di lui (l'ultimo nacque quando Leonardo aveva quarantasei anni), con i quali ebbe pochissimi rapporti, ma che gli diedero molti problemi dopo la morte del padre nella contesa sull'eredità. Essi erano: Antonio (1476), Maddalena (1477), Giuliano (1479), Lorenzo (1484), Violante (1485), Domenico (1486), Margherita (1491), Benedetto (1492), Pandolfo (1494), Guglielmo (1496), Bartolomeo (1497), Giovanni (1498). Inoltre ebbe altri nove fratellastri da parte della madre, di cui di cinque si sanno i nomi: Piera (1454), Maria (1457), Lisabetta (1459), Francesco (1461) e Sandra (1463). Nel trattato Le vite de' più eccellenti pittori, scultori e architettori del Vasari pubblicato nel 1550 nelle pagine dedicate a Leonardo da Vinci viene scritto: «Adunque mirabile e celeste fu Lionardo, nipote di Ser Piero da Vinci, che veramente bonissimo zio e parente gli fu, nell'aiutarlo in giovinezza», mentre l'Anonimo Gaddiano, il cui manoscritto fu redatto intorno al 1540 ed è conservato nella Biblioteca Nazionale di Firenze, dice che: «Quantunque non funse legittimo figliuolo di Ser Piero da Vinci, era per madre nato di buon sangue.»

### Tra Vinci e Firenze (1462-1468)
Ser Piero aveva già lavorato a Firenze e nel 1462, a dire di Giorgio Vasari, vi ritornò con la famiglia, compreso il piccolo Leonardo. Il padre Piero avrebbe mostrato all'amico Andrea del Verrocchio alcuni disegni di tale fattura che avrebbero convinto il maestro a prendere Leonardo nella sua bottega; è in realtà alquanto improbabile che un apprendistato cominciasse ad appena dieci anni, per cui l'ingresso di Leonardo nella bottega del Verrocchio è oggi ritenuto posteriore.
Si pensa infatti che Leonardo restasse in campagna nella casa dei nonni, dove avvenne la sua educazione, piuttosto disordinata e discontinua, senza una programmazione di fondo, a cura del nonno Antonio, dello zio Francesco e del prete Piero che l'aveva battezzato. Il fanciullo imparò infatti a scrivere con la sinistra e a rovescia, in maniera del tutto speculare alla scrittura normale. Vasari ricordò come il ragazzo nello studio cominciava «molte cose [...] e poi l'abbandonava» e nell'impossibilità di avviarlo alla carriera giuridica il padre decise di introdurlo alla conoscenza dell'abaco, anche se «movendo di continuo dubbi e difficultà al maestro che gl'insegnava, bene [che] spesso lo confondeva».

### Firenze (1468-1482)

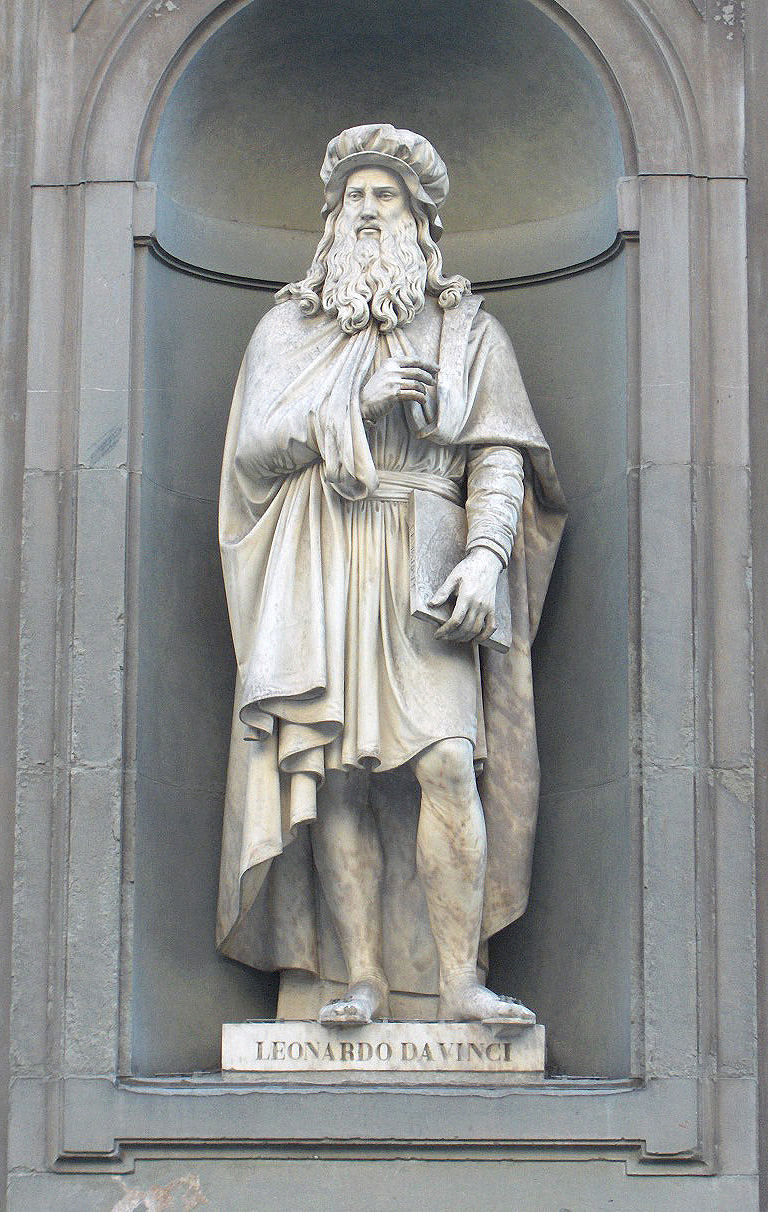
Leonardo da Vinci, statua nel piazzale degli Uffizi a Firenze

Quando il nonno di Leonardo morì novantaseienne nel 1468 citò nel suo testamento "Lionardo", assieme alla nonna Lucia, al padre Piero, alla nuova matrigna Francesca Lanfredini, e agli zii Francesco e Alessandra. L'anno dopo la famiglia del padre, divenuto notaio della Signoria fiorentina, insieme con quella dello zio Francesco, che era iscritto all'Arte della Seta, risultava domiciliata in una casa fiorentina, abbattuta già nel Cinquecento, nell'attuale via dei Gondi, accanto a piazza della Signoria.

#### Nella bottega di Andrea del Verrocchio
Diventando ormai sempre più evidente l'interesse del giovane Leonardo nel "disegnare et il fare di rilievo, come cose che gl'andavano a fantasia più d'alcun'altra", ser Piero mandò infine il figlio, dal 1469 o 1470, nella bottega di Andrea del Verrocchio, che in quegli anni era una delle più importanti di Firenze, nonché una vera e propria fucina di nuovi talenti.
Tra i suoi allievi figuravano nomi che sarebbero diventati i grandi maestri della successiva generazione, come Sandro Botticelli, Perugino, Domenico Ghirlandaio e Lorenzo di Credi, e la bottega espletava un'attività poliedrica, dalla pittura alle varie tecniche scultoree (su pietra, fusione a cera persa e intaglio ligneo), fino alle arti "minori". Soprattutto era stimolata la pratica del disegno, portando tutti i collaboratori a un linguaggio pressoché comune, tanto che ancora oggi può risultare molto difficile l'attribuzione delle opere uscite dalla bottega alla mano del maestro oppure a un determinato allievo. Si conoscono vari esempi di disegni di panneggi usciti dalla sua bottega, che derivano da esercizi che il maestro faceva fare copiando le pieghe dei tessuti sistemati su modelli di terra. Inoltre gli allievi apprendevano nozioni di carpenteria, meccanica, ingegneria e architettura.
Leonardo si trova menzionato nella Compagnia di San Luca, dei pittori fiorentini, nel 1472: «Lionardo di ser Piero da Vinci dipintore de' dare per tutto giugno 1472 sol. sei per la gratia fatta di ogni suo debito avessi coll'Arte per insino a dì primo di luglio 1472 [...] e de' dare per tutto novembre 1472 sol. 5 per la sua posta fatta a dì 18 octobre 1472». Ciò significa che a quell'epoca era già riconosciuto come pittore autonomo, la cui esperienza formativa poteva dirsi conclusa, sebbene la sua collaborazione col maestro Verrocchio si protraesse ancora per diversi anni.
Il 5 agosto 1473 Leonardo datò il Paesaggio con fiume, un disegno con una veduta a volo d'uccello della valle dell'Arno, oggi al Gabinetto dei disegni e delle stampe degli Uffizi. L'attenzione verso una descrizione autentica del mondo naturale fu una caratteristica costante di Leonardo, soprattutto evidente nella fase giovanile. Ciò gli ha valso l'assegnazione di alcuni contributi a opere uscite dalla bottega di Verrocchio, come Tobiolo e l'angelo (Londra, National Gallery), in cui la realistica squamosità del pesce o l'energia scattante del cagnolino sono state proposte come dettagli leonardeschi, anche se si tratta di attribuzioni non universalmente condivise. Lo stesso vale per il paesaggio della Madonna col Bambino e angeli (sempre a Londra), con un picco roccioso che ricorderebbe proprio il Paesaggio con fiume.

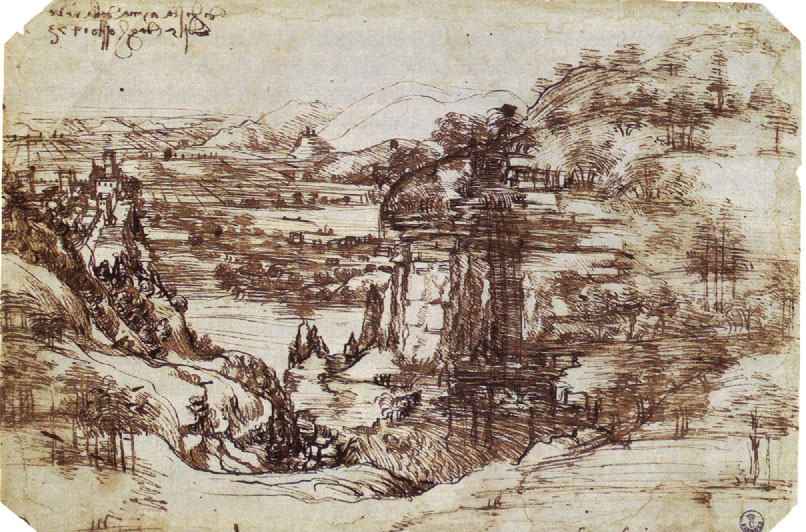
Paesaggio con fiume (1473)

 Testimonia il confronto serrato col maestro il Battesimo di Cristo degli Uffizi, dipinto a più mani. Secondo l'indicazione di Vasari, confermata poi anche dalla critica moderna, è da assegnare a Leonardo l'angelo in primo piano a sinistra e il morbido paesaggio sullo sfondo, oltre a una sistemazione generale dello stile per amalgamare almeno tre mani di personalità diverse (Verrocchio, un allievo poco dotato e Leonardo stesso). In quest'opera sono già evidenti alcuni motivi dello stile leonardesco, che superano i limiti degli insegnamenti di bottega: la decorazione basata su motivi fluenti, l'attenzione agli elementi vegetali, o all'espressività dei volti, spesso ritratti con un sorriso ambiguo; nuova è inoltre la resa spaziale e atmosferica unificata, nonché i primi accenni a uno stile sfumato.
Ancora secondo Vasari, la bravura di Leonardo nella prova del Battesimo avrebbe spinto Verrocchio, restio a un confronto diretto che cominciava a vederlo perdente, a dedicarsi esclusivamente alla scultura. In realtà l'aneddoto è scartato dalla critica moderna, propensa a ritenerlo un'enfatizzazione arbitraria del tema letterario dell'"allievo che supera il maestro" operata dallo storico aretino.
Il dipinto su tavola raffigurante Madonna con Bambino, detto comunemente Madonna di Camaldoli per la sua collocazione nell'eremo in provincia di Arezzo, è un'elaborazione della Madonna Dreyfus tanto da ipotizzare che questa ne rappresenti il modello; il volto della Madonna è sovrapponibile a opere di Lorenzo di Credi; la testa del Bambino è identica a un disegno di Verrocchio; alcuni particolari del paesaggio seguono lo schema e le forme di quelli presenti nel Tobiolo e l'angelo; sul retro è presente il disegno che traccia lo schema di una cornice coincidente a quella che orna il tondo di Botticelli, pure allievo di Verrocchio, oggi nella Pinacoteca di Piacenza; il gioiello della Vergine è lo stesso raffigurato in disegni di Verrocchio e in pitture di Leonardo. Carlo Starnazzi ha sostenuto con forza la presenza della mano di Leonardo in quest'opera e più recentemente gli studi sembrano confermare che sia certamente uscita dalla bottega di Verrocchio, senza però poter individuare chi degli allievi e collaboratori vi abbia partecipato.

#### Leonardo scultore
Vasari ricordò come Leonardo operò anche "nella scultura, facendo, nella sua giovanezza, di terra alcune teste di femine che ridono, che vanno, formate per l'arte di gesso, e parimente teste di putti, che parevano usciti di mano d'un maestro". Non si conosce tuttavia alcuna opera scultorea sicura di Leonardo, nonostante varie proposte attributive avanzate in passato. Una delle più vecchie attribuzioni in questo senso è il busto di fanciulla in cera dei Musei statali di Berlino, opera che mostra il sorriso ambiguo tipicamente leonardesco, ma che oggi è considerata un falso ottocentesco, ispirato alla Flora di Francesco Melzi.
Carlo Pedretti aveva riferito a Leonardo anche l'Angelo annunciante della chiesa di San Gennaro a Capannori: opera sicuramente verrocchiesca e di alta qualità però che mostra una derivazione dal San Tommaso di Orsanmichele di Verrocchio, quindi meno facile da riferire alla genialità del maestro di Vinci.
Durante la mostra sul Verrocchio a palazzo Strozzi del 2019, Francesco Caglioti ha sostenuto con decisione la riattribuzione di una Madonna col Bambino del Victoria and Albert Museum a Leonardo, opera precedentemente riferita ad Antonio Rossellino da John Pope-Hennessy. L'opera in effetti mostra una notevole originalità rispetto ad altre Madonne coeve, e ha un panneggio pesante e a effetto "velluto bagnato" che si riscontra in alcuni studi di Leonardo e di altri artisti verrocchieschi. Al termine della rassegna fiorentina il museo londinese l'ha prudentemente rischedata come "di scuola fiorentina del Verrocchio".
Di recente Alessandro Parronchi ha assegnato a Leonardo un Busto di fanciullo, già in collezione privata fiorentina e acquistato dal Getty Museum. L'opera mostra una notevole ascendenza da Desiderio da Settignano.
Numerose sono comunque le coincidenze, anche molto stringenti, tra alcuni disegni o schizzi di Leonardo e le opere scultoree di Verrocchio, come il Profilo di capitano antico (1475 circa, Londra, British Museum), simile ai bassorilievi di capitani antichi scolpiti per Mattia Corvino, o lo Studio di mani (1475 circa, Windsor, Royal Library), ritenuto uno studio per il Ritratto di Ginevra de' Benci e molto somigliante alla posizione delle mani del busto della Dama col mazzolino.
Alla fine comunque l'unico esperimento sicuro con la scultura di Leonardo fu l'incompiuto Monumento a Francesco Sforza. A questo lavoro, di cui tuttavia non si conoscono le reali fattezze, è collegato un modellino in cera in collezione privata. Sembra invece derivare dai disegni della Battaglia di Anghiari il bronzetto di cavallo che si contorce, il cui migliore esemplare è nel Museo di belle arti di Budapest.

#### Prime opere indipendenti

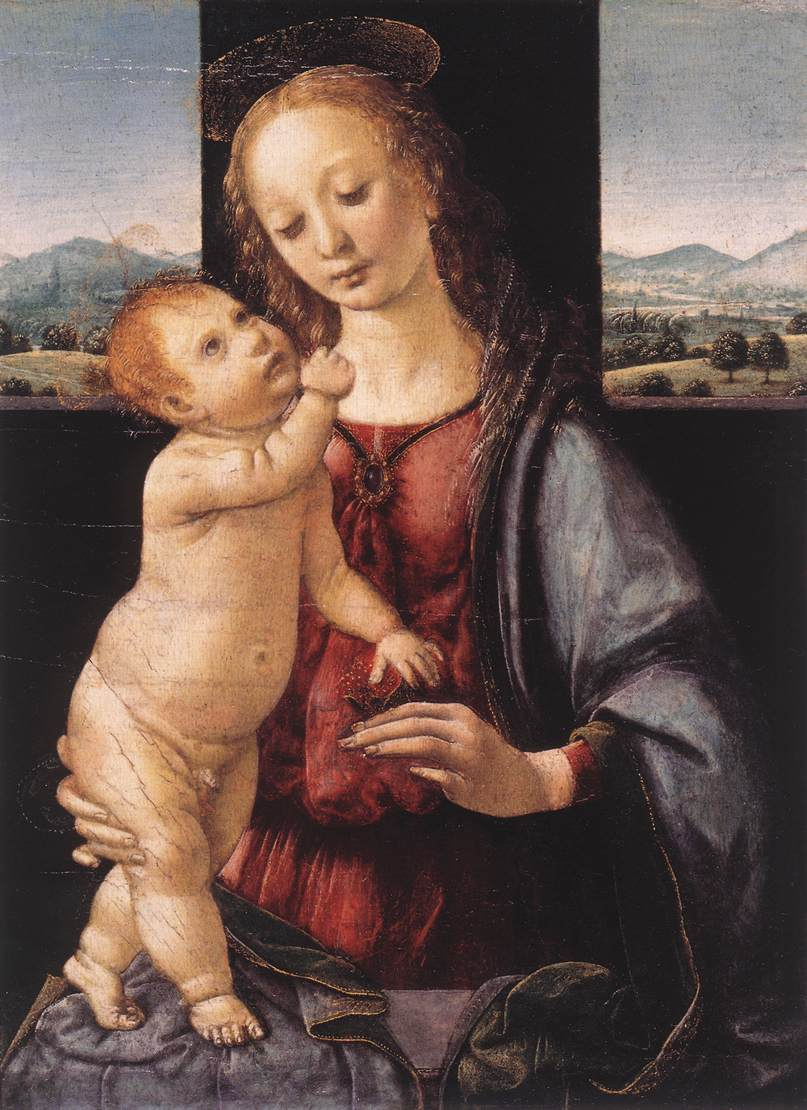
Madonna Dreyfus (1469 circa)

Le prime opere indipendenti di Leonardo sono oggi datate tra il 1469 e i primi anni settanta, ancora prima del Battesimo. In questi lavori, su cui il dibattito critico è stato molto acceso, l'artista mostra una forte adesione al linguaggio comune degli allievi di Verrocchio, complicando gli studi attributivi. La piena autografia della piccola Madonna Dreyfus (1469 circa, National Gallery of Art, Washington) è una constatazione recente della critica, che in passato aveva oscillato anche sui nomi di Verrocchio e Lorenzo di Credi: stretta è infatti la vicinanza stilistica con la successiva Madonna del Garofano (1473 circa, Alte Pinakothek, Monaco), con gli incarnati delicati e quasi trasparenti, la gestualità familiare tra madre e figlio, l'ambientazione su uno sfondo scuro in cui si aprono "alla fiamminga" due finestre su un luminoso paesaggio.
Proviene dalla bottega del Verrocchio la contemporanea Annunciazione degli Uffizi, ma la sua paternità – se pure può considerarsi di unica mano – è stata a lungo disputata dalla critica, per assestarsi infine sul nome di Leonardo. L'Angelo annunciante appare infatti prossimo alla fattura dell'angelo del Battesimo, ed esistono due disegni certi di Leonardo: uno Studio di braccio alla Christ Church di Oxford e uno Studio di drappeggio con le gambe della Madonna al Museo del Louvre, che fanno preciso riferimento, rispettivamente, all'arcangelo e alla Vergine. Nonostante si stia formando uno stile personale, affiorano ancora motivi verrocchieschi, come il leggio-altare con zampe leonine, che ricordano da vicino la Tomba di Giovanni e Piero de' Medici. Il dipinto contiene un "errore" di prospettiva, nel braccio destro eccessivamente lungo della Vergine, difetto che risulta attenuato assumendo un punto di vista leggermente a destra dell'opera.
La Madonna del Garofano (1475-1480) mostra già con evidenza una veloce maturazione dello stile dell'artista, indirizzato a una maggiore fusione tra i vari elementi dell'immagine, con trapassi luminosi e di chiaroscuro più sensibili e fluidi; la Vergine difatti emerge da una stanza in penombra contrastando con un lontano e fantastico paesaggio che appare da due bifore sullo sfondo.
Al 1474 al 1478 risale il Ritratto di donna (esposto a Washington), identificata con Ginevra de' Benci – così si spiega il ginepro dipinto alle sue spalle. Si tratta della figlia di un importante mercante fiorentino, il che dimostra come Leonardo potesse accedere a commissioni da parte della ricca borghesia fiorentina. L'opera mostra sempre più chiari gli influssi della pittura fiamminga, nelle luminescenze della capigliatura, nell'attenzione alla resa luminosa tramite il colore. Vi si trova però anche la caratteristica resa atmosferica tra personaggio in primo piano e paesaggio, oltre alla particolare tecnica di sfumare coi polpastrelli i colori, soprattutto nella realistica epidermide.

#### Quattro anni di silenzio

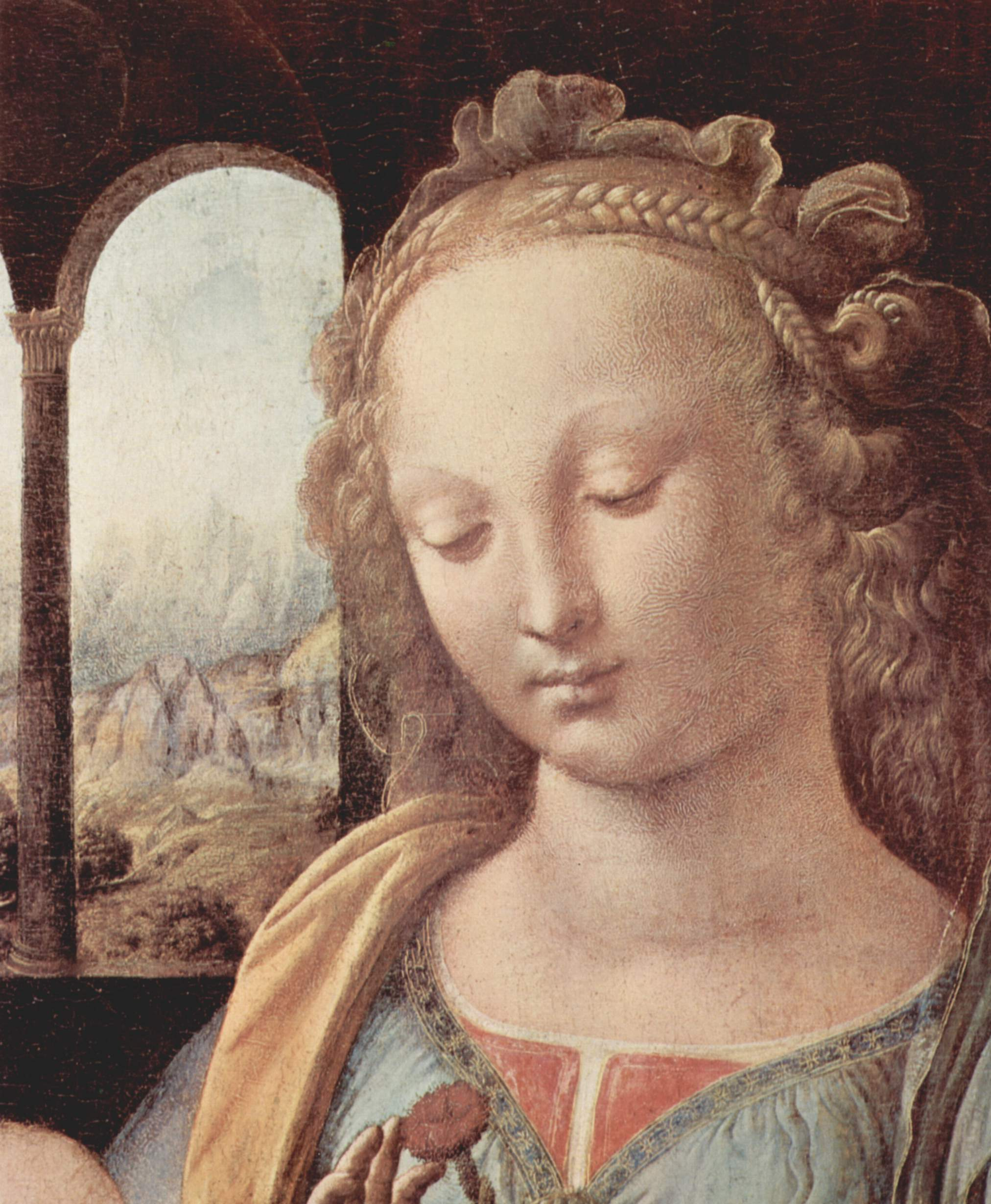
Madonna del Garofano, Alte Pinakothek, Monaco di Baviera (dettaglio, 1473 circa)

Dal gennaio 1474 all'autunno 1478 non si conoscono opere di Leonardo. Questo silenzio è particolarmente strano se si considera come negli anni precedenti la carriera di Leonardo stesse definitivamente decollando, con alle spalle un padre influente e facoltoso, che lo mantenne almeno fino al 1480 e che sicuramente poteva aiutarlo nel procurarsi le commissioni.
Si è ipotizzato quindi che il poco più che ventenne Leonardo fosse ancora incerto sul proprio futuro, avvicinandosi al mondo della scienza con la frequentazione dell'anziano geografo e astronomo Paolo dal Pozzo Toscanelli. Probabilmente ebbe modo di approfondire l'anatomia assistendo alla dissezione dei cadaveri nelle camere mortuarie degli ospedali, ma dovette studiare anche la fisica e la meccanica tramite esperimenti diretti.
Il 9 aprile 1476 fu presentata una denuncia anonima agli Ufficiali di notte e de' monasteri contro diverse persone, tra le quali Leonardo, per sodomia consumata verso il diciassettenne Jacopo Saltarelli, residente in via Vacchereccia (accanto a piazza della Signoria). Anche se nella Firenze dell'epoca c'era una certa tolleranza verso l'omosessualità, la pena prevista in questi casi era severissima: l'evirazione per i sodomiti adulti e la mutilazione di un piede o della mano per i giovani. Oltre a Leonardo, tra gli altri inquisiti vi erano l'orefice Bartolomeo di Pasquino, il farsettaio (sarto) Baccino, residente in via de' Cimatori presso Orsanmichele, e soprattutto Leonardo Tornabuoni che è annotato come vestito di "nero" (la stoffa più costosa, prerogativa dell'alta società): egli era infatti un giovane rampollo della potentissima famiglia imparentata con i Medici. Un'identica denuncia fu presentata anche nel giugno dello stesso anno. Fu proprio il coinvolgimento del Tornabuoni che avrebbe giocato a favore degli accusati: l'accusa fu infatti archiviata e gli imputati furono tutti "absoluti cum conditione ut retumburentur", "perdonati (o liberati) salvo che non vi siano altre denunce in merito". La denuncia riporta come comunque Leonardo a quella data fosse ancora a bottega da Verrocchio.

#### Il ritorno alla pittura

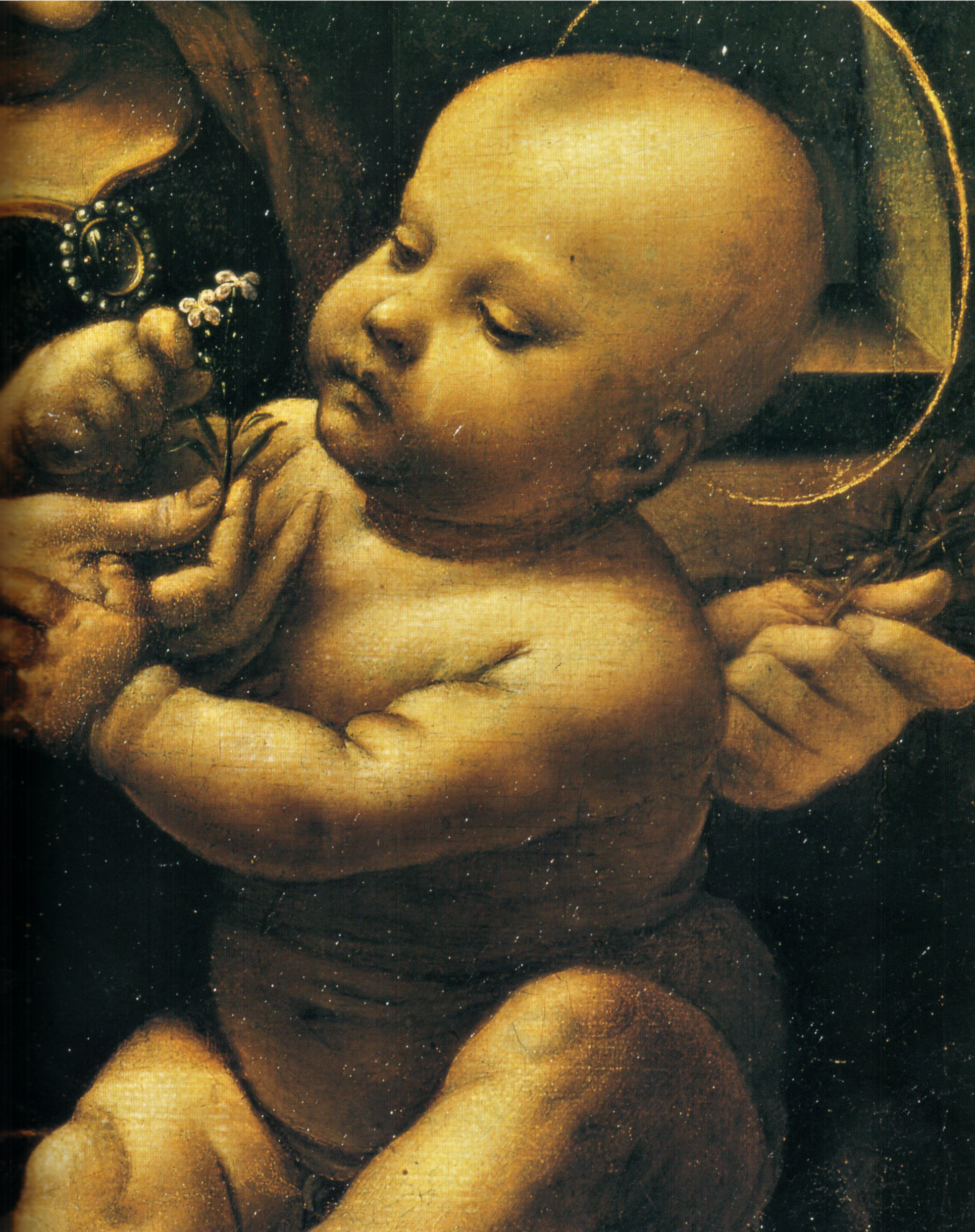
Madonna Benois, particolare

Il 10 gennaio 1478 ricevette il primo incarico pubblico, una pala per la cappella di San Bernardo nel palazzo della Signoria; incassò dai Priori 25 fiorini ma forse non cominciò nemmeno il lavoro, affidato poi nel 1483 a Domenico Ghirlandaio e poi a Filippino Lippi, che lo completò nel 1485 (la Pala degli Otto, oggi agli Uffizi). In questa pala l'espressione "leonardesca", cioè ambiguamente sorridente, della Madonna aveva in passato confuso alcuni critici che l'avevano attribuita a Leonardo.
Nel frattempo il desiderio di dedicarsi alla pittura dovette tornare a farsi sentire, come testimonia un'annotazione, parzialmente mutila, in cui l'artista ricorda come a fine del 1478 incominciò due Madonne. Una di queste è riconosciuta nella Madonna Benois, oggi all'Ermitage di San Pietroburgo, che il Bocchi nel 1591 menzionò nella casa fiorentina di Matteo e Giovanni Botti: «tavoletta colorita a olio di mano di Leonardo da Vinci, di eccessiva bellezza, dove è dipinta una Madonna con sommo artifizio et con estrema diligenza; la figura di Cristo, che è bambino, è bella a maraviglia: si vede in quello un alzar del volto singolare et mirabile lavorato nella difficultà dell'attitudine con felice agevolezza»; descrizione che però potrebbe riferirsi anche alla Madonna del Garofano.
Ancora al 1475-1478 circa è databile la piccola Annunciazione del Museo del Louvre, probabilmente parte della predella della Madonna con Bambino e santi di Andrea del Verrocchio e Lorenzo di Credi per il Duomo di Pistoia, che avrebbe compreso anche la Nascita della Vergine del Perugino, ora all'Art Gallery di Liverpool e il San Donato e il gabelliere dello stesso Lorenzo, ora all'Art Museum di Worcester. L'unità di composizione, la coerenza e l'individualità della piccola tavola, posteriore ma lontana dall'Annunciazione di Firenze, ne confermano l'attribuzione concorde a Leonardo. Intanto, almeno dal 1479 non viveva più nella famiglia del padre Piero, come attesta un documento del catasto fiorentino.

#### L'avvicinamento ai Medici

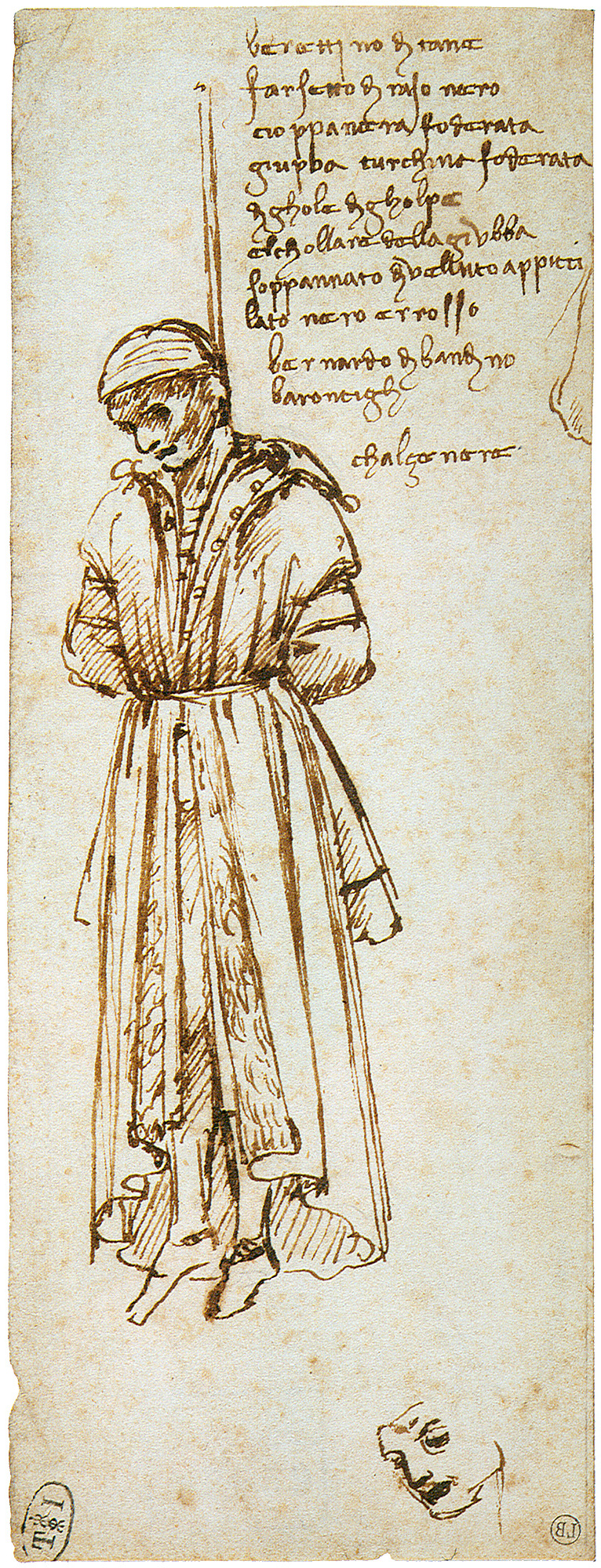
Disegno che raffigura Bernardo Bandini, impiccato (1479)

A questi anni risalì probabilmente anche l'avvicinamento a Lorenzo il Magnifico e alla sua cerchia, della quale faceva parte il suo maestro Verrocchio. Alcuni fogli dei Codici vinciani mostrano studi per consulenze militari e ingegneristiche, richieste probabilmente da Lorenzo. Il 29 dicembre 1479 Leonardo ritrasse il cadavere impiccato di uno dei responsabili della congiura dei Pazzi, Bernardo di Bandino Baroncelli (l'assassino di Giuliano de' Medici), confermando un legame con la Casa dei Medici.
L'Anonimo Gaddiano inoltre ricorda la sua frequentazione, verso il 1480, del Giardino di San Marco, una sorta di museo all'aperto in cui era esposta la collezione di statue antiche dei Medici e l'anziano scultore Bertoldo di Giovanni teneva una scuola d'arte a cui partecipò anche, quasi dieci anni dopo, il giovane Michelangelo Buonarroti. L'annotazione recita: «stette [...] Leonardo] col Magnifico Lorenzo et, dandoli provisione per sé, il faceva lavorare nel giardino sulla piazza di San Marco a Firenze»: l'acquisto del terreno da parte di Lorenzo fu di quell'anno e pertanto Leonardo dovette eseguirvi lavori di scultura e restauro.

#### L'Adorazione dei Magi
Se dell'incompiuto San Girolamo della Pinacoteca vaticana non si ha nessuna testimonianza documentaria, dell'Adorazione dei Magi, ora agli Uffizi, si sa che gli fu commissionata nel marzo 1481 dai monaci di San Donato a Scopeto, come pala dell'altare maggiore, da compiere entro trenta mesi; la commissione, la più importante ricevuta da Leonardo fino ad allora, fu probabilmente facilitata dal padre ser Piero, che era notaio per i monaci. Leonardo però non consegnò mai l'opera e solo quindici anni dopo fu sostituita con un dipinto dello stesso soggetto, opera di Filippino Lippi.
L'opera, rimasta allo stato di abbozzo, in bruno lumeggiato con biacca, fu lasciata da Leonardo, in partenza per Milano, all'amico Amerigo Benci, il padre di Ginevra, nel 1482. In essa Leonardo avviò una riflessione più profonda sul tema, così frequente nell'arte fiorentina del XV secolo, sottolineando il momento dell'"Epifania" nel significato greco originario di "manifestazione". Gesù Bambino rivela infatti la sua natura divina sorprendendo gli astanti. «Nulla rimane dell'Epifania tradizionale, e ai pastori e ai re è sostituita la più vasta moltitudine delle mani, dei volti intensamente caratterizzati, dei panni guizzanti da un lato fuori dalle ombre della siepe umana, succhiati dall'altro da un sospeso pulviscolo luminoso. Non sono magi, non sono guardiani d'armenti: sono le creature viventi, tutte le creature con la fede e col dubbio, con le passioni e con le rinunce della vita, aureolate dalla luce creatrice di questo capolavoro in cui il colore non avrebbe luogo» (Angela Ottino).

### A Milano (1482–1499)

#### La partenza

Dama con l'ermellino (1485), Museo nazionale di Cracovia

Fra la primavera e l'estate del 1482 Leonardo si trovava già a Milano, una delle poche città in Europa a superare i centomila abitanti, al centro di una regione popolosa e produttiva. Le ragioni della sua partenza da Firenze sono molteplici. Sicuramente, come testimoniano l'Anonimo Gaddiano e Vasari, l'invio dell'artista fu causato da Lorenzo il Magnifico nell'ambito delle sue politiche diplomatiche con le signorie italiane, in cui i maestri fiorentini erano inviati come "ambasciatori" del predominio artistico e culturale di Firenze. Così Antonio Rossellino e i fratelli Giuliano e Benedetto da Maiano erano partiti per Napoli e un gruppo di pittori era partito per decorare la nuova cappella pontificia di Sisto IV.
Leonardo ebbe la missione di portare al duca Ludovico il Moro un omaggio. Scrisse l'Anonimo Gaddiano: «[Leonardo] aveva trent'anni che dal detto Magnifico Lorenzo fu mandato al duca di Milano a presentarli insieme con Atalante Migliorotti una lira che unico era in suonare tale strumento». Vasari tramanda che fosse un grandissimo musicista e che avesse costruito questa lira in argento, in parte a forma di una testa di cavallo «cosa bizzarra e nuova, acciò ché l'armonia fosse con maggior tuba e più sonora di voce». Arrivato, Leonardo partecipò a una gara musicale con quello strumento indetta alla corte sforzesca, «laonde superò tutti i musici, che quivi erano concorsi a sonare».
In quell'occasione Leonardo scrisse una famosa "lettera d'impiego" di nove paragrafi, in cui descriveva innanzitutto i suoi progetti di ingegneristica, di apparati militari, di opere idrauliche, di architettura, e solo alla fine, di pittura e scultura, di cui occuparsi in tempo di pace, tra cui il progetto di un cavallo di bronzo per un monumento a Francesco Sforza.
Appare chiaro che Leonardo fosse intenzionato a restare a Milano, città che doveva affascinarlo per la sua apertura alle novità scientifiche e tecnologiche, causata dalle continue campagne militari. L'ambiente fiorentino doveva infatti procurargli ormai un certo disagio: da un lato non si doveva riconoscere nella cultura neoplatonica della cerchia medicea, così imbevuta di ascendenze filosofiche e letterarie, lui che si definiva "omo sanza lettere"; dall'altro la sua arte stava divergendo sempre di più dal linearismo e dalla ricerca di una bellezza rarefatta e idealizzata degli artisti dominanti sulla scena, già suoi compagni nella bottega di Verrocchio, come Perugino, Ghirlandaio e Botticelli. Dopotutto la sua esclusione dai frescanti della Sistina rimarca la sua estraneità a quel gruppo.

#### LaVergine delle Rocce

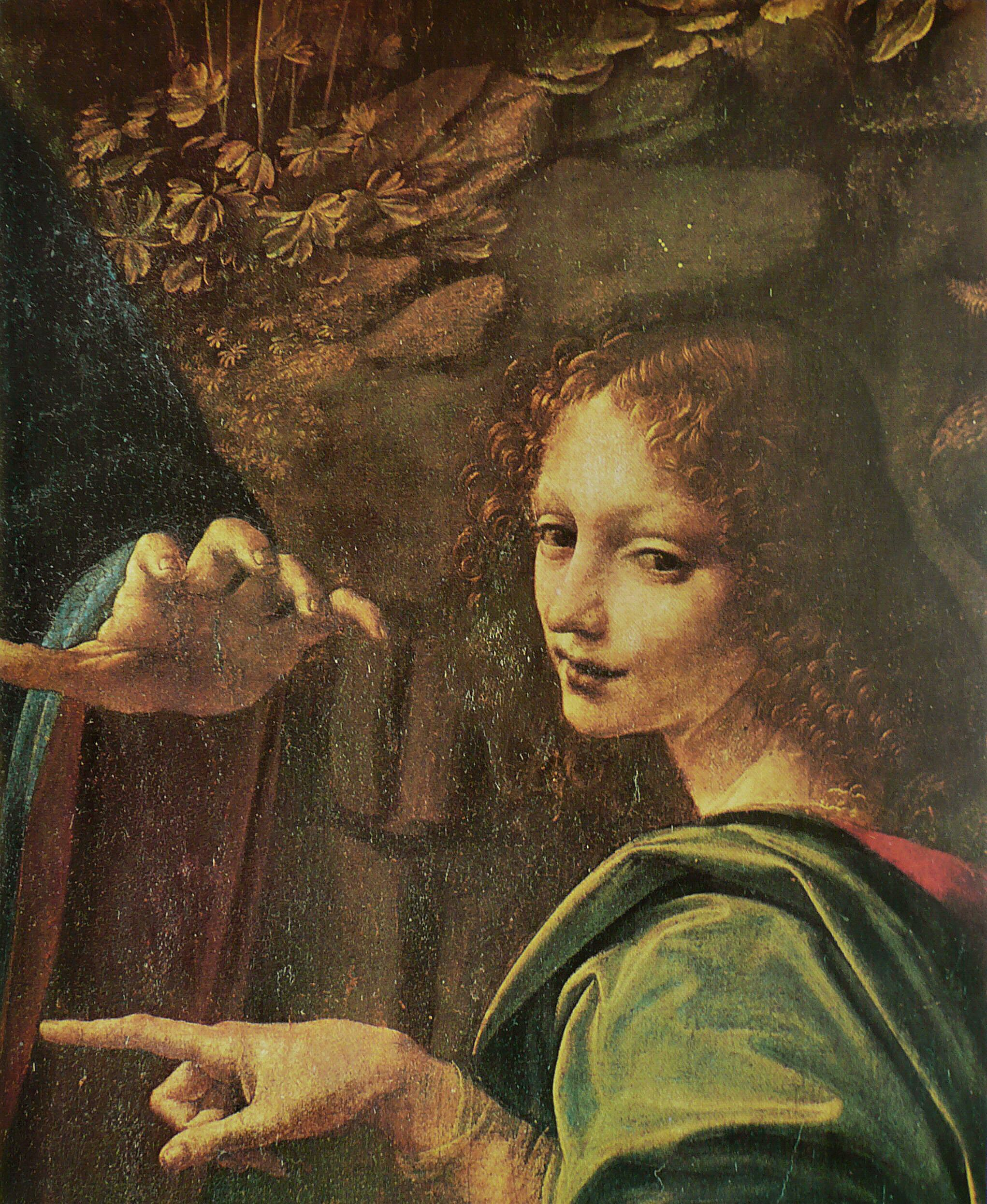
Vergine delle Rocce (prima versione, 1486 circa), particolare, Parigi, Louvre

I documenti sembrano indicare che l'accoglienza di Leonardo nell'ambiente milanese fu piuttosto tiepida, non ottenendo inizialmente gli esiti sperati nella famosa lettera al duca. L'artista ebbe anche diverse difficoltà con la lingua parlata dal popolo (ai tempi la lingua italiana quale "toscano medio" non esisteva, tutti parlavano solo il proprio dialetto), sebbene gli esperti ritrovino poi nei suoi scritti degli anni successivi addirittura dei "lombardismi".
Per una prima commissione l'artista dovette infatti attendere il 25 aprile 1483, quando con Bartolomeo Scorione, priore della Confraternita milanese dell'Immacolata Concezione, stipulò il contratto per una pala da collocare sull'altare della cappella della Confraternita nella chiesa di San Francesco Grande (oggi distrutta). Al contratto presenziarono anche i fratelli pittori Evangelista e Giovanni Ambrogio de Predis, che ospitavano Leonardo nella loro abitazione vicino a Porta Ticinese.
Si tratta della pala della Vergine delle Rocce che, stando al dettagliatissimo contratto, doveva essere lo scomparto centrale di un trittico. La tavola centrale avrebbe dovuto rappresentare una Madonna col Bambino con due profeti e angeli, le altre due, quattro angeli cantori e musicanti, dipinte poi dai De Predis; la decorazione doveva essere ricca, con abbondanti dorature e l'opera doveva essere consegnata entro l'8 dicembre per un compenso complessivo di 800 lire da pagarsi a rate fino al febbraio 1485.
Leonardo, nonostante la strettezza dei termini contrattuali, interpretò il programma iconografico in maniera originalissima, raffigurando la scena del leggendario incontro tra san Giovannino e il Bambin Gesù nel deserto, e celando riferimenti all'Immacolata Concezione nell'arido sfondo roccioso e nel modo in cui la Madonna vi si fonde attraverso un anfratto che sembra rievocare il mistero legato alla maternità.
In una supplica a Ludovico il Moro, databile al 1493, dalla quale si evince che l'opera era stata compiuta almeno entro il 1490 (ma la critica la considera comunque finita entro il 1486) Leonardo e Ambrogio de' Predis (Evangelista morì alla fine del 1490 o all'inizio del 1491) chiedevano un conguaglio di 1 200 lire, rifiutato dai frati. La lite giudiziaria si trascinò fino al 27 aprile 1506, quando i periti stabilirono che la tavola era incompiuta e, stabiliti due anni per terminare il lavoro, concessero un conguaglio di 200 lire; il 23 ottobre 1508 Ambrogio incassò l'ultima rata e Leonardo ratificò il pagamento.
Sembrerebbe che Leonardo, dato il mancato pagamento delle 1 200 lire da parte della Confraternita, avesse venduto per 400 lire la tavola, ora al Louvre, al re di Francia Luigi XII, mettendo a disposizione, durante la lite giudiziaria, una seconda versione della Vergine delle Rocce, che rimase in San Francesco Grande fino allo scioglimento della Confraternita nel 1781 ed è ora conservata alla National Gallery di Londra, insieme con le due tavole del de' Predis. Per completezza va detto che non per tutti l'esemplare di Londra è di Leonardo: per alcuni, fra cui Carlo Pedretti, pur abbozzato dal maestro, fu condotto con l'ausilio degli allievi; che possa essere intervenuto Ambrogio de' Predis per completare l'opera è plausibile.
Giulio Carlo Argan evidenzia come per Leonardo tutto è "immanenza". Egli guarda la realtà e la natura con gli occhi dello scienziato. Il paesaggio di quest'opera "non è un paesaggio veduto né un paesaggio fantastico: è l'immagine della natura naturans, del farsi e del disfarsi, del ciclico trapasso della materia dallo stato solido, al liquido, all'atmosferico: la figura non è più l'opposto della natura, ma il termine ultimo del suo continuo evolvere".
Rodolfo Papa fa peraltro notare come quest'opera di Leonardo risenta fortemente di alcune riflessioni di San Bonaventura, presentando eventi "storicamente tramandati ma misticamente rappresentati": il pittore insomma "riesce a rispondere alle esigenze spirituali dell'ordine francescano e dell'Arciconfraternita committente dedicata al mistero dell'origine di Maria [...] quasi traducendo in immagine le parole di san Bonaventura".

#### Nella cerchia del Moro

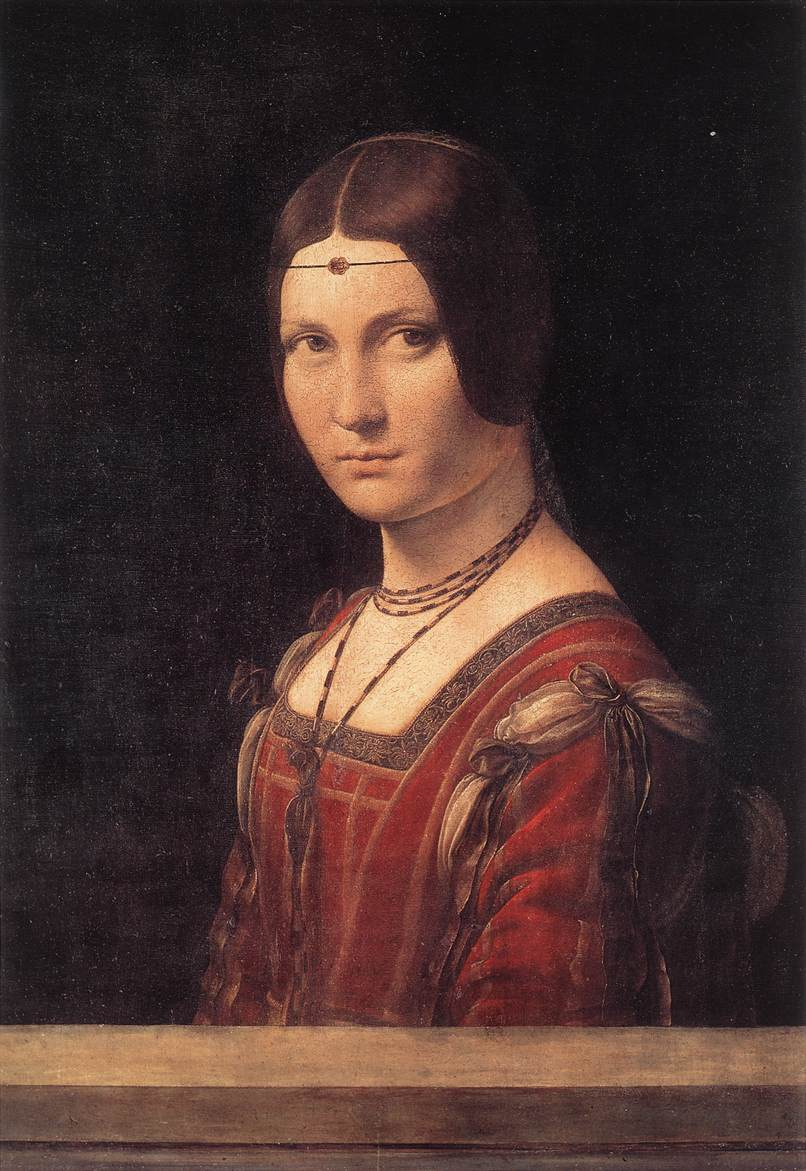
Belle Ferronnière (1490-1495), Parigi, Louvre

Nei primi anni milanesi Leonardo proseguì con gli studi di meccanica, le invenzioni di macchine militari, la messa a punto di varie tecnologie. Verso il 1485 doveva essere già entrato nella cerchia di Ludovico il Moro, per il quale progettò con versatilità sistemi d'irrigazione, dipinse ritratti, approntò scenografie per feste di corte, ecc. Una lettera di quegli anni ricorda però come l'artista fosse insoddisfatto per i compensi ricevuti, descrivendo anche il suo stato familiare all'epoca. Scrisse infatti Leonardo al duca che in tre anni aveva ricevuto solo cinquanta ducati, troppo pochi per sfamare "sei bocche": si tratta della sua, di quelle dei tre allievi Marco d'Oggiono, Giovanni Antonio Boltraffio e Gian Giacomo Caprotti detto il Salaì, di un uomo di fatica e, dal 1493, di una domestica di nome Caterina, forse la madre naturale di Leonardo al seguito del figlio dopo essere rimasta vedova. Il Salaì, da Oreno, al servizio di Leonardo dal 1490, quando aveva dieci anni, ebbe il suo soprannome da un diavolo del Morgante del Pulci: Leonardo definì poi l'assistente "ladro, bugiardo, ostinato, ghiotto", ma lo trattò sempre con indulgenza.
Conclusa la Vergine delle Rocce Leonardo dovette dedicarsi ad alcune Madonne. Una fu probabilmente quella "d'optimo pittore" da inviare in dono al re d'Ungheria Mattia Corvino nel 1485 (descritta come "figura di Nostra Donna quanto bella excelente et devota la sapia più fare, senza sparagno di spesa alcuna" in una lettera ducale datata 13 aprile 1485). Un'altra fu probabilmente la Madonna Litta, eseguita in massima parte dagli assistenti, soprattutto Giovanni Antonio Boltraffio e Marco d'Oggiono.
Un altro tema ricorrente del periodo milanese è il ritratto, in cui l'artista poté mettere a frutto gli studi anatomici avviati a Firenze, interessandosi soprattutto ai legami tra le fisionomie e i "moti dell'animo", cioè gli aspetti psicologici e le qualità morali che trasparivano puntualmente dalle caratteristiche esteriori. Una delle prime prove su questo tema che ci sia pervenuta è il Ritratto di musico, forse il maestro di Cappella del duomo milanese Franchino Gaffurio. Notevoli sono in quest'opera l'attenzione analitica e il risvolto psicologico nello sguardo sfuggente dell'effigiato. Un altro famoso ritratto di questo periodo è la cosiddetta Belle Ferronnière, una dama, forse legata alla corte sforzesca, dall'intenso sguardo che evita aristocraticamente lo sguardo dello spettatore.
Sicuramente collegato alla committenza ducale è il Ritratto di Cecilia Gallerani, detto la Dama con l'ermellino. La presenza dell'animale, oltre a richiamare il cognome della donna (galé in greco), alludeva anche all'onorificenza dell'Ordine dell'Ermellino, ricevuta proprio nel 1488 dal Moro da parte di Ferrante di Napoli.

#### Le nozze tra Gian Galeazzo Sforza e Isabella d'Aragona (1489-1490)
Nei due anni successivi le commissioni ducali si fecero sempre più frequenti. Ricevette ad esempio pagamenti per il progetto del tiburio del duomo di Milano.
Nei primi mesi del 1489 si occupò delle decorazioni, nel Castello Sforzesco, per le nozze di Gian Galeazzo Maria Sforza e Isabella d'Aragona, sospese per la morte della madre della sposa, Ippolita d'Aragona, e rimandate all'anno successivo, come Leonardo scrisse sul Libro titolato de figura umana.
I festeggiamenti ripresero solo il 13 gennaio 1490; per essi, come scrisse il poeta Bernardo Bellincioni nel 1493, «v'era fabbricato, con il grande ingegno et arte di Maestro Leonardo da Vinci fiorentino, il paradiso con tutti li sette pianeti (sette, perché anche la Luna era considerata un pianeta) che giravano e li pianeti erano rappresentati da homini». Un altro documento, redatto poco dopo la celebrazione e conservato nella Biblioteca estense universitaria di Modena, ricorda l'emozione della messa in scena, il pubblico, gli attori e lo sfarzo degli abiti: «El Paradiso era facto a similitudine de uno mezzo uovo, el quale dal lato dentro era tottu messo a horo, con grandissimo numero de lumi ricontro le stelle, con certi fessi dove stava li sette pianeti, segondo el loro grado alti e bassi. A torno l'orlo de sopra del dito mezo tondo era li XII signi, con certi lumi dentro del vedro, che facevano un galante et bel vedere: nel qual Paradiso era molti canti et soni molto dolci et suavi».
Il "cielo" inventato da Leonardo, mettendo a frutto la lunga tradizione delle sacre rappresentazioni fiorentine, doveva essere ricco di effetti speciali, giochi di luci e suoni, che restarono a lungo vivi nella memoria dei contemporanei.

#### Il monumento equestre a Francesco Sforza
In quegli anni Leonardo avviò il grandioso progetto per un monumento equestre a Francesco Sforza, come testimonia un pagamento a titolo di anticipo per le spese per un modello, pagate per conto del Duca dal sovrintendente all'erario di corte, Marchesino Stanga. Il 22 luglio 1489, inoltre, Pietro Alamanni comunicò a Lorenzo il Magnifico la richiesta di Ludovico di ottenere la collaborazione di fonditori in bronzo fiorentini: «un maestro o due apti a tale opera et benché gli abbi commesso questa cosa in Leonardo da Vinci, non mi pare molto la sappia condurre».
L'impresa era colossale, non solo per le dimensioni della statua, che doveva essere fusa in bronzo, ma anche per l'intento di scolpire un cavallo nell'atto di impennarsi e abbattersi sul nemico. L'artista spese mesi interi nello studio dei cavalli, frequentando le scuderie ducali e quelle di Galeazzo Sanseverino per studiare da vicino l'anatomia di questi animali, soprattutto riguardo al rilassamento e alla tensione dei muscoli durante l'azione. L'impresa fu sospesa per riprendere le celebrazioni del matrimonio Sforza-d'Aragona.

#### A Pavia (1490)
Il 21 giugno 1490 andò a Pavia, su richiesta dei fabbricieri del Duomo per una consulenza, che lo ospitarono nell'albergo del Saracino. Vi si recò con Francesco di Giorgio Martini, architetto e autore del Trattato di architettura, che riprendeva il De architectura di Vitruvio. Leonardo dovette trovare particolarmente stimolante la rielaborazione in volgare del testo latino, approfondendo lo studio dell'architettura: di quegli anni è infatti il cosiddetto Manoscritto B (Parigi, Institut de France), dedicato all'urbanistica, all'architettura religiosa e militare. Sempre intorno al 1490, Leonardo realizzò per i duchi di Milano una grande piscina coperta all'interno del parco Visconteo e lasciò disegni riconducibili ad alcuni monumenti cittadini, quali la chiesa di Santa Maria alle Pertiche e il Regisole, inoltre è certo che ebbe modo di frequentare la biblioteca visconteo-sforzesca, custodita nel castello di Pavia e ritenuta, nel XV secolo, tra le più importanti del continente. Risalgono allo stesso periodo anche gli studi sul corpo umano e sulle sue perfette proporzioni, che culminarono nell'esecuzione del celeberrimo disegno dell'Uomo vitruviano.

#### La mancata fusione del "Colosso" (1494)
Rientrato a Milano si dedicò a varie attività, tra i costumi per la giostra in occasione delle nozze di Alfonso I d'Este con Anna Maria Sforza e di Ludovico il Moro con Beatrice d'Este (1491).
Lentamente portò avanti il progetto di un monumento equestre a Francesco Sforza che Ludovico il Moro voleva dedicare alla memoria del padre. Il progetto che passò attraverso diverse versioni era di dimensioni colossali, arrivando, nel 1491, alla fase finale della messa in opera del modello definitivo (in cera e poi in terracotta) che attendeva la successiva fusione a cera persa del bronzo. L'impresa si presentava estremamente difficile, per la grande necessità di bronzo fuso da versare, per questo l'artista si dedicò a calcoli minuziosi in fase progettuale.
Nel frattempo, nel 1493, fu per un tratto al seguito del corteo che accompagnava in Germania Bianca Maria Sforza, sposa dell'imperatore Massimiliano d'Asburgo; si recò sul Lago di Como (dove studiò la celebre fonte intermittente presso la villa Pliniana, a Torno), visitò la Valsassina, la Valtellina e la Valchiavenna.
Rientrato a Milano il 13 luglio di quell'anno ricevette forse la visita della madre Caterina. Alla fine del 1493 tutto era pronto per la fusione del "Colosso". In Corte Vecchia, sede da anni dell'officina di Leonardo (sul luogo dell'attuale Palazzo Reale), il modello di creta era ormai pronto e visibile, ma una notizia improvvisa bloccò la disponibilità del metallo: l'imminente calata di Carlo VIII di Francia in Italia, per la guerra contro il Regno di Napoli degli Aragonesi (1494), rese infatti impellente la domanda di bronzo per la fabbricazione di armi, vanificando il progetto di Leonardo, il quale fu profondamente deluso e amareggiato anche per i nuovi problemi di natura economica causati dalla mancata commissione.
Sempre al periodo milanese, risale il Salvator mundi raffigurazione "innovativa" della Vera immagine di Cristo, di origine bizantina, opera della quale si conserva una copia nel complesso di San Domenico Maggiore a Napoli, dove san Tommaso d'Aquino trascorse alcuni mesi fra il 1272 e il 1274, anno della morte. Questa copia del Salvator Mundi è attribuita alla scuola leonardesca.

#### L'Ultima Cena(1494-1498)

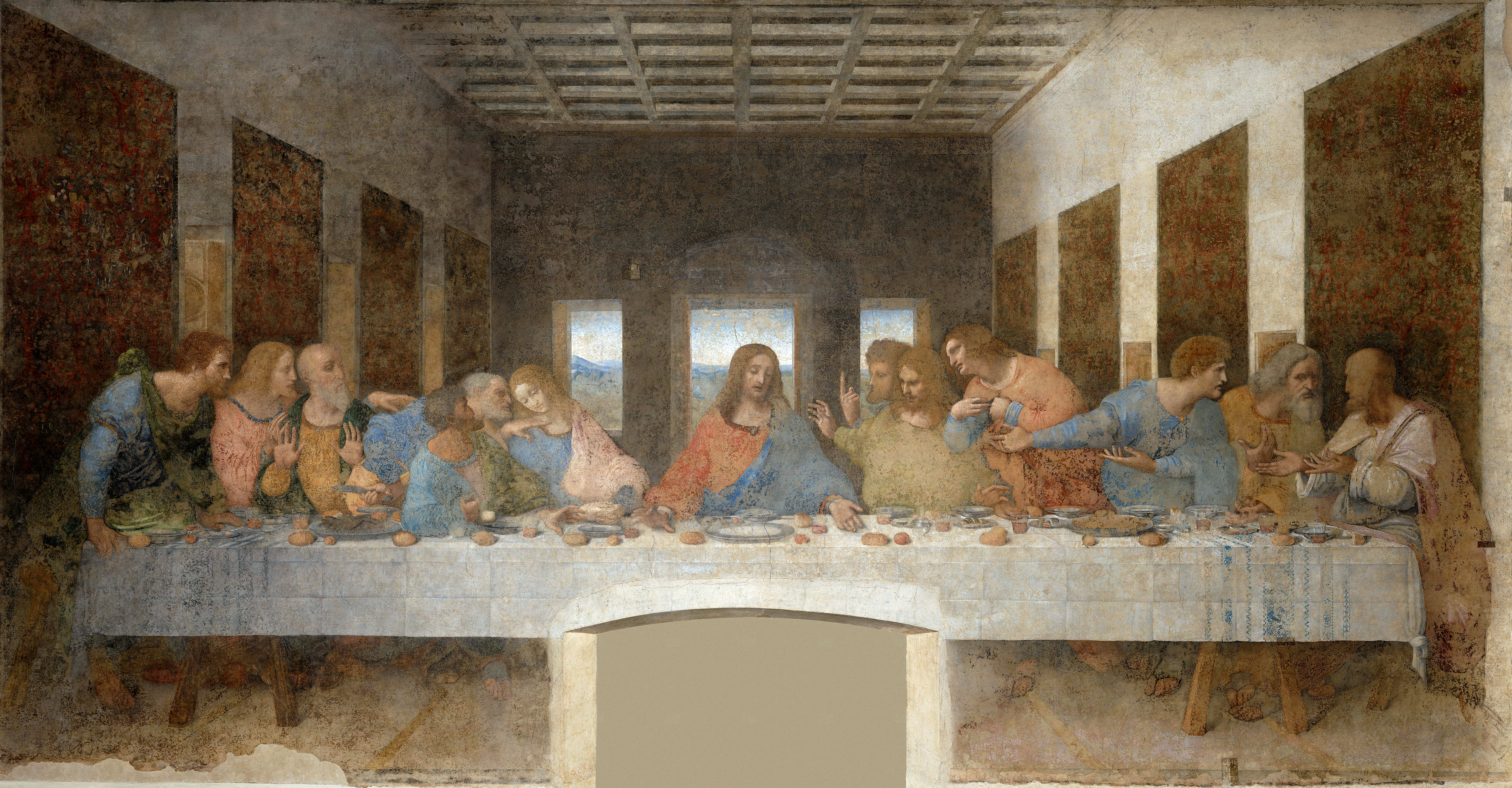
L'Ultima Cena, dopo il restauro

Nel 1494 Leonardo ricevette però una nuova commissione, legata al convento di Santa Maria delle Grazie, luogo caro al Moro, destinato alla celebrazione della famiglia Sforza, in cui aveva da poco finito di lavorare Bramante. I lavori procedettero con la decorazione del refettorio, un ambiente rettangolare dove i frati domenicani consumavano i pasti. Si decise di affrescare le pareti minori con temi tradizionali: una Crocifissione, per la quale fu chiamato Donato Montorfano che elaborò una composizione tradizionale, già conclusa nel 1495, e un'Ultima Cena affidata a Leonardo. In tale opera, che lo sollevò dai problemi economici imminenti, Leonardo riversò come in una summa tutti gli studi da lui compiuti in quegli anni, rappresentandone il capolavoro.
Il novelliere Matteo Bandello, che ben conosceva Leonardo, scrisse di averlo spesso visto «la matina a buon'hora a montar su'l ponte, perché il Cenacolo è alquanto da terra alto; soleva dal nascente Sole sino all'imbrunita sera non levarsi mai il pennello di mano, ma scordatosi il mangiare et il bere, di continovo dipingere. Se ne sarebbe poi stato dui, tre e quattro dì, che non v'averebbe messo mano, e tuttavia dimorava talhora una o due ore al giorno e solamente contemplava, considerava et essaminando tra sé, le sue figure giudicava. L'ho anche veduto (secondo che il capriccio o ghiribizzo lo toccava) partirsi da mezzogiorno, quando il Sole è in Leone, da Corte Vecchia ove quel stupendo Cavallo di terra componeva, e venirsene dritto a le Gratie: et asceso sul ponte pigliar il pennello, et una o due pennellate dar ad una di quelle figure e di subito partirse et andare altrove».
Leonardo attinse alla tradizione fiorentina dei cenacoli, reinterpretandola però in maniera estremamente originale con una maggiore enfasi sul momento drammatico in cui Cristo afferma «Qualcuno di voi mi tradirà» e sui "moti dell'animo" degli apostoli turbati. Essi sono ritratti a gruppi di tre, come una serie di onde emotive successive, con al centro la figura isolata e dominante del Cristo.
Leonardo cambiò l'iconografia tradizionale scegliendo di non rappresentare Giuda da solo su un lato del tavolo, ma accanto agli altri sul medesimo lato rivolto allo spettatore.
Come è noto Leonardo non si trovava a suo agio con la tecnica dell'affresco, poiché i veloci tempi di asciugatura dell'intonaco richiedevano un tratto deciso e rapido, non compatibile con i lunghi studi, le successive velature e la sua finissima pennellata. Per questo Leonardo inventò una tecnica mista di tempera e olio su due strati di intonaco, che rallentò le fasi di esecuzione dell'opera consentendogli di rendere una maggiore armonia cromatica e gli effetti di luce e di trasparenze a lui cari. L'opera era conclusa nel 1498, quando fu ricordato nel De Divina Proportione di Luca Pacioli. L'esperimento si rivelò però drammaticamente inadatto a un ambiente umido come il refettorio, con la parete comunicante con le cucine: già nel 1517 Antonio de Beatis annotò le prime perdite di colore, che all'epoca di Vasari erano già evidenti, da allora si susseguirono restauri e ridipinture, oltre a eventi estremamente drammatici durante l'occupazione napoleonica e la seconda guerra mondiale, che avevano consegnato un capolavoro estremamente compromesso, a cui ha posto rimedio, per quanto possibile, il capillare restauro concluso nel 1999.

#### LaDanae
Il 31 gennaio 1496, il successo della messa in scena del Paradiso fu replicato dall'allestimento della Danae di Baldassarre Taccone, rappresentata a Milano in casa del conte di Caiazzo Gianfrancesco Sanseverino. Sul verso di un folio leonardesco, conservato al Metropolitan Museum of Art, si trova uno studio preparatorio per l'impianto scenico: al centro di una nicchia si trovava un personaggio, forse Giove, fiammeggiante e in una mandorla, circondato da un palcoscenico con ali ricurve, forse riservate ai musici. Altre fonti ricordano come gli dei dell'Olimpo calassero dall'alto, rimanendo sospesi nel vuoto tra effetti luminosi che simulavano un cielo stellato; un sistema di argani e carrucole dava agli attori la capacità di muoversi con disinvoltura.

#### Sala delle Asse

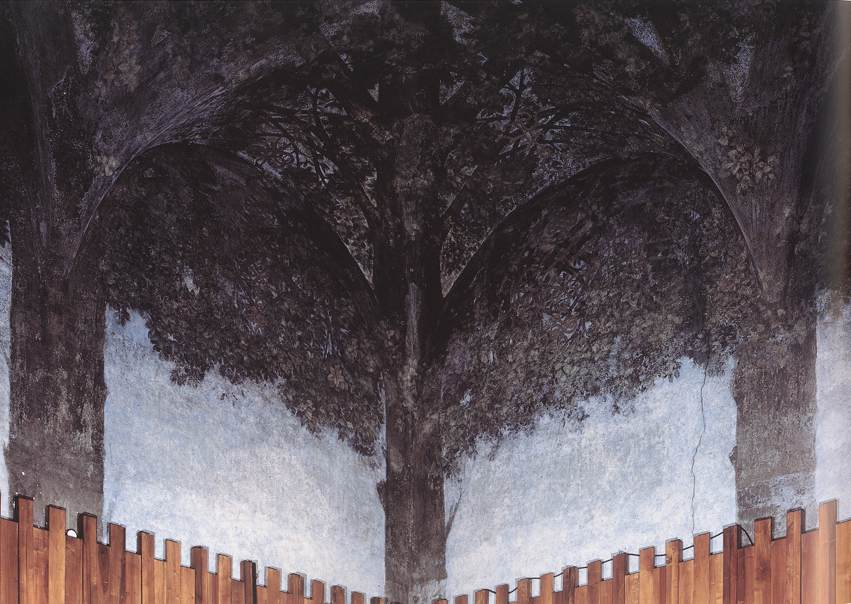
Sala delle Asse

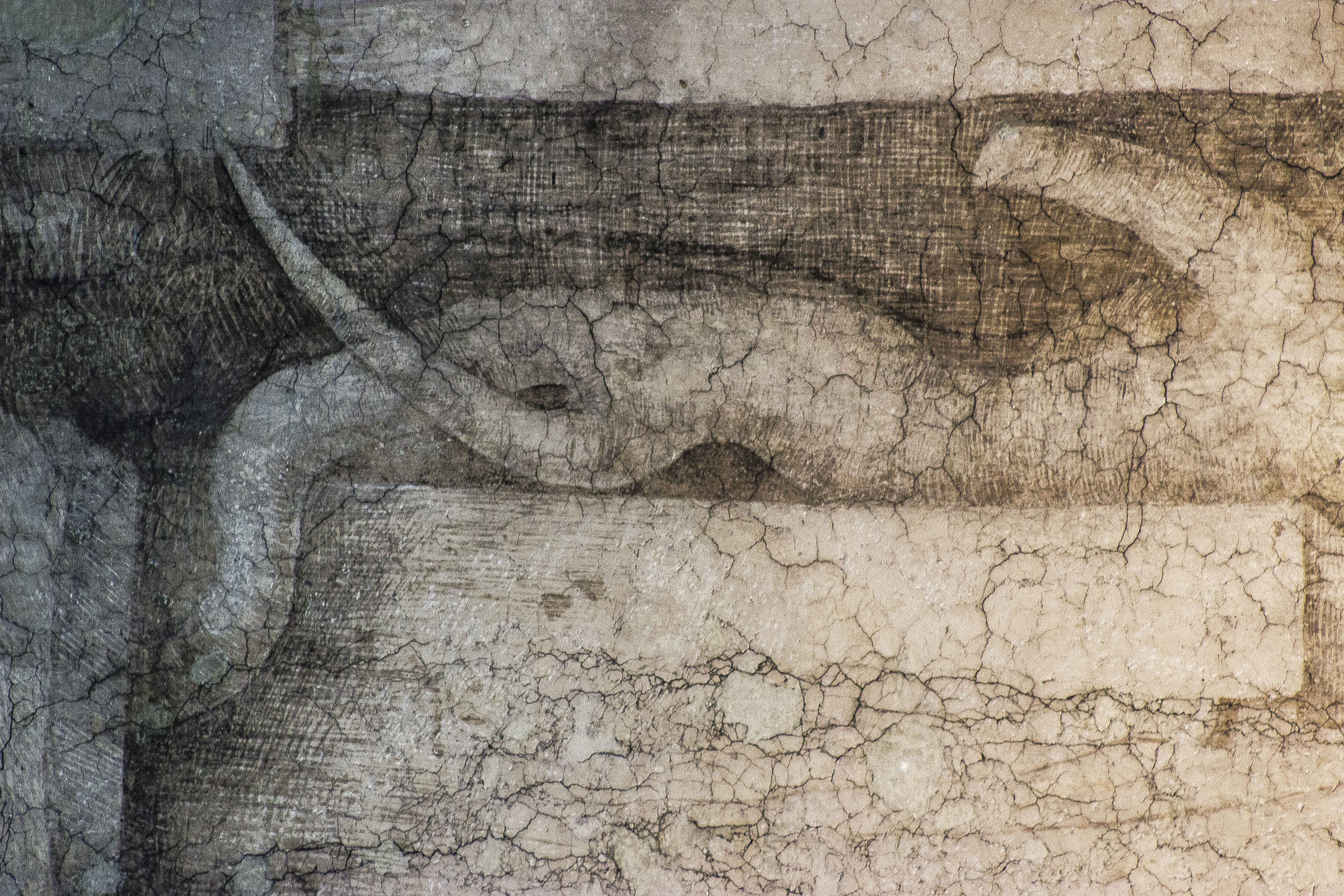
Dettaglio del monocromo riscoperto durante il restauro in corso della Sala delle Asse

In quel periodo Leonardo si dedicò anche alla decorazione di alcune stanze del Castello Sforzesco. In una lettera del 21 aprile 1498, Gualtiero Bescapè informa Ludovico il Moro che la "sala" sarà liberata dalle "asse" e che "Magistro Leonardo" completerà la sua decorazione entro settembre, ma, in realtà, non è nota con esattezza la data in cui i lavori furono terminati. La concezione era grandiosa: una foresta di alberi si dispiega sulla parete, proiettando rami e fogliame sul soffitto, con intrecci vegetali e gelsi, che con un'illusione ottica creano un pergolato lungo tutta la volta, le vele e le lunette. Un primo restauro del 1902 riportò alla luce le decorazioni (di cui si era persa traccia). Un secondo restauro fu eseguito nel 1953. Un ulteriore restauro, in corso nel 2018, ha riportato alla luce dei bellissimi disegni preparatori a carboncino, in cui le radici degli alberi si insinuano tra le pietre della parete.

#### Ultimi anni a Milano
Nel 1496 molto probabilmente morì sua madre, come si deduce da una sua nota di spese per una sepoltura che porta questa data.
Del 2 ottobre 1498 è l'atto notarile col quale Ludovico il Moro gli donò una vigna tra il convento di Santa Maria delle Grazie e il monastero di San Vittore al Corpo. Intanto nubi minacciose si addensavano sull'orizzonte milanese: nel marzo 1499 Leonardo si sarebbe recato a Genova insieme con Ludovico, sul quale incombeva la tempesta della guerra che egli stesso aveva contribuito a provocare; mentre il Moro era a Innsbruck, cercando invano di farsi alleato l'imperatore Massimiliano, il 6 ottobre 1499 Luigi XII conquistava Milano. Il 14 dicembre Leonardo fece depositare 600 fiorini nell'Ospedale di Santa Maria Nuova a Firenze e abbandonò Milano.

### Il periodo errabondo (1499–1508)
La partenza da Milano, occupata dai francesi, segnò l'inizio di un periodo di viaggi e peregrinazioni, che lo condussero a visitare più corti e città e lo fecero tornare per brevi periodi a Firenze.

#### A Mantova (1499)

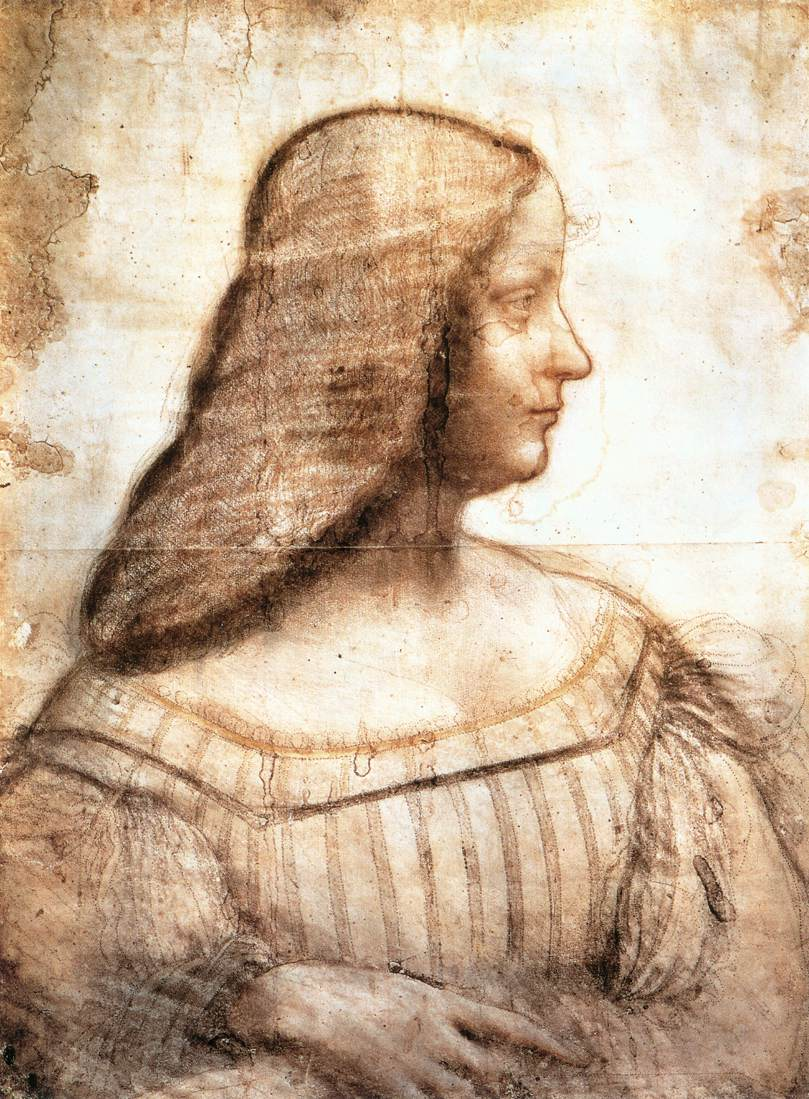
Cartone per il ritratto di Isabella d'Este, Museo del Louvre, Parigi, 1500 circa

Nel dicembre 1499 riparò a Mantova, ospite di Isabella d'Este, la quale aveva visto la Dama con l'ermellino restandone colpita e gli commissionò un ritratto mai completato, del quale si conserva il cartone preparatorio, oggi al Museo del Louvre.
Nonostante le lusinghe di Isabella, che voleva fare di lui il pittore di corte in sostituzione dell'anziano Andrea Mantegna, del quale non apprezzava l'arte nel ritratto, Leonardo ripartì presto, trovando l'ambiente mantovano forse troppo soffocante e tutto sommato con limitate prospettive di guadagno per i continui problemi economici del piccolo marchesato.

#### A Venezia (1500)
Giunse così a Venezia nel marzo 1500. Marino Sanudo nei suoi diari scrive che Marcantonio Morosini con Antonio Grimani ebbero un ruolo fondamentale nell'assegnazione di un incarico segreto a Leonardo a Venezia. La presenza dell'artista fiorentino nella Serenissima è testimoniata da Luca Pacioli, che forse l'accompagnò in città per approntare insieme la stampa del De divina proportione, che era illustrato con disegni forse derivati da prototipi di Leonardo. Vasari non citò la trasferta, forse perché legata alle attività di ingegnere militare piuttosto che alle discipline artistiche.
Qui fu incaricato di immaginare alcuni sistemi difensivi contro la continua minaccia turca. Leonardo iniziò il progetto di una diga mobile, da collocare sull'Isonzo, in grado di provocare inondazioni sui presidi in terraferma del nemico, che, per il costo elevato, fu accantonato. Al suo posto Leonardo iniziò a progettare il rafforzamento delle mura di cinta di Gradisca d'Isonzo. In ogni caso anche da Venezia ripartì presto. Forse a Venezia fece o comunque lasciò alcuni dei suoi innovativi studi sulle caricature e volti grotteschi, la cui influenza si legge in alcune opere successive prodotte in città, come La Vecchia di Giorgione o il Cristo dodicenne tra i dottori del soggiorno veneziano di Albrecht Dürer. Leonardo aveva inoltre con sé il cartone per il Ritratto di Isabella d'Este, che potrebbe aver agito da modello per gli artisti locali in direzione di un approfondimento psicologico nel ritratto e di una maggiore sensibilità verso gli effetti luminosi.

#### Il ritorno a Firenze (1501-1508)
Dopo aver visitato Roma e Tivoli, nell'aprile 1501 tornò a Firenze, dove non metteva piede da vent'anni. Trovò accoglienza presso il canonico Amadori a Fiesole, fratello della matrigna Albiera, nonostante suo padre Piero fosse ancora vivo; probabilmente l'artista si sarebbe trovato a disagio nella casa piena dei fratellastri che non conosceva nemmeno e che si rivelarono poi a lui ostili dopo la morte del padre, riguardo all'eredità.
Durante la sua assenza, Firenze era cambiata sia sul piano politico sia sulla scena artistica. Morto il Magnifico e cacciato suo figlio Piero nel 1494, si era restaurata la piena Repubblica, con a capo dal 1502 il gonfaloniere a vita Pier Soderini. Nuove "stelle" erano salite alla ribalta, tra cui quella di Michelangelo, di oltre vent'anni più giovane di Leonardo, con il quale non corse mai buon sangue.

Leonardo era tormentato da problemi economici e bisognoso di lavorare. Fu così che l'amico Filippino Lippi, che in passato aveva ricevuto commissioni lasciate incompiute da Leonardo, rinunciò in suo favore all'incarico di dipingere per i frati Serviti una pala d'altare per l'altare maggiore della Basilica della Santissima Annunziata. Leonardo, col Salaì, si trasferì allora nel convento, ma ancora una volta non riuscì a completare l'opera affidatagli. I frati si dovettero accontentare di un cartone con la Sant'Anna, poi perduto, che godette di una straordinaria fama tra i contemporanei. Ne resta una vivace descrizione del Vasari: 
(Giorgio Vasari, Le vite de' più eccellenti pittori, scultori e architettori (1568), Vita di Lionardo da Vinci.)
Pare ormai assodato che l'opera non sia il Cartone di sant'Anna (oggi a Londra), che è invece un'opera dipinta forse per Luigi XII poco dopo, entro il 1505, e proveniente dalla casa milanese dei conti Arconati; piuttosto dal cartone fiorentino dovette derivare la Sant'Anna, la Vergine e il Bambino con l'agnellino del Louvre, completata comunque molti anni dopo.

#### LaMadonna dei Fusi

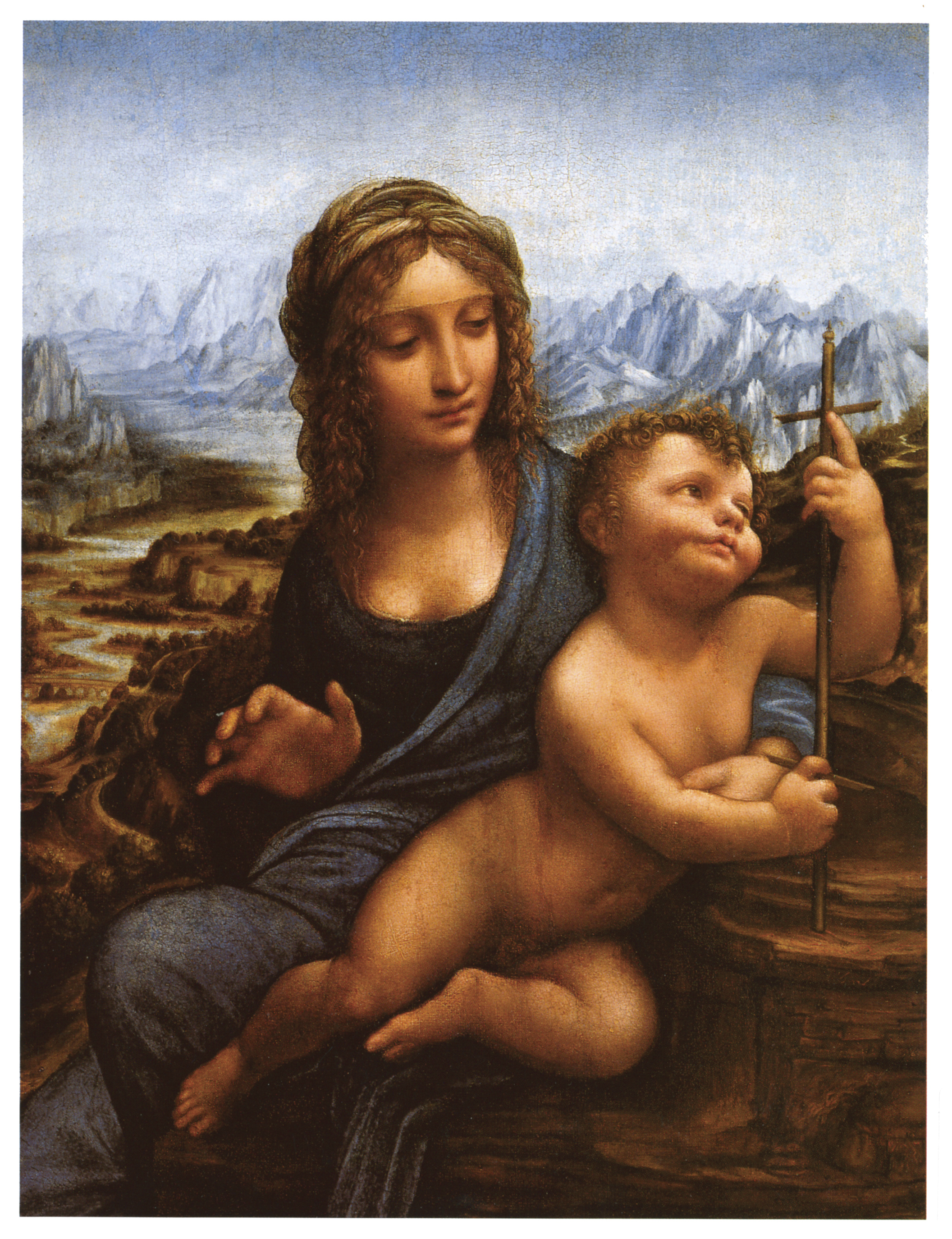
Madonna dei Fusi (c. 1501), New York, collezione privata

Isabella d'Este nel frattempo cercava di ottenere i servigi di Leonardo per il suo studiolo e per un ritratto, secondo il suo progetto di far competere i maggiori pittori dell'epoca, che doveva coinvolgere anche Giovanni Bellini, Giorgione e altri. Con l'intercessione del carmelitano Pietro da Novellara chiese il ritratto e in subordine, «un quadretto de la Madonna devoto e dolce como è il suo naturale», ma il frate le rispose che «li suoi isperimenti matematici l'hanno distratto tanto dal dipingere che non può patire il pennello».
Nella lettera datata 14 aprile 1501 il frate le comunicò che Leonardo stava eseguendo un "quadrettino" per il segretario del re di Francia Florimond Robertet, che raffigurava la Vergine nell'atto di "inaspare i fusi" e il Bambino mentre afferra l'aspo come se fosse una croce. Si tratta sicuramente della Madonna dei Fusi, della quale esistono molte versioni, nessuna pienamente autografa. Le più vicine alla mano leonardesca sono ritenute quella nella collezione del duca di Buccleuch nel castello di Drumlanrig presso Edimburgo, forse la più antica, e quella in una collezione privata a New York.
Le lettere testimoniano comunque che Leonardo fosse ormai, anche a Firenze, pienamente occupato come pittore.

#### Al servizio di Cesare Borgia (1502-1503)

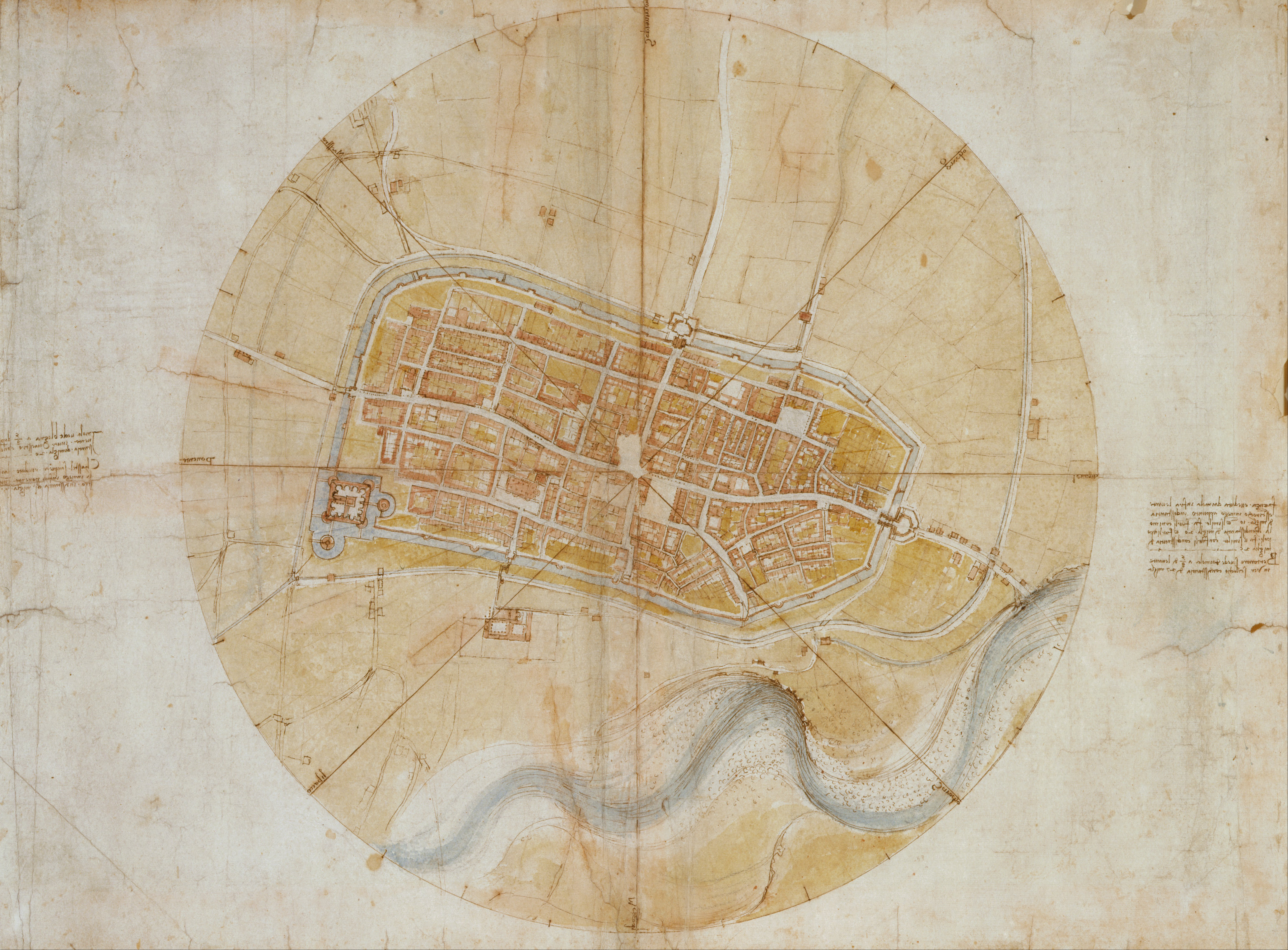
Pianta di Imola disegnata per Cesare Borgia, Royal Collection

Nel 1502 Leonardo fu assoldato da Cesare Borgia in veste di architetto e ingegnere militare; i due avevano già avuto modo di conoscersi a Milano nel 1499. Il figlio di papa Alessandro VI, detto "duca del Valentino", fu uno dei tiranni più feroci del momento e occupò Leonardo, che era giunto a Cesena, in varie mansioni legate alle continue campagne militari, come rilevare e aggiornare le fortificazioni delle città di Romagna conquistate. Per lui mise a punto un nuovo tipo di polvere da sparo, formata da una miscela di zolfo, carbone e salnitro, studiò macchine volanti e strumenti per la guerra sottomarina. Nel mese di agosto soggiornò a Pavia, da dove partì per ispezionare le fortezze lombarde del Borgia; disegnò inoltre mappe dettagliate per facilitare le mosse strategico-militari dell'esercito.
Leonardo accettò l'incarico e alla fine del giugno 1502 era già a Urbino al seguito dell'esercito di Cesare Borgia in qualità di "Architecto et Ingegnero Generale". L'investitura fu "ufficializzata" con una lettera patente (una sorta di lasciapassare) rilasciata il 18 agosto. In questo documento sono descritti con chiarezza i compiti che il Valentino affidò a Leonardo: egli doveva "vedere, mesurare, et bene extimare" allo scopo "di considerare li Lochi et Forteze e li Stati Nostri, Ad ciò che secundo la loro exigentia ed suo iudico possiamo provederli". Si doveva trattare cioè di una ricognizione al fine di individuare e progettare quelle opere militari e civili che avrebbero consolidato la signoria del Valentino e permesso una difesa efficace contro i numerosi nemici esterni e interni.
Al seguito del Valentino assistette a una delle più sanguinose e crudeli campagne dell'epoca, l'attacco a tradimento contro Urbino. Proprio a Urbino Leonardo strinse rapporti d'amicizia con Niccolò Machiavelli, probabilmente già conosciuto a Firenze.

#### LaBattaglia di Anghiari

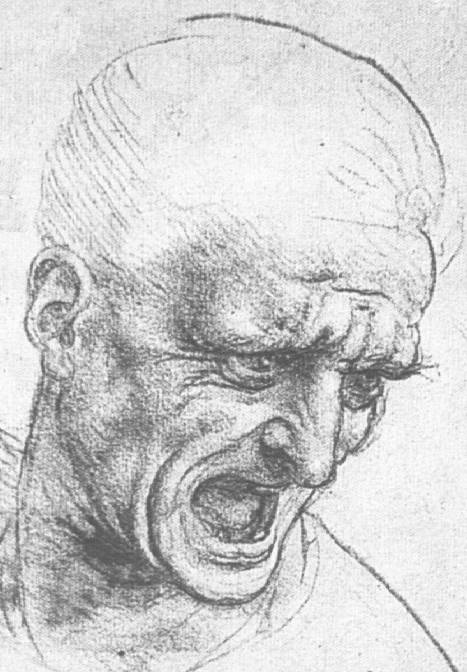
Studio per la Battaglia di Anghiari

Dal marzo 1503 fu nuovamente a Firenze, scampando per poco al crollo dei domìni del Borgia. Ad aprile Pier Soderini gli affidò l'incarico di decorare una delle grandi pareti del nuovo Salone dei Cinquecento in Palazzo Vecchio, opera grandiosa per dimensioni e per ambizione, a cui avrebbe atteso nei mesi successivi. Nel luglio dello stesso anno, intanto, la Repubblica gli affidò un complesso progetto idraulico-militare per lo sbarramento dell'Arno in modo da farlo deviare contro la ribelle Pisa: Leonardo si recò nella città assediata dai fiorentini, insieme con Gerolamo da Filicaja e Alessandro degli Albizzi, ma il suo progetto fallì per un errore di calcolo, che mandò su tutte le furie il gonfaloniere Soderini.
Tornato in città, si dedicò allora al progetto in Palazzo Vecchio. Nel Salone dovevano essere raffigurate alcune vittorie militari dei fiorentini, celebranti il concetto di libertas repubblicana contro nemici e tiranni. A Leonardo fu affidato un episodio degli scontri tra esercito fiorentino e milanese del 29 giugno 1440, la Battaglia di Anghiari, mentre sulla parete opposta avrebbe dovuto lavorare Michelangelo Buonarroti, con la Battaglia di Cascina (29 luglio 1364, contro i Pisani). Per ragioni diverse, nessuna delle due pitture murali fu portata a termine, né si sono conservati i cartoni originali, anche se ne restano alcuni studi autografi e copie antiche di altri autori.
Leonardo in particolare studiò una nuova tecnica che lo sollevasse dai tempi brevi dell'affresco, recuperando l'encausto dalla Naturalis historia di Plinio il Vecchio. Come per l'Ultima Cena anche questa scelta si rivelò drammaticamente inadatta quando era ormai troppo tardi. La vastità del dipinto non permise infatti di raggiungere coi fuochi una temperatura sufficiente a far essiccare i colori, che colarono sull'intonaco, tendendo ovvero ad affievolirsi, se non a scomparire del tutto. Nel dicembre 1503 l'artista interruppe così il trasferimento del dipinto dal cartone alla parete, frustrato da un nuovo insuccesso.
Tra le migliori copie tratte dal cartone di Leonardo c'è quella di Peter Paul Rubens, oggi al Louvre. Perduto anche il cartone, le ultime tracce dell'opera furono probabilmente coperte nel 1557 dagli affreschi del Vasari.

#### LaGioconda(1503-1514)

La Gioconda (1503-1506), Parigi, Museo del Louvre

In questo periodo iniziò a lavorare al capolavoro che lo ha reso celebre nei secoli, la Gioconda.
Identificata tradizionalmente come Lisa Gherardini, nata nel 1479 e moglie di Francesco Bartolomeo del Giocondo (da cui il nome "Gioconda"), il dipinto, considerato il ritratto più famoso del mondo, va ben oltre i limiti tradizionali del genere ritrattistico. Come scrisse Charles de Tolnay nel 1951:
Tuttavia, l'aspetto formale – l'impaginazione nuova, la nobiltà dell'atteggiamento e la dignità del modello che ne deriva – ebbe un'azione risolutiva sul ritratto fiorentino dei due decenni successivi [...] Leonardo ha creato con la Gioconda una formula nuova, più monumentale e al tempo stesso più animata, più concreta, e tuttavia più poetica di quella dei suoi predecessori. Prima di lui, nei ritratti manca il mistero; gli artisti non hanno raffigurato che forme esteriori senza l'anima o, quando hanno caratterizzato l'anima stessa, essa cercava di giungere allo spettatore mediante gesti, oggetti simbolici, scritte. Solo nella Gioconda emana un enigma: l'anima è presente ma inaccessibile.»

#### La morte del padre e ilTrattato delli uccelli
Il 9 luglio 1504 morì il padre Piero; Leonardo annotò più volte la circostanza, in apparente agitazione: «Mercoledì a ore 7 morì ser Piero da Vinci, a dì 9 luglio 1504, mercoledì vicino alle ore 7» e ancora: «Addì 9 di luglio 1504 in mercoledì a ore 7 morì Piero da Vinci notaio al Palagio del Podestà, mio padre, a ore 7. Era d'età d'anni 80. Lasciò 10 figlioli maschi e due femmine». Il padre non lo fece erede e, contro i fratelli che gli opponevano l'illegittimità della sua nascita, Leonardo chiese invano il riconoscimento delle sue ragioni: dopo la causa giudiziale da lui promossa, solo il 30 aprile 1506 avvenne la liquidazione dell'eredità, dalla quale Leonardo fu escluso.
Nei primi anni del Cinquecento Leonardo dedicò particolare attenzione allo studio del volo e al progetto di una nuova macchina volante. Riuscire a realizzare l'impresa del volo umano rappresentava la sfida più ambiziosa e Leonardo coltivava l'idea di scrivere un trattato sul volo diviso in quattro capitoli. Al foglio 3r del manoscritto K Leonardo annota: Dividi il trattato degli uccelli in quattro libri, de' quali il primo sia del volare per battimento d'alie: il secondo del volo sanza battere d'alie, per favor di vento, il terzo del volare in comune, come d'uccelli, pipistrelli, pesci, animali, insetti; l'ultimo del moto strumentale.
Leonardo non completerà mai la stesura del trattato sul volo, ma nel 1505 compilò il Codice sul volo degli uccelli, oggi custodito presso la Biblioteca Reale di Torino. Il Codice del volo è la raccolta del pensiero più maturo di Leonardo inerente allo studio del volo, ed è nelle pagine di questo prezioso manoscritto che Leonardo progetta la sua macchina volante più evoluta: il Grande Nibbio.

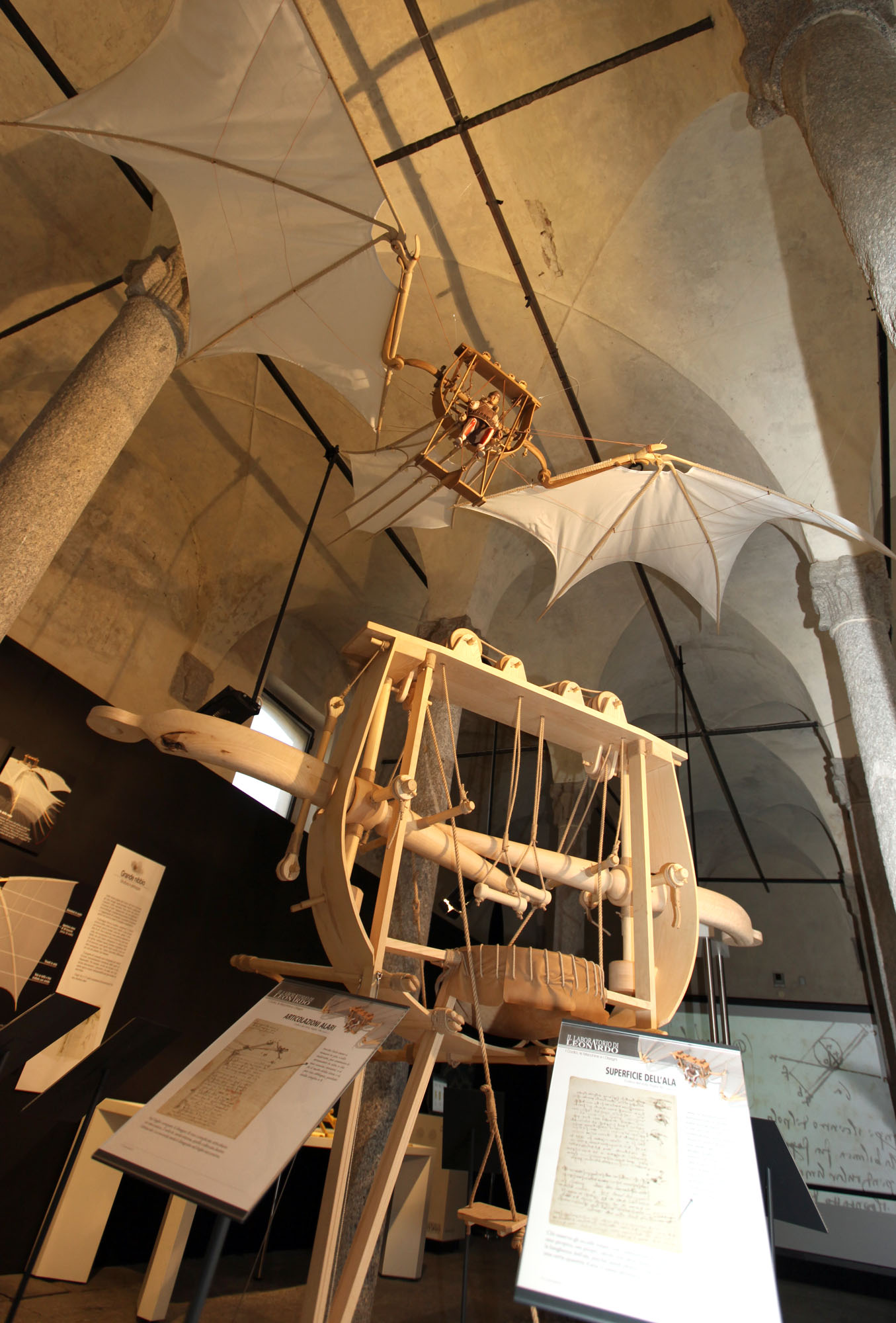
Il Grande Nibbio, macchina volante di Leonardo descritta nel Codice del Volo

Nei tre anni successivi Leonardo sviluppò ulteriormente i suoi studi sull'anatomia dei volatili e sulla resistenza dell'aria e, attorno al 1515, sulla caduta dei pesi e sui moti dell'aria. Da queste conoscenze cercò poi di costruire originali macchine volanti, in alcuni casi messe in opera, come sembra confermare un appunto autografo di data imprecisata: «Piglierà il primo volo il grande uccello sopra del dosso del suo magno Cecero, empiendo l'universo di stupore, empiendo di sua fama tutte le scritture e gloria eterna al nido dove nacque». Si crede che Leonardo abbia fatto sperimentare il volo a un suo attendente fidato, Tommaso Masini detto "Zoroastro", dalla collina di Fiesole, senza però ottenere un successo: pare infatti che il malcapitato cadde rovinosamente rompendosi anche una gamba.

#### Leonardo e Michelangelo
Il rapporto tra i due geni del Rinascimento, Leonardo e Michelangelo Buonarroti, fu difficile, spesso teso, a causa della differenza generazionale (Michelangelo era di 23 anni più giovane di Leonardo), ma soprattutto, per via dei caratteri diversi e degli ideali artistici inconciliabilmente lontani: il primo fu riflessivo, poliedrico e interessato al mondo naturale; il secondo più impulsivo, notoriamente riottoso e idealista. Non vi sono prove dirette della loro inimicizia, ma svariati indizi e testimonianze indirette. Nel Trattato della pittura, ad esempio, Leonardo condannò gli "eccessi anatomici e la retorica muscolare" che fanno parte dello stile michelangiolesco e dei suoi seguaci, pur senza mai citare direttamente il rivale.
L'Anonimo Gaddiano li ricorda in una novella, in cui i due artisti, presso piazza Santa Trinita, si incontrarono e Michelangelo, sprezzante e polemico, incalzò Leonardo circa l'interpretazione di un verso dantesco, oggetto della discussione. La reticenza di Leonardo nell'accettare la provocazione generò l'ira di Michelangelo, che lo dileggiò circa il fallito progetto del cavallo di bronzo terminando: "et che t'era che creduto da que' caponi de' Milanesi?".
Le incomprensioni e la rivalità dovettero accendersi anche durante la doppia commissione ufficiale in Palazzo Vecchio, ma le fonti tacciono al riguardo, forse per la mancata attuazione del progetto.
Prima di partire da Firenze ci fu un altro episodio che riguardò i due: Michelangelo aveva completato il suo David e gli artisti fiorentini furono chiamati in commissione a decidere per la collocazione della statua in piazza della Signoria, il 25 gennaio 1504. Tra Sandro Botticelli, Andrea della Robbia, Simone del Pollaiolo, Filippino Lippi, il Perugino, Lorenzo di Credi, Giuliano e Antonio da Sangallo, Leonardo prese la parola per consigliare, seguendo un'idea di Giuliano, una posizione defilata per la statua, nella Loggia della Signoria, a ridosso della parete breve incorniciata magari da una nicchia "in modo che non guasti le cerimonie delli ufficiali". La sua presa di posizione, che provocò evidentemente la contrarietà del Buonarroti, ebbe un seguito minoritario, prevalendo infine l'ipotesi di Filippino Lippi, per una collocazione di massimo risalto all'aperto, dominante e autorevole davanti a Palazzo Vecchio, l'edificio più importante della città, nonché cuore nevralgico della politica e della vita sociale fiorentina.

### Gli ultimi anni (1508–1519)

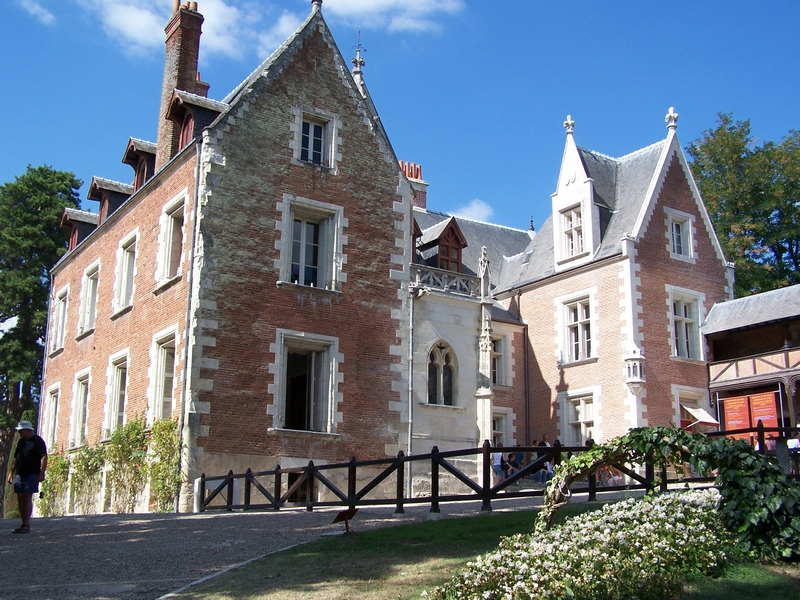
Castello di Clos-Lucé

#### Il secondo soggiorno milanese (1508-1513)
A Firenze Leonardo cominciò a essere lusingato dal governatore francese di Milano, Charles d'Amboise, che lo sollecitava, fin dal 1506, a entrare al servizio di Luigi XII di Francia. L'anno successivo fu lo stesso re a richiedere espressamente Leonardo, che infine accettò di tornare a Milano dal luglio 1508. Il secondo soggiorno milanese, durato fino al 1513, con alcuni viaggi dall'ottobre 1506 al gennaio 1507 e dal settembre 1507 al settembre 1508, fu un periodo molto intenso: dipinse la Sant'Anna, la Vergine e il Bambino con l'agnellino, completò, in collaborazione col De Predis, la seconda versione della Vergine delle Rocce e si occupò di problemi geologici, idrografici e urbanistici. Studiò fra l'altro un progetto per una statua equestre in onore di Gian Giacomo Trivulzio, come artefice della conquista francese della città.
Viveva nei pressi di San Babila e sul suo stato finanziario resta l'annotazione di una provvigione ottenuta per quasi un anno di 390 soldi e 200 franchi dal re di Francia. Il 28 aprile 1509 scrisse di aver risolto il problema della quadratura dell'angolo curvilineo e l'anno dopo andò a studiare anatomia con Marcantonio della Torre, giovanissimo professore dell'università di Pavia; allo scopo, scrisse, di dare «la vera notizia della figura umana, la quale è impossibile che gli antichi e i moderni scrittori ne potessero mai dare vera notizia, sanza un'immensa e tediosa e confusa lunghezza di scrittura e di tempo; ma, per questo brevissimo modo di figurarla» – ossia rappresentandola direttamente con disegni, «se ne darà piena e vera notizia. E acciò che tal benefizio ch'io do agli uomini non vada perduto, io insegno il modo di ristamparlo con ordine».
Durante i suoi brevi viaggi visitò Como, poi si avventurò verso le pendici del Monte Rosa, (all'epoca era infatti impossibile salire sino sulla vetta che è alta ben 4634 metri), poi con il Salaì e il matematico Luca Pacioli soggiornò a Vaprio d'Adda, in provincia di Milano, dove gli fu affidato dal padre il giovane Francesco Melzi, l'ultimo e il più caro dei suoi allievi che lo seguì fino alla morte.
Nel 1511 morì il suo mecenate Charles d'Amboise. L'anno seguente la nuova guerra della Lega Santa scacciò i Francesi da Milano, che tornò agli Sforza.

#### A Roma (1514-1516)

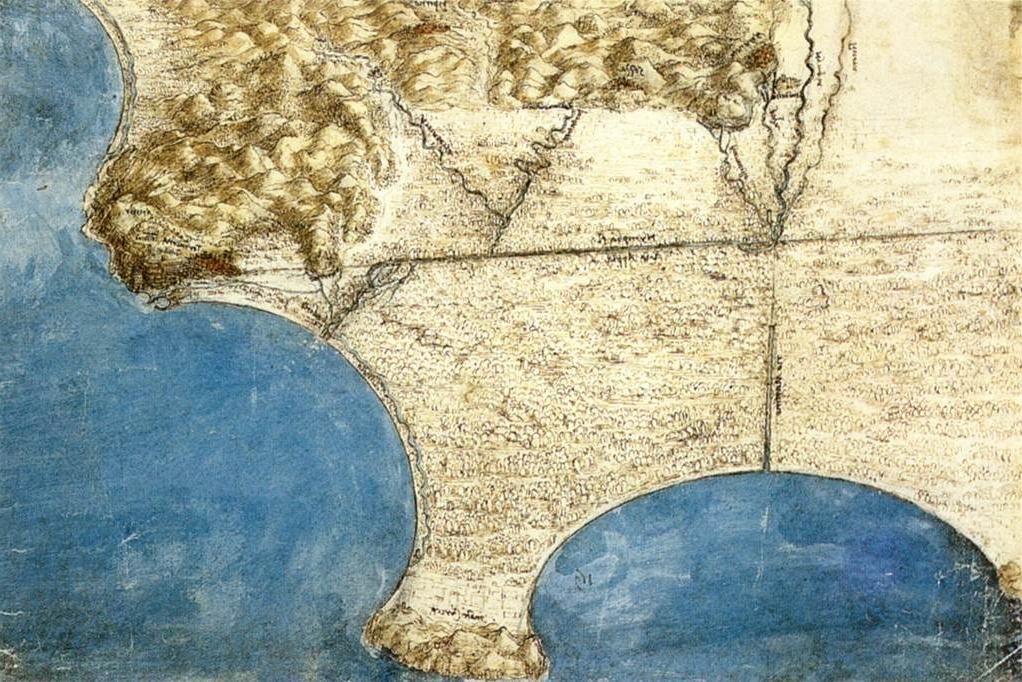
Mappa dell'Agro Pontino, Royal Library, Windsor

Nell'incertezza della situazione, il 24 settembre 1514 Leonardo partì per Roma, portandosi gli allievi più vicini, il Melzi e il Salaì. Giuliano de' Medici, fratello di papa Leone X, gli accordò il suo favore, ottenendo per lui un alloggio negli appartamenti del Belvedere al Vaticano. Qui l'artista si dedicò ai suoi studi scientifici, meccanici, di ottica e di geometria e cercò fossili sul vicino monte Mario, ma si lamentò con Giuliano che gli fossero impediti i suoi studi di anatomia nell'Ospedale di Santo Spirito. Non ottenne commissioni pubbliche, ma ebbe modo di rivedere Giuliano da Sangallo, che si stava occupando della fabbrica di San Pietro, Raffaello Sanzio, che affrescava gli appartamenti papali, e forse anche Michelangelo, dal quale lo divideva l'antica inimicizia.
Si occupò del prosciugamento delle Paludi pontine, i cui lavori erano stati appaltati da Giuliano de' Medici (il progetto fu approvato da papa Leone X il 14 dicembre 1514, ma non fu eseguito per la morte sia di Giuliano sia del papa di lì a pochi anni) e della sistemazione del porto di Civitavecchia. Con Giuliano e il papa fece un viaggio a Bologna, dove ebbe modo di conoscere direttamente Francesco I di Francia.
Dal settembre 1514 al 1516, Leonardo trascorse la maggior parte del tempo vivendo nel cortile del Belvedere nel Palazzo Apostolico, dove Michelangelo e Raffaello erano entrambi attivi. Leonardo riceveva un'indennità di 33 ducati al mese e, secondo il Vasari, decorava una lucertola con scaglie immerse nel mercurio. Il papa gli diede una commissione pittorica di materiale sconosciuto, ma la cancellò quando l'artista iniziò a sviluppare un nuovo tipo di finitura. Leonardo si ammalò, in quello che potrebbe essere stato il primo di molteplici ictus che portarono alla sua morte.

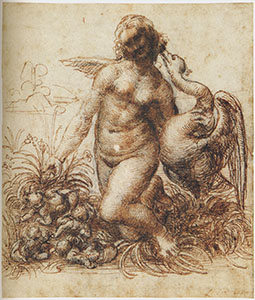
Leda e il cigno, Chatsworth

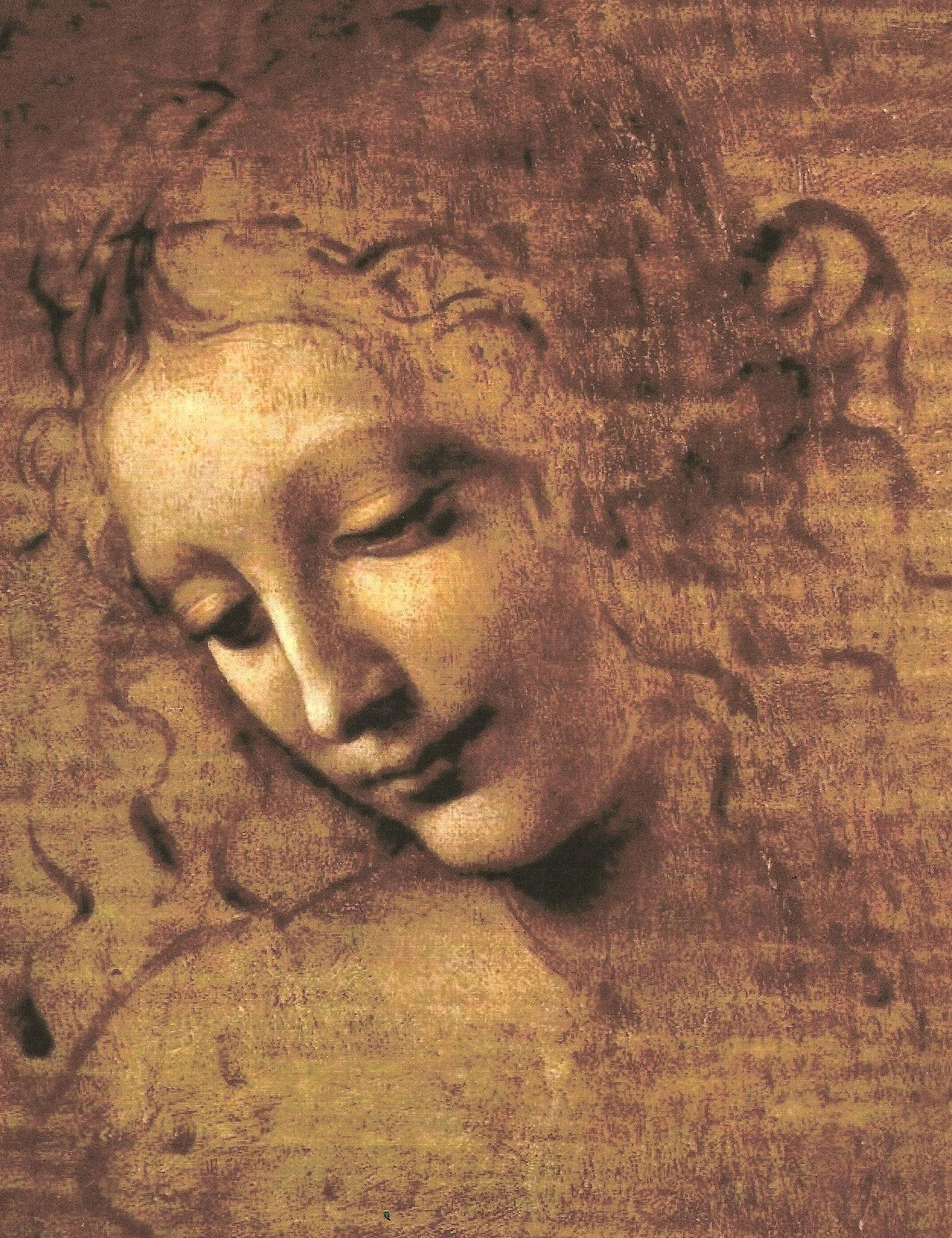
La Scapigliata esposto alla Galleria Nazionale di Parma. Si è anche ipotizzato che l'opera possa essere uno studio per la Leda col cigno ora perduta.

Secondo il Vasari, durante questa sua breve permanenza a Roma, fece «per messer Baldassarre Turini da Pescia, che era datario di Leone, un quadretto di una Nostra Donna col figliuolo in braccio con infinita diligenza e arte» e ritrasse «un fanciulletto che è bello e grazioso a maraviglia, che sono tutti e due a Pescia», ma delle due opere si è persa ogni traccia, unitamente alla Leda col cigno, celebre al tempo, e vista ancora da Cassiano dal Pozzo nel 1623 a Fontainebleau: «una Leda in piedi, quasi tutta ignuda, col cigno e due uova al piè della figura».
A Roma cominciò anche a lavorare a un vecchio progetto, quello degli specchi ustori che dovevano servire a convogliare i raggi del sole per riscaldare una cisterna d'acqua, utile alla propulsione delle macchine. Il progetto però incontrò diverse difficoltà soprattutto perché Leonardo non andava d'accordo con i suoi lavoranti tedeschi, specialisti in specchi, che erano stati fatti arrivare apposta dalla Germania. Contemporaneamente furono ripresi i suoi studi di anatomia, già iniziatisi a Firenze e Milano, ma questa volta le cose si complicarono: una lettera anonima, inviata probabilmente per vendetta dai due lavoranti tedeschi, l'accusò di stregoneria. In assenza della protezione di Giuliano de' Medici e di fronte a una situazione fattasi pesante, Leonardo si trovò costretto, ancora una volta, ad andarsene. Questa volta aveva deciso di lasciare l'Italia. Era anziano, aveva bisogno di tranquillità e di qualcuno che l'apprezzasse e l'aiutasse.
Il 21 marzo 1516, che era la sera del Venerdì Santo, Antonio Maria Pallavicini, ambasciatore di Francia presso la Santa Sede, ricevette una lettera inviata da Lione una settimana prima dal consigliere reale Guillaume Gouffier, seigneur de Bonnivet, contenente le istruzioni del re francese per assistere Leonardo nel suo trasferimento in Francia e per informare l'artista che il re attendeva con impazienza il suo arrivo. Pallavicini fu anche invitato a rassicurare Leonardo che sarebbe stato ben accolto a corte, sia dal re che da sua madre, Luisa di Savoia. L'ultima notizia del suo periodo romano data all'agosto 1516, quando misurava le dimensioni della basilica di San Paolo fuori le mura, dopodiché partì per la Francia.

#### In Francia, al servizio di Francesco I (1516-1519)
Nel agosto 1516 Leonardo partì per la Francia, dove arrivò nel mese di ottobre, insieme con Francesco Melzi e col servitore Battista de Vilanis, essendo alloggiato dal re nel castello di Clos-Lucé, vicino ad Amboise, e onorato del titolo di premier peintre, architecte, et mecanicien du roi, con una pensione di 5 000 scudi. Francesco I era un sovrano colto e raffinato, amante dell'arte soprattutto italiana, come dimostrò anche negli anni successivi accogliendo con onori altri artisti (Francesco Primaticcio, Rosso Fiorentino, e Benvenuto Cellini).
Gli anni passati in Francia furono sicuramente il periodo più sereno della sua vita, assistito dai due fedeli allievi e, sebbene indebolito dalla vecchiaia e da una probabile trombosi cerebrale che gli paralizzò la mano destra, poté continuare con passione e dedizione i propri studi e le ricerche scientifiche.
L'alta considerazione di cui godette è dimostrata anche dalla visita ricevuta, il 10 ottobre, del cardinale d'Aragona e del suo segretario Antonio de Beatis che lasciò scritto nel suo diario di viaggio che Leonardo, colpito da una «certa paralesi ne la dextra», gli mostrò «tre quadri, uno di certa donna Fiorentina facta di naturale ad istantia del quondam mag.co Juliano de Medici, l'altro de San Joane Bap.ta giovane et uno de la Madona et del figliolo che stan posti in grembo di S.ta Anna tucti perfectissimi, et del vero che da lui per esserli venuta certa paralesi ne la dextra, non se ne può expectare più bona cosa. Ha ben facto un creato Milanese chi lavora assai bene, et benché il p.to M. Lunardo non possa colorir con quella dulceza che solea, pur serve a far disegni et insegnar ad altri. Questo gentilhomo ha composto de notomia tanto particularmente con la demonstratione de la pictura sì de membri come de muscoli, nervi, vene, giunture, d'intestini tanto di corpi de homini che de done, de modo non è stato mai facto anchora da altra persona [...] Ha anche composto la natura de l'acque, de diverse machine et altre cose, secondo ha riferito lui, infinità di volumi et tucti in lingua vulgare, quali se vengono in luce saranno proficui et molto dilectevoli».
Progettò il palazzo reale di Romorantin, che Francesco I intendeva erigere per la madre Luisa di Savoia. Si trattava del progetto di una cittadina, per la quale previde lo spostamento di un fiume che l'arricchisse d'acque e fertilizzasse la vicina campagna: «El fiume di mezzo non riceva acqua torbida, ma tale acqua vada per li fossi di fori della terra, con quattro molina dell'entrata e quattro all'uscita [...] il fiume di Villafranca sia condotto a Romolontino, e il simile sia fatto del suo popolo [...] se il fiume mn [Bonne Heure], ramo del fiume Era [Loira] si manda nel fiume di Romolontino, colle sue acque torbide esso grasserà le campagne sopra le quali esso adacquerà, e renderà il paese fertile».
Partecipò alle feste per il battesimo del Delfino e a quelle per le nozze di Lorenzo de' Medici duca di Urbino. Tra i lavori come curatore di feste e apparati si ricorda quello messo in scena a Lione nel 1515 e ad Argenton nel 1517, in entrambi i casi per festeggiare la presenza di Francesco I. Si trattava dell'automa del leone, che era in grado di camminare e poi fermarsi aprendosi il petto "tutto ripieno di gigli e diversi fiori, [...] che fu di tanta meraviglia a quel re".
L'ultima data presente su un manoscritto di Leonardo risale al 24 giugno 1518: preso da calcoli di geometria, gli studi sono bruscamente interrotti con un "eccetera, perché la minestra si fredda"! Si tratta di una rara annotazione istintiva di vita quotidiana, che rende la dimensione umana del personaggio che, incalzato dai richiami di qualcuno, forse dalla domestica Mathurine deve rompere la concentrazione per mangiare.

#### La morte

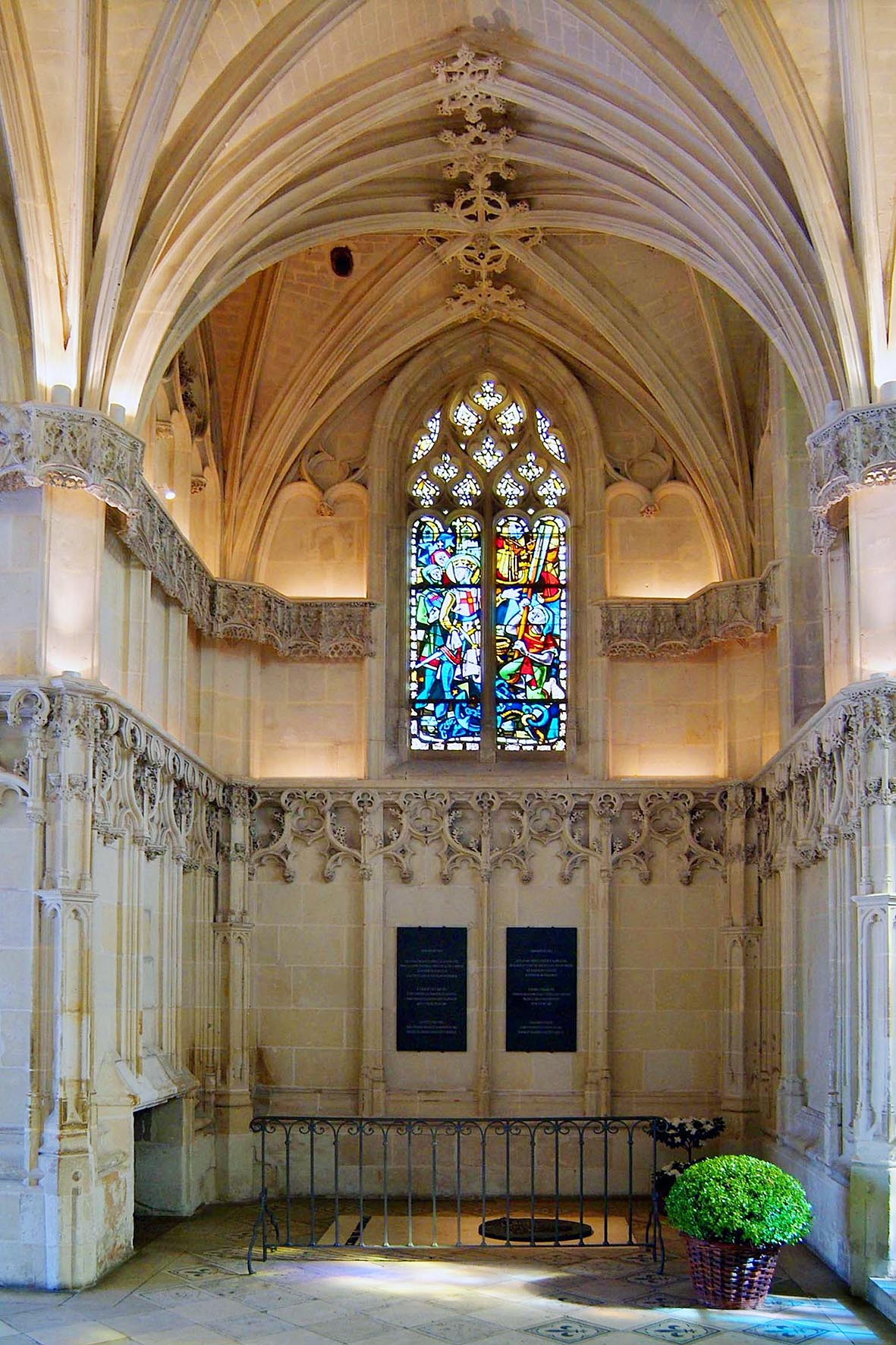
La tomba di Leonardo, nella cappelletta di Saint-Hubert presso il castello di Amboise

Il 23 aprile 1519 redasse il testamento davanti al notaio Guglielmo Boreau, alla presenza di cinque testimoni e dell'inseparabile Francesco Melzi: dispose di voler essere sepolto nella chiesa di San Fiorentino, con una cerimonia funebre accompagnata dai cappellani e dai frati minori, oltre che da sessanta poveri, ciascuno reggente una torcia; richiese la celebrazione di tre messe solenni, con diacono e suddiacono, e di trenta messe "basse", a San Gregorio, a Saint-Denis e nella chiesa dei francescani.
A Francesco Melzi, esecutore testamentario, lasciò «li libri [...] et altri Instrumenti et Portracti circa l'arte sua et industria de Pictori», oltre alla collezione dei disegni e del guardaroba; al servitore De Vilanis e al Salaì la metà per ciascuno di «uno iardino che ha fora de le mura de Milano [...] nel quale iardino il prefato Salay ha edificata et constructa una casa»; alla fantesca Maturina dei panni e due ducati; ai fratellastri fiorentini il suo patrimonio nella città toscana, cioè 400 scudi depositati in Santa Maria Nuova e un podere a Fiesole.
Leonardo morì pochi giorni dopo, il 2 maggio, presso il maniero di Clos-Lucé ad Amboise. Aveva 67 anni.
Francesco I, a Saint-Germain-en-Laye dove si trovava per il battesimo del figlio, apprese la notizia della scomparsa direttamente dal Melzi e si lasciò andare a un pianto sconsolato.
Trent'anni prima aveva scritto delle parole che suonano profetiche nel suo caso: 
(Codice Trivulziano 2162, 27 r.)

#### Inumazione
Il 12 agosto un registro ricorda come «fu inumato nel chiostro di questa chiesa [Saint-Florentin ad Amboise, ndr] M. Lionard de Vincy, nobile milanese e primo pittore e ingegnere e architetto del Re, meschanischien di Stato e già direttore di pittura del duca di Milano». Cinquant'anni dopo, violata la tomba, le sue spoglie andarono disperse nei disordini delle lotte religiose tra cattolici e ugonotti.
Nel 1874 delle ossa ritrovate e attribuite a Leonardo furono poste nella cappelletta di Saint-Hubert presso il castello di Amboise.

## Studi, attività e interessi

### Il problema della lingua
Nel Rinascimento italiano gli uomini illustri come i grandi artisti-artigiani che volevano presentarsi ai contemporanei come autori di libri e trattati, dovevano necessariamente confrontarsi con gli esponenti della cultura umanistica che giudicava le arti figurative e quelle ingegneristiche come "arti meccaniche", inferiori rispetto alle arti liberali. Da questo nasce la necessità per Leonardo d'impegnarsi in quella che Italo Calvino ha chiamato la «battaglia con la lingua»: il rifornirsi cioè di un vocabolario dotto minimo che egli però lascia inconcluso e tendente piuttosto a mutarsi e ad adattarsi sempre meglio ai cambiamenti della realtà. Anche in questo Leonardo è alla ricerca della perfezione: scrive e riscrive gli stessi testi cercando il massimo di esattezza e concretezza e li trasferisce da un quaderno all'altro, ma alla fine sa bene di non potersi confrontare con le competenze linguistiche degli umanisti:
"Omo sanza lettere" confessa di essere Leonardo, che ha scarsa conoscenza del latino e ignoranza del greco, ma «Io ho tanti vocaboli nella mia lingua materna, ch'i' m'ho piuttosto da doler del bene intendere le cose, che del mancamento delle parole, colle quali bene esprimere il concetto della mente mia»; e se il volgare ha piena capacità di esprimere ogni concetto, il problema riguarda piuttosto quello della verità di ciò che si argomenta. La parola non conta nulla senza l'esperienza, e inorgoglirsi della conoscenza letteraria significa vantarsi di cose non proprie, ma create da altri.

### Lo scienziato

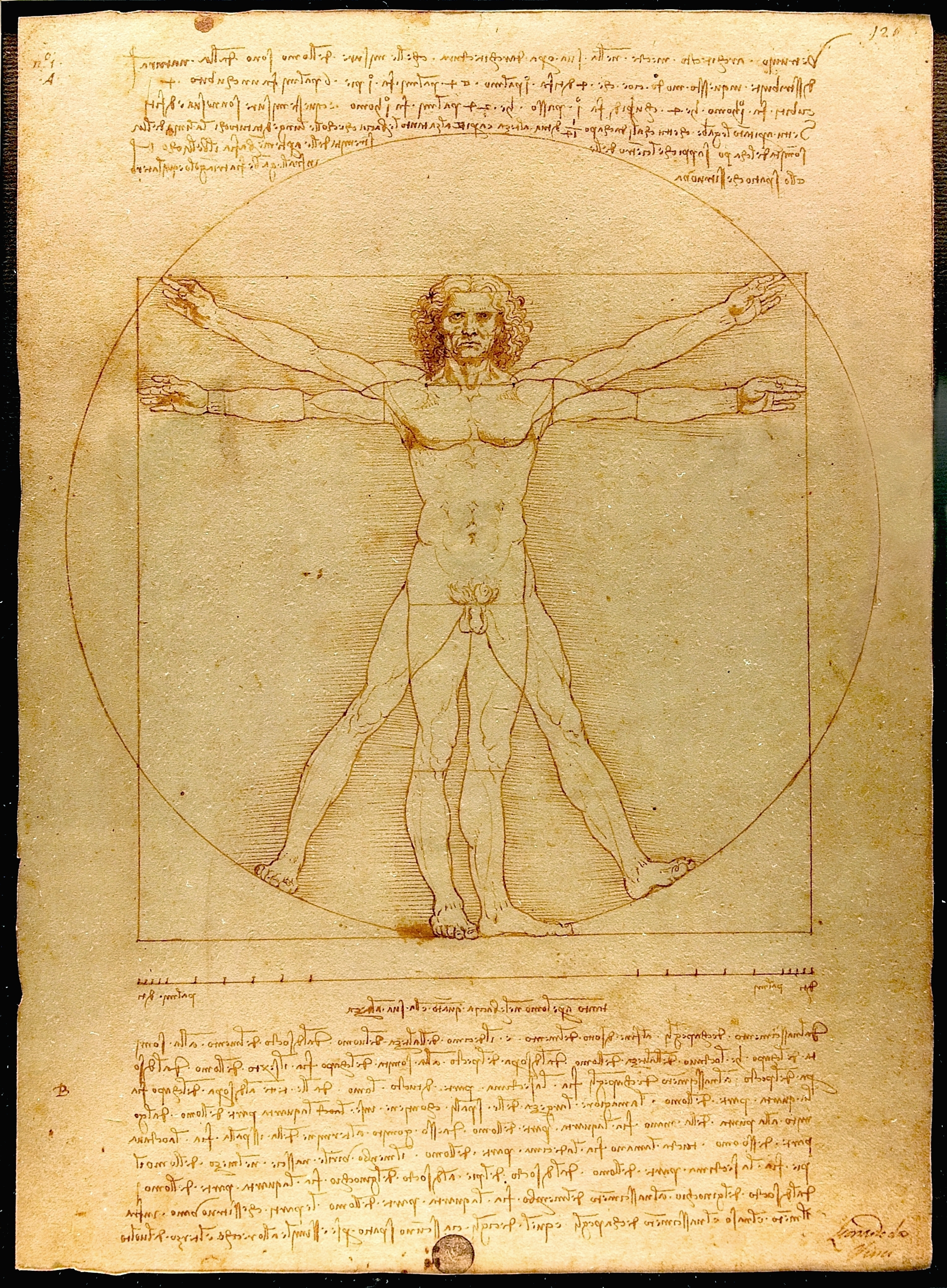
L'Uomo vitruviano, studio di proporzionalità di un corpo umano, Venezia, Gallerie dell'Accademia

Secondo il pensiero di Leonardo, una prima verità si trae dall'esperienza diretta della natura, dall'osservazione dei fenomeni: «molto maggiore e più degna cosa a leggere» non è allegare l'autorità di autori di libri ma allegare l'esperienza, che è la maestra di quegli autori. Coloro che argomentano citando l'autorità di altri scrittori vanno gonfi «e pomposi, vestiti e ornati, non delle loro, ma delle altrui fatiche; e le mie a me medesimo non concedano; e se me inventore disprezzeranno, quanto maggiormente loro, non inventori, ma trombetti e recitatori delle altrui opere, potranno essere biasimati». Se poi costoro lo criticano sostenendo che «le mie prove esser contro all'alturità d'alquanti omini di gran riverenza appresso a' loro inesperti iudizi», è perché non considerano «le mie cose esser nate sotto la semplice e mera sperienza, la quale è maestra vera».
(Codice Atlantico a 119 v)
Se l'esperienza fa conoscere la realtà delle cose, non dà però ancora la necessità razionale dei fenomeni, la legge che è nascosta nelle manifestazioni delle cose: «la natura è costretta dalla ragione della sua legge, che in lei infusamene vive» e «nessuno effetto è in natura sanza ragione; intendi la ragione e non ti bisogna sperienza», nel senso che una volta che si sia compresa la legge che regola quel fenomeno, non occorre più ripeterne l'osservazione; l'intima verità del fenomeno è raggiunta.
Le leggi che regolano la natura si esprimono mediante la matematica: «Nissuna umana investigazione si può dimandare vera scienza, s'essa non passa per le matematiche dimostrazioni», restando fermo il principio per il quale «se tu dirai che le scienze, che principiano e finiscano nella mente, abbiano verità, questo non si concede, ma si niega, per molte ragioni; e prima, che in tali discorsi mentali non accade sperienza, senza la quale nulla dà di sé certezza».
Il rifiuto della metafisica non poteva essere espresso in modo più netto. Anche la sua concezione dell'anima consegue dall'approccio naturalistico delle sue ricerche: «nelle sue [della natura] invenzioni nulla manca e nulla è superfluo; e non va con contrapesi, quando essa fa li membri atti al moto nelli corpi delli animali, ma vi mette dentro l'anima d'esso corpo contenitore, cioè l'anima della madre, che prima compone nella matrice la figura dell'uomo e al tempo debito desta l'anima che di quel debbe essere abitatore, la qual prima restava addormentata e in tutela dell'anima della madre, la qual nutrisce e vivifica per la vena umbilicale» e con prudente ironia aggiunge che «il resto della difinizione dell'anima lascio ne le menti de' frati, padri de' popoli, li quali per ispirazione sanno tutti i segreti. Lascio star le lettere incoronate [le Sacre Scritture] perché son somma verità».
Tuttavia, ribadisce: «E se noi dubitiamo della certezza di ciascuna cosa che passa per i sensi, quanto maggiormente dobbiamo noi dubitare delle cose ribelli ad essi sensi, come dell'essenza di Dio e dell'anima e simili, per le quali sempre si disputa e contende. E veramente accade che sempre dove manca la ragione suppliscono le grida, la qual cosa non accade nelle cose certe».
Riconosce validità allo studio dell'alchimia, «partoritrice delle cose semplici e naturali», considerata non già un'arte magica ma «ministratrice de' semplici prodotti della natura, il quale uffizio fatto esser non può da essa natura, perché in lei non è strumenti organici, colli quali essa possa operare quel che adopera l'omo mediante le mani», ossia scienza dalla quale l'uomo, partendo dagli elementi semplici della natura, ne ricava dei composti, come un moderno chimico; l'alchimista non può però creare alcun elemento semplice, come testimoniano gli antichi alchimisti, che mai «s'abbatero a creare la minima cosa che crear si possa da essa natura» e sarebbero stati meritevoli dei massimi elogi se «non fussino stati inventori di cose nocive, come veneni e altre simili ruine di vita e di mente».
È invece aspramente censore della magia, la «negromanzia, stendardo ovver bandiera volante mossa dal vento, guidatrice della stolta moltitudine». I negromanti «hanno empiuti i libri, affermando che l'incanti e spiriti adoperino e sanza lingua parlino, e sanza strumenti organici, sanza i quali parlar non si po', parlino e portino gravissimi pesi, faccino tempestare e piovere, e che li omini si convertano in gatte, lupi e bestie, benché in bestia prima entran quelli che tal cosa affermano».
Leonardo è conosciuto soprattutto per i suoi dipinti, per i suoi studi sul volo, probabilmente molto meno per le numerose altre cose in cui è stato invece un vero precursore, come ad esempio nel campo della geologia. È stato tra i primi, infatti, a capire che cos'erano i fossili, e perché si trovavano fossili marini in cima alle montagne. Contrariamente a quanto si riteneva fino a quel tempo, cioè che si trattasse della prova del diluvio universale, l'evento biblico che avrebbe sommerso tutta la terra, Leonardo immaginò la circolazione delle masse d'acqua sulla terra, alla stregua della circolazione sanguigna, con un lento ma continuo ricambio, arrivando quindi alla conclusione che i luoghi in cui affioravano i fossili, un tempo dovevano essere stati dei fondali marini. Anche se con ragionamenti molto originali, la conclusione di Leonardo era sorprendentemente esatta.
Il contributo di Leonardo a quasi tutte le discipline scientifiche fu decisivo: anche in astronomia ebbe intuizioni fondamentali, come sul calore del Sole, sullo scintillio delle stelle, sulla Terra, sulla Luna, sulla centralità del Sole, che ancora per tanti anni avrebbe suscitato contrasti e opposizioni. Ma nei suoi scritti si trovano anche esempi che mostrano la sua capacità di rendere in modo folgorante dei concetti difficili; a quel tempo si era ben lontani dall'aver formulato le leggi di gravitazione, ma Leonardo già paragonava i pianeti a calamite che si attraggono vicendevolmente, spiegando così molto bene il concetto di attrazione gravitazionale. In un altro suo scritto, sempre su questo argomento, fece ricorso a un'immagine veramente suggestiva; dice Leonardo: immaginiamo di fare un buco nella terra, un buco che l'attraversi da parte a parte passando per il centro, una specie di "pozzo senza fine"; se si lancia un sasso in questo pozzo, il sasso oltrepasserebbe il centro della terra, continuando per la sua strada risalendo dall'altra parte, poi tornerebbe indietro e dopo aver superato nuovamente il centro, risalirebbe da questa parte. Questo avanti e indietro durerebbe per molti anni, prima che il sasso si fermi definitivamente al centro della Terra. Se questo spazio fosse vuoto, cioè totalmente privo d'aria, si tratterebbe, in teoria, di un possibile, apparente, modello di moto perpetuo, la cui possibilità, del resto, Leonardo nega, scrivendo che «nessuna cosa insensibile si moverà per sé, onde, movendosi, fia mossa da disequale peso; e cessato il desiderio del primo motore, subito cesserà il secondo».
Anche nella botanica Leonardo compì importanti osservazioni: per primo si accorse che le foglie sono disposte sui rami non casualmente, ma secondo leggi matematiche (formulate solo tre secoli più tardi); è una crescita infatti, quella delle foglie, che evita la sovrapposizione per usufruire della maggiore quantità di luce. Scoprì che gli anelli concentrici nei tronchi indicano l'età della pianta, osservazione confermata da Marcello Malpighi più di un secolo dopo.
Osservò anche l'eccentricità nel diametro dei tronchi, dovuta al maggior accrescimento della parte in ombra. Soprattutto scoprì per primo il fenomeno della risalita dell'acqua dalle radici ai tronchi per capillarità, anticipando il concetto di linfa ascendente e discendente. A tutto questo si aggiunse un esperimento che anticipava di molti secoli le colture idroponiche: avendo studiato idraulica, Leonardo sapeva che per far salire l'acqua bisognava compiere un lavoro; quindi nelle piante, in cui l'acqua risale attraverso le radici, doveva compiersi una sorta di lavoro. Per comprendere il fenomeno tolse la terra, mettendo la pianta direttamente in acqua, e osservò che la pianta riusciva ancora a crescere, anche se più lentamente.
Si può trarre un conclusivo giudizio sulla posizione che spetta a Leonardo nella storia della scienza citando Sebastiano Timpanaro: «Leonardo da Vinci attinge dai Greci, dagli Arabi, da Giordano Nemorario, da Biagio da Parma, da Alberto di Sassonia, da Giovanni Buridano, dai dottori di Oxford, dal precursore ignoto del Duhem, ma attinge idee più o meno discutibili. È sua e nuova la curiosità per ogni fenomeno naturale e la capacità di vedere a occhio nudo ciò che a stento si vede con l'aiuto degli strumenti. Per questo suo spirito di osservazione potente ed esclusivo, egli si differenzia dai predecessori e da Galileo Galilei. I suoi scritti sono essenzialmente non ordinati e tentando di tradurli in trattati della più pura scienza moderna, si snaturano. Leonardo (bisogna dirlo ad alta voce) non è un super-Galileo: è un grande curioso della natura, non uno scienziato-filosofo. Può darsi che qualche volta vada anche più oltre di Galileo, ma ci va con un altro spirito. Dove Galileo scriverebbe un trattato, Leonardo scrive cento aforismi o cento notazioni dal vero; mentre Galileo è tanto coerente da diventare in qualche momento conseguenziario. Leonardo guarda e nota senza preoccuparsi troppo delle teorie. Molte volte registra il fatto senza nemmeno tentare di spiegarlo». Sullo stesso piano le considerazioni di Paolo Rossi:

### Il filosofo

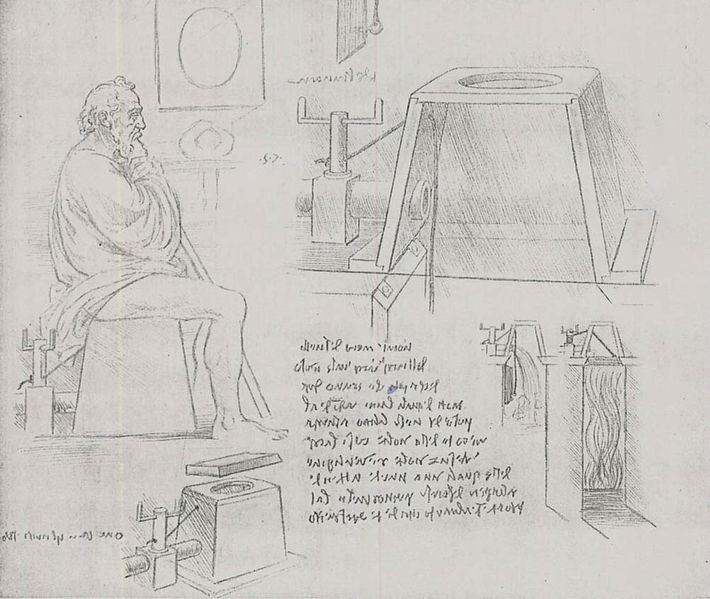
Acquista cosa nella tua gioventù che ristori il danno della tua vecchiezza. E se tu intendi la vecchiezza aver per suo cibo la sapienza, adoprati in tal modo in gioventù, che a tal vecchiezza non manchi il nutrimento.

Secondo Leonardo la capacità di ben descrivere e rappresentare la realtà è propria di chi pratica la pittura che è la più "filosofica" delle altre arti, perché essa tratta della realtà intesa come «campo del "visibile", nella sua interezza, in tutte le sue possibilità» e, nello stesso tempo, si sgancia dalla contingenza naturale poiché, grazie alla prospettiva, non subisce le limitazioni dello spazio e del tempo, ma le signoreggia liberamente combinandole, («tutte è parti porta seco»).
Il pittore quindi, può essere considerato come il signore della natura poiché egli è in grado di fissare nel tempo la bellezza della natura che il tempo corrompe: «Quante pitture han conservato il simulacro d'una divina bellezza che 'l tempo o morte in breve ha distrutto il natural essempio, et è restata più degna l'opera del pittore che della natura sua maestra!». Il pittore, inoltre, è in grado di creare una visione illusoria dello spazio tale che ne vengano ingannati uomini e animali. La mente del pittore è simile a quella divina «imperò che con libera potestà discorre alla generazione di diverse essenzie di varii animali, piante, frutti, paesi, campagne, ruine di monti, loghi paurosi e spaventevoli, che danno terrore alli loro risguardatori».
Il pittore, quasi come un dio, può rendere eterna la bellezza e sconvolgere le emozioni e i sentimenti dei popoli: «Con questa [la pittura] si move li amanti inverso li simulacri della cosa amata a parlare con le imitate pitture; con questa si move li populi con infervorati voti a ricercare li simulacri delli iddii. «Con questa [la pittura] si fa simulacri alli dii; [...] con questa si dà copia alli amanti della causa de' loro amori; con questa si riserva le bellezze, le quali il tempo e la natura fa fuggitive.
Il pittore può superare con un'operazione mentale l'aspetto scientifico razionale della necessità delle leggi naturali creando quell'"artifizio e meraviglia" che invece la scultura, maggiormente legata alla realtà naturale, non può mettere in atto.
Altrettanta superiorità ha la pittura nei confronti della poesia che è costretta a servirsi del "linguaggio" mentre quella crea l'immagine, diretta emanazione della natura e realtà fissata al di fuori del tempo. La parola poetica, invece, costretta alla dimensione orale non solo è dominata dal tempo, ma può solo alludere alla realtà poiché le parole, come «opere degli omini», sono per loro natura contingenti e imperfette.
Del resto anche il pittore deve ricorrere all'immagine contingente se vuole dominare la natura e allora il pensiero di Leonardo oscilla tra la concezione della pittura come una «scienza semidivina» e un'arte che si pone come mediatrice tra sé stessa e la natura per cui il pittore si fa «interprete infra essa natura e l'arte» divenendo per un verso mediatore di una creazione che va oltre la contingenza umana e per un altro come un modesto artigiano che educa il popolo tramite l'arte.

#### Leonardo filosofo? Una critica crociana
Se le considerazioni di Leonardo sulla pittura possono considerarsi un contributo alla storia del pensiero, vale la pena anche riferirsi all'analisi operata da Benedetto Croce, fortemente critica del riconoscimento di una valenza filosofica attribuibile al pensiero leonardesco sia pure limitata a una sua teoria dell'arte deducibile dai suoi trattati sulla pittura.
La negazione di una filosofia leonardesca origina in Croce dalla sua polemica nei confronti del positivismo. Croce, infatti, confessa che la sua critica, esposta nel saggio Leonardo filosofo, aveva come oggetto primario lo scientismo positivista del suo tempo esaltante la presunta filosofia naturalista di Leonardo: «Poiché quelle conferenze erano, nel loro complesso, manifestazione dell'odierna moda del culto leonardesco, io volli reagire nel trattare il tema a me assegnato, e fare alquanto l'avvocato del diavolo. Dico ciò, perché s'intenda l'intonazione del mio discorso».
Croce chiarisce che occorre riconoscere tuttavia al naturalismo il merito di aver sottratto alla filosofia certi temi che non le competevano aprendo alla speculazione propriamente filosofica argomenti riguardanti il mondo e l'esperienza prima tralasciati. In questo senso «Leonardo […] deve essere per ciò stesso allogato tra i promotori per indiretto della filosofia moderna; e potrà anche essere chiamato, se così piace, per metonimia, filosofo». Quindi Leonardo solo metaforicamente può essere chiamato filosofo nel senso di «un sottile e rigoroso e infaticabile investigatore dei fatti della natura» ma la filosofia non è riducibile all'oggetto della sua riflessione quanto piuttosto essa deve essere concepita come un percorso «nella tradizione spirituale che, dal grande pensiero ellenico, attraverso il neoplatonismo e il cristianesimo e le controversie della scolastica, si annoda al Cusano e al Bruno, a Cartesio e allo Spinoza, e procede via via fino a raggiungere Kant e l'idealismo del secolo decimonono» Leonardo compie un percorso solitario, estraneo a quel cammino spirituale: «Egli è tutto vòlto a osservare e calcolare: verso l'osservazione e il calcolo effonde ogni suo entusiasmo».
Leonardo anticipa la visione galileiana del "gran libro della natura scritto in caratteri matematici" poiché «nissuna umana investigazione si po' dimandare vera scienzia, s'essa non passa per le matematiche dimostrazioni» ma non crede alle scienze elaborate solo mentalmente poiché «in tali discorsi mentali non accade esperienzia, senza la quale nulla dà di sé certezza». È impossibile quindi per Leonardo trattare problemi spirituali poiché essi non possono essere trascritti matematicamente: «E così piacessi al nostro altore [autore] che io potessi dimostrare la natura delli omini e loro costumi nel modo che io descrivo la sua figura». Quindi egli, sfidando il divieto di sezionare privatamente i cadaveri, compirà studi accurati di anatomia sperando di scoprire le segrete parti spirituali della perfetta macchina umana, ma se ne ritrarrà alla fine deluso.
Giovanni Gentile concorda con la critica crociana sostenendo che
In tempi più recenti anche il filosofo e storico della filosofia Eugenio Garin esprime l'impossibilità di definire Leonardo come filosofo: «Allo storico e al critico che facciano il mestiere loro, e non vogliano trovar solamente occasioni di sonante oratoria, non pochi dei testi anche celebri di Leonardo appariranno alla fine piuttosto appunti buttati giù tra frettolose letture che conclusioni sottilmente ragionate; e rispetto alla validità del contenuto scientifico non di rado confusi e contraddittori. [...] Ma lo storico delle idee non potrà non sentire talora smarrimento e sconforto; perché riconoscerà certamente una sete inesauribile di conoscere unita a una singolare ricchezza espressiva, un acume raro ed un'insuperabile capacità, non solo di osservazione visiva, ma di tradurre in termini visivi i vari stati d'animo. Eppure dovrà anche constatare una certa incapacità di ordinate sintesi razionali non meno che di ben disposti procedimenti sperimentali».

### Leonardo e la paleontologia
Alcuni studiosi recentemente hanno attribuito a Leonardo da Vinci il ruolo di padre fondatore della paleontologia, per avere interpretato correttamente la natura dei due principali gruppi di fossili: i resti fossili di organismi (ad esempio le conchiglie fossilizzate) e gli icnofossili, ovverosia le tracce lasciate dagli organismi mentre interagivano con il substrato. Leonardo studiò infatti le conchiglie (nichi) e i coralli 'pietrificati' provenienti dai depositi sedimentari dell'Appennino; anche molti contemporanei di da Vinci conoscevano simili fossili, interpretandoli spesso come curiosità inorganiche della roccia.
Tuttavia, Leonardo da Vinci osservò le tracce (icnofossili) lasciate da antichi organismi perforanti:
(Codice di Leicester, folio 9 recto)
Conseguentemente, le conchiglie pietrificate non potevano essere curiosità inorganiche, ma resti di antichi organismi. Con le parole di Leonardo:
(Codice di Leicester, folio 9 verso)
Le intuizioni paleontologiche di Leonardo, prive del tutto del supporto del metodo scientifico, sono ritenute eccezionali in quanto da Vinci riuscì ad interpretare correttamente non solo le perforazioni fossili prodotte da antichi organismi nel guscio dei molluschi, ma anche le gallerie scavate nel soffice sedimento da antichi organismi marini.
La storia della paleontologia mostra che le gallerie di invertebrati sono i fossili più difficili da comprendere: fino ai primi anni del Novecento erano generalmente interpretati come resti fossili di alghe, tanto da essere denominati fucoidi. Quasi cinquecento anni prima, Leonardo aveva intuito che quelle strutture sugli strati (falde) erano icnofossili prodotti da organismi vermiformi nel soffice fondale marino, poi divenuto roccia:
(Codice di Leicester, folio 10 verso)

#### Gli studi di anatomia

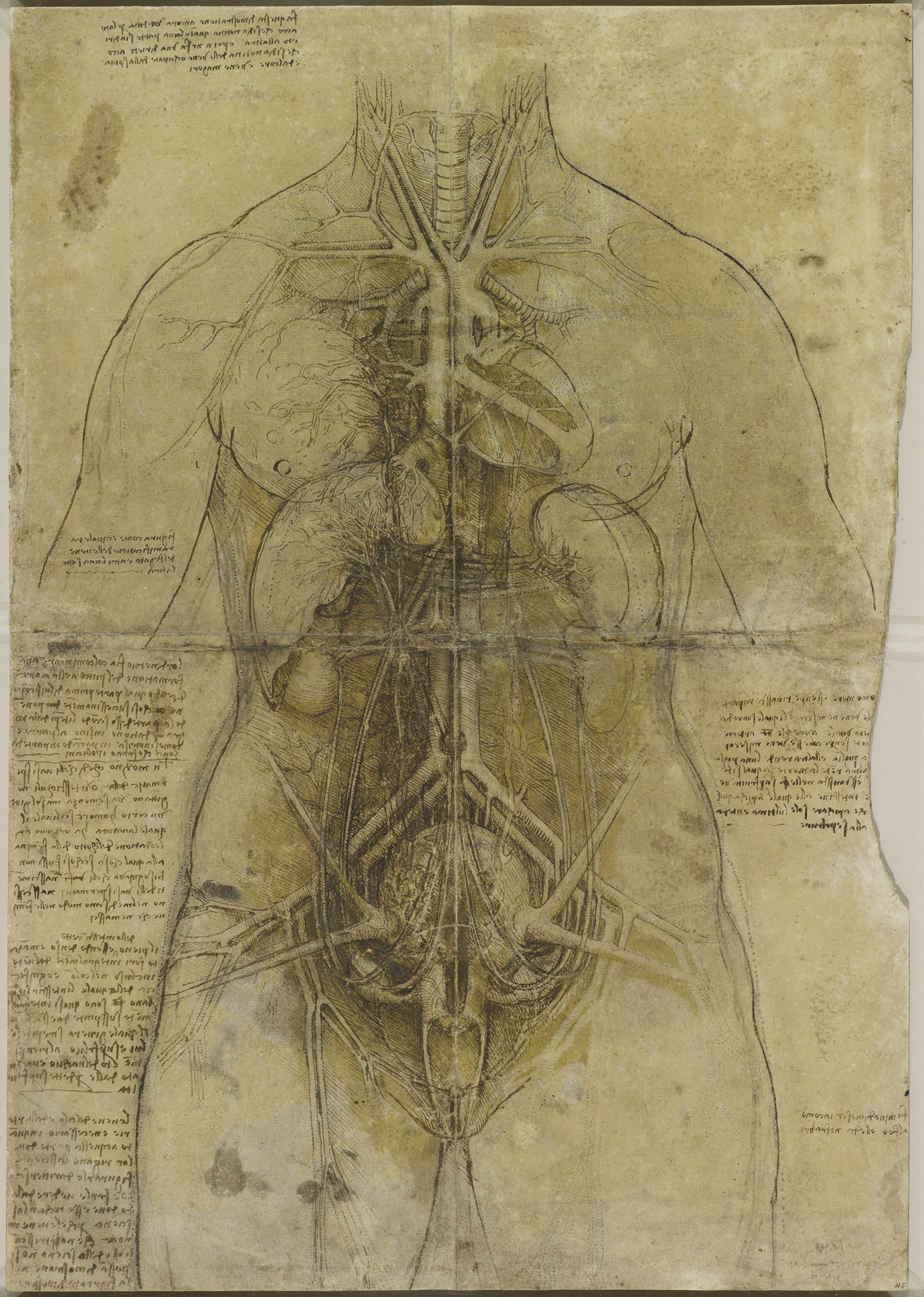
Anatomia femminile, Windsor, Raccolte Reali

Fra le molte discipline alle quali Leonardo da Vinci dedicò la sua attenzione, un posto privilegiato è senza dubbio occupato dall'Anatomia umana. L'insaziabile desiderio di conoscere, di capire tutto ciò che vedeva, portava Leonardo a esplorare ogni cosa. Anche il corpo umano l'affascinava, quale macchina perfetta e ben più complicata delle macchine fatte di ingranaggi. Leonardo voleva capire cosa c'era dentro, come funzionava e cosa succedeva quando si fermava definitivamente con la morte. Tutti gli organismi viventi, vegetali o animali, si offrirono allo studioso quale oggetto di indagine scientifica. Ma «quella cosa che contiene in sé più universalità e varietà di cose, quella sarà detta di più eccellenza»: questa cosa è senza dubbio l'uomo, secondo la visione dello studioso. Per questo, prima a Milano, alla fine del Quattrocento, e poi a Firenze, agli inizi del Cinquecento, era solito recarsi in segreto negli obitori e, utilizzando forbici e bisturi, sezionava cadaveri (almeno trenta, secondo quanto riportano i suoi contemporanei). La pratica della pittura gli aveva fatto sentire il bisogno prepotente di conoscere l'uomo nelle sue più intime fibre, non solo nel suo aspetto esteriore, ma fin nelle più piccole particolarità. «La Pittura s'estende nelle superfizie, colori e figure di qualunque cosa creata dalla natura, e la Filosofia penetra dentro alli medesimi corpi, considerando in quelli per le lor proprie virtù...», scrisse il da Vinci. "Pittura e Filosofia costituiscono dunque la conoscenza dell'obietto, la prima quanto alla superficie, luce, colori e forma, la seconda perché ne rivela l'intima struttura e funzione". Nei suoi disegni mostra anche gli strumenti allora usati dai chirurghi, seghe e divaricatori. L'anatomia era ai primordi, le idee sul corpo umano erano molto confuse. Egli può a buon diritto essere considerato il fondatore di tale scienza, unitamente almeno con il belga Andrea Vesalio (1514 – 1564), la cui opera De humani corporis fabrica doveva apparire nel 1543.
È noto l'appunto su una di queste sue esperienze fiorentine: «questo vecchio, di poche ore innanzi la sua morte, mi disse lui passare i cento anni, e che non si sentiva alcun mancamento ne la persona, altro che debolezza; e così standosi a sedere sopra uno letto nello Spedale di Santa Maria Nova di Firenze, sanza altro movimento o seguito d'alcuno accidente, passò di questa vita. E io ne feci notomia, per vedere la causa di sì dolce morte».
Leonardo studiò anatomia in tre distinti periodi: a Milano, tra il 1480 e il 1490, se ne occupò, interessandosi in particolare dei muscoli e delle ossa, in funzione della propria attività artistica; successivamente a Firenze, tra il 1502 e il 1507, si applicò in particolare della meccanica del corpo, e infine, dal 1508 al 1513, a Milano e a Roma, s'interessò allo studio degli organi interni e della circolazione del sangue.

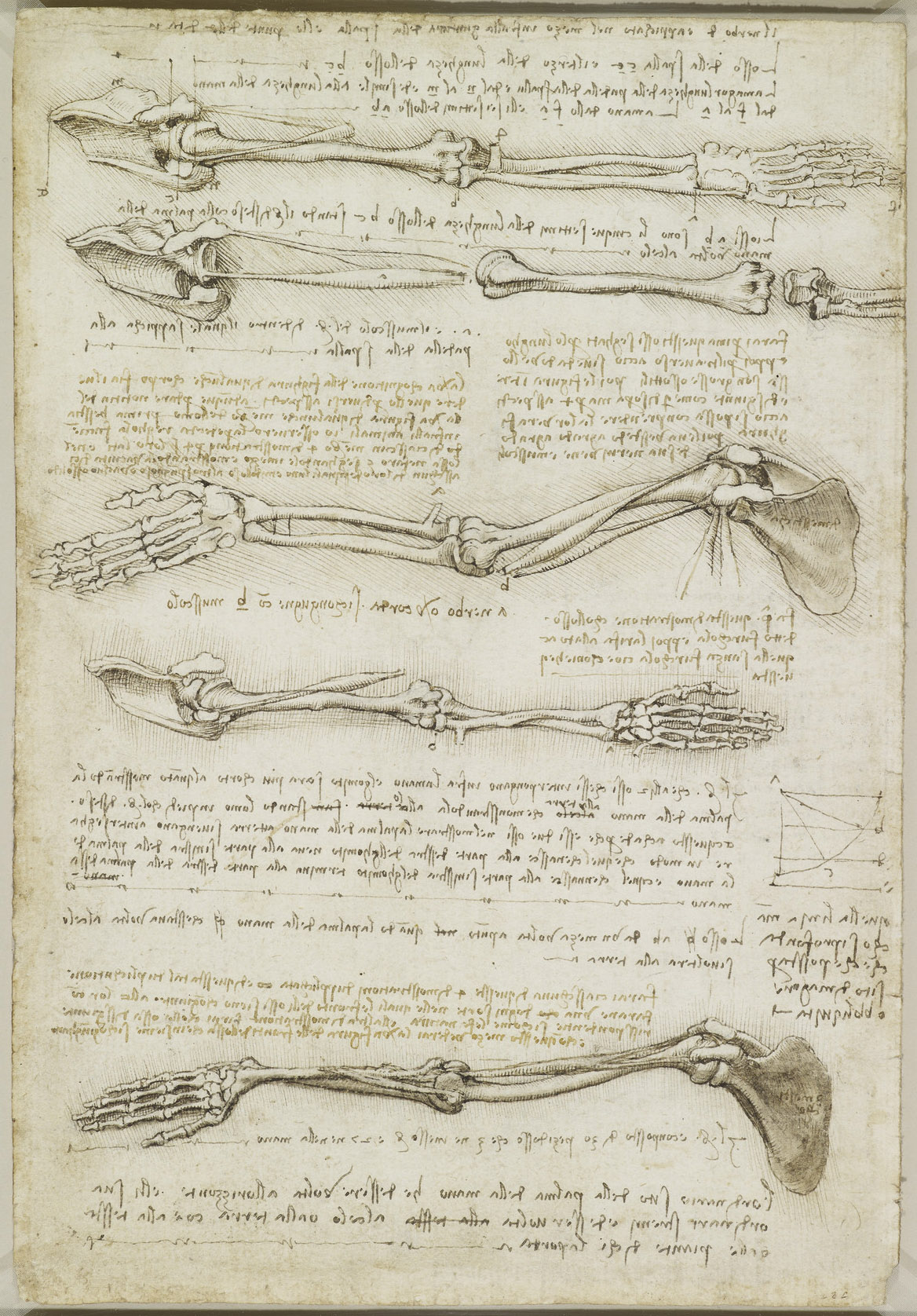
Movimento del braccio

Leonardo fu il primo a rappresentare l'interno del corpo umano con una serie di disegni; si trattava anche di un modo del tutto nuovo per "guardare dentro" il corpo, rompendo tra l'altro antichi tabù. Sono centinaia i disegni conservati oggi al castello di Windsor e di proprietà del regnante d'Inghilterra, che visualizzano quello che prima era soltanto descritto a parole e in modo poco chiaro. Scrisse Leonardo: «Con quali lettere descriverai questo core, che tu non empia un libro, e quanto più lungamente scriverai alla minuta, tanto più confonderai la mente dello uditore, e sempre avrai bisogno di sponitori o di ritornare alla sperienzia, la quale in voi è brevissima e dà notizie di poche cose rispetto al tutto del subbietto di che desideri integrar notizia».
Leonardo inventò l'illustrazione anatomica; inventò anche un modo di illustrare che ancora oggi viene usato dai moderni disegnatori, la cosiddetta "immagine esplosa": un esempio si ha guardando come Leonardo rappresentava una testa sezionata, disegnando il cranio e il cervello in sequenza in modo da mostrare come entrano l'uno dentro l'altro. Studiò le ossa, i muscoli, le arterie, le vene, i capillari; riuscì a capire le alterazioni senili e persino a intuire l'arteriosclerosi. Gli sfuggì invece il ruolo del cuore, studiato a Roma fino al 1513: «Tutte le vene e arterie nascano dal core, e la ragione è che la maggiore grossezza che si trovi in esse vene e arterie è nella congiunzione che esse hanno col core, e quanto più se removano dal core, più si assottigliano e si dividano in più minute ramificazioni» e questa convinzione gli deriva dall'analogia con le piante, le quali hanno le radici nella loro parte inferiore ingrossata: «è manifesto che tutta la pianta ha origine da tale grossezza, e per conseguenza le vene hanno origine dal core, dov'è la lor maggior grossezza».
In Leonardo tuttavia lo studio dell'anatomia non fu mai disgiunto da quello della fisiologia, in quanto la nozione strutturale si completava necessariamente con quella funzionale. Egli fu il primo a proporre di distinguere tra funzione, forma e struttura di un organo. Ciò nonostante i suoi studi di botanica lo sviarono, facendogli ritenere che la circolazione sanguigna funzionasse come la linfa delle piante, con una linfa ascendente e una discendente. Del cuore aveva bensì individuato la natura di muscolo: «il core è un muscolo principale di forza, ed è potentissimo sopra li altri muscoli», ma anche come equivalente di una stufa per dare calore al corpo: «Il caldo si genera per il moto del core; e questo si manifesta perché, quando il cor più veloce si move, il caldo più multiplica, come c'insegna il polso de' febbricitanti, mosso dal battimento del core».
Tra i suoi disegni anatomici, i più spettacolari e impressionanti rimangono quelli che mostrano un feto prima della nascita: erano immagini del tutto nuove per l'epoca e, certamente, sconvolgenti.
Leonardo studiò anche i meccanismi dell'occhio per capire come funziona la visione tridimensionale, dovuta alla sovrapposizione di due immagini leggermente sfalsate. Fece bollire un occhio di bue in una chiara d'uovo, in modo da poterlo sezionare e vedere ciò che si trova all'interno. Scoprì così la retina e il nervo ottico, e riportò queste osservazioni nei suoi disegni.

##### Le tavole anatomiche di Leonardo da Vinci
(L'elenco è tratto dal pregevole lavoro di M. del Gaizo, Della pratica della anatomia in Italia sino al 1600. Atti della Reale Accademia medico-chirurgica di Napoli, anno XLVI, nuova serie, n. II, Napoli, 1892, pp. 27–28)
1. DE MONDEVILLE ENRICO. Pratica della chirurgia; Parigi 1306: ms. della Biblioteca nazionale di Francia n.2030 del fondo francese.
2. DE KETHAN I. Fasciculus Medicinae; Venetiis 1491
3. PELISK I. Compendiosa capitis physica declaratio, principalium humani corporis membrorum figuras liquido ostendens; Lipsiae 1499
4. HUND MAGNUS. Anthropologium: Lipsiae 1501
5. CARPI B. Commentaria cum amplissimis additionibus super anatomiam Mundini; Bononiae 1521
6. BERENGARII G. Isagoge Anatomices; Bononiae 1522

### L'inventore

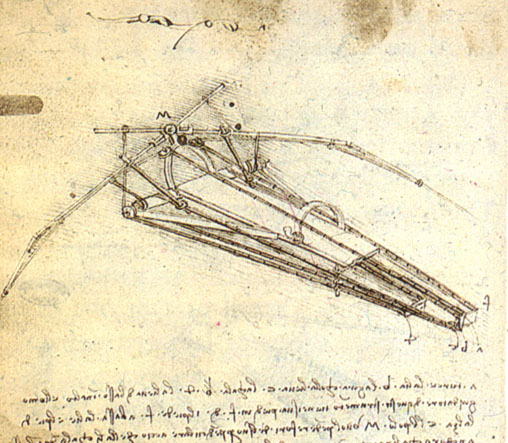
Progetto di macchina volante

Il 25 novembre 1796 i manoscritti di Leonardo sottratti alla Biblioteca Ambrosiana giungevano a Parigi e dalla loro analisi il fisico italiano Giovanni Battista Venturi, allora in Francia, traeva un Essai sur les ouvrages physico-mathématiques de Leonard de Vinci, escludendo da questo gli studi vinciani sul volo, giudicandoli probabilmente solo una bizzarria chimerica.
Nel 1486 Leonardo aveva espresso la sua fede nella possibilità del volo umano: «potrai conoscere l'uomo colle sue congegnate e grandi alie, facendo forza contro alla resistente aria, vincendo, poterla soggiogare e levarsi sopra di lei». Dal 14 marzo al 15 aprile 1505 scrive parte di quello che doveva essere un organico Trattato delli uccelli, dal quale avrebbe voluto estrarre il segreto del volo, estendendo nel 1508 i suoi studi all'anatomia degli uccelli e alla resistenza dell'aria e, verso il 1515, vi aggiunge lo studio della caduta dei gravi e i moti dell'aria.

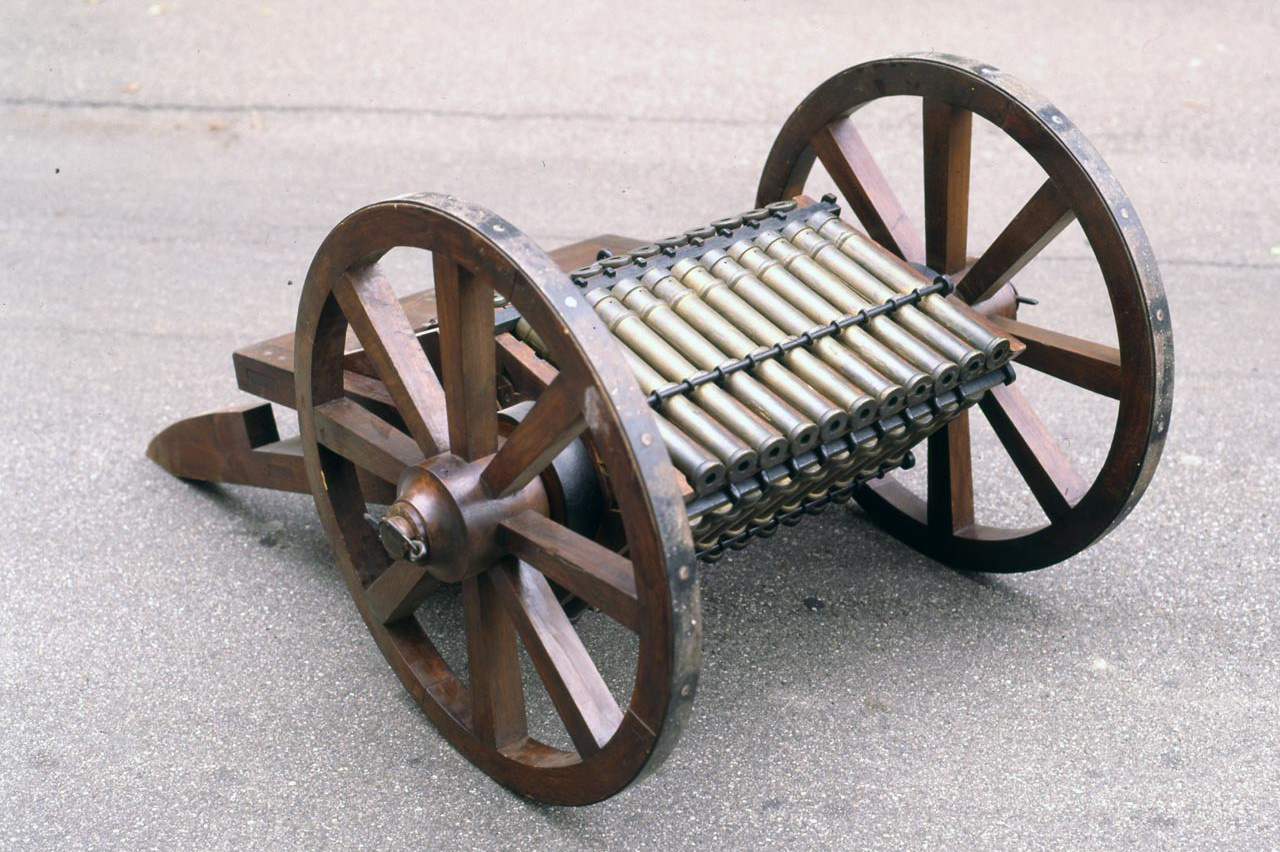
Modello di cannone con 33 canne esposto al Museo nazionale della scienza e della tecnologia Leonardo da Vinci di Milano

Chiama moto strumentale il volo umano realizzato con l'uso di una macchina: individua nel paracadute il mezzo più semplice di volo: «Se un uomo ha un padiglione di pannolino intasato, che sia di 12 braccia per faccia e alto 12, potrà gittarsi d'ogni grande altezza sanza danno di sé». Dall'analogia col peso e l'apertura alare degli uccelli cerca di stabilire l'apertura alare che la macchina dovrebbe avere e quale forza dovrebbe essere impiegata per muoverla e sostenerla.
La fede di Leonardo nel volo umano sembra essere rimasta immutata per tutta la sua vita, malgrado gli insuccessi e l'obiettiva difficoltà dell'impresa: «Piglierà il primo volo il grande uccello sopra del dosso del suo magno Cecero (il monte Ceceri, presso Firenze), empiendo l'universo di stupore, empiendo di sua fama tutte le scritture e gloria eterna al loco dove nacque». Un esperimento in tale senso si svolse veramente e fece da cavia il suo amico Tommaso Masini.
Durante la sua vita, Leonardo ideò numerose progettazioni; alcune di esse, come la macchina volante, furono veri e propri prototipi. I suoi appunti contengono numerose invenzioni in campo militare: gli scorpioni, una macchina «la quale po' trarre sassi, dardi, sagitte» che può anche distruggere la macchine nemiche; i cortaldi, cannoncini da usare contro le navi; vari tipi di cannoni tra cui il cannone con 33 canne e il circumtronito o circumfolgore ossia un cannone navale, le serpentine, adatte contro le «galee sottili, per poter offendere il nimico di lontano. Vole gittare 4 libre di piombo»; le zepate, zattere per incendiare le navi nemiche ormeggiate in porto, e progetta navi con spuntoni che rompano le carene nemiche e bombe incendiarie composte di carbone, salnitro, zolfo, pece, incenso e canfora, un fuoco che «è di tanto desiderio di brusare, che seguita il legname sin sotto l'acqua».
Un altro progetto avrebbe compreso il palombaro – vi è chi ha pensato addirittura al sottomarino – a proposito del quale scrive però di non volerlo divulgare «per le male nature delli omini, li quali userebbono li assassinementi né fondi mari col rompere i navili in fondo e sommergerli insieme colli omini che vi son dentro». Pensa all'attuale bicicletta, all'elicottero (un modello del quale è stato realizzato nel parco del castello di Clos-Lucé), al deltaplano, al salvagente,, allo scafandro, a un apparecchio a ruote dentate che è stato interpretato come il primo calcolatore meccanico, a un'automobile spinta da un meccanismo a molla e a un telaio automatico, ricostruito dal Museo nazionale della scienza e della tecnologia Leonardo da Vinci di Milano, che tesse 2 centimetri di tela al minuto, progettò la viola organista.
Negli anni trascorsi in Vaticano ideò un uso industriale dell'energia solare, mediante l'utilizzo di specchi concavi per riscaldare l'acqua.

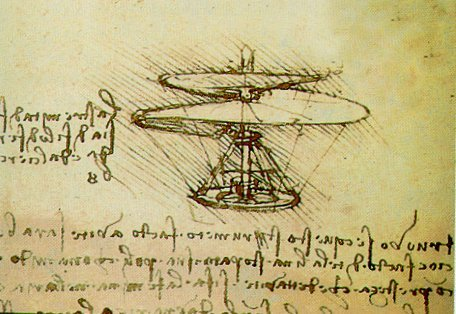
Vite aerea
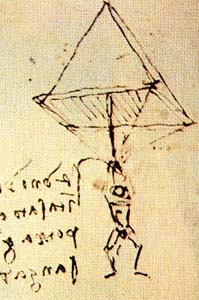
Disegno di un paracadute
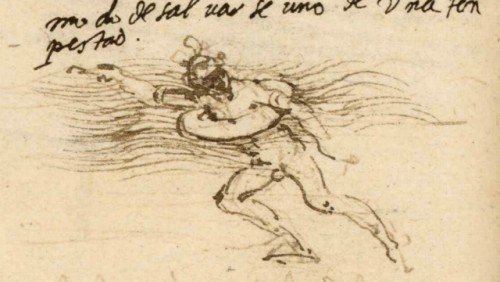
Disegno di un salvagente
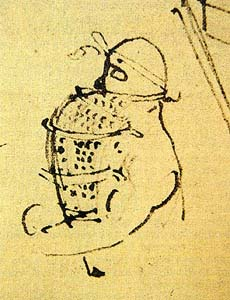
Disegno di uno scafandro
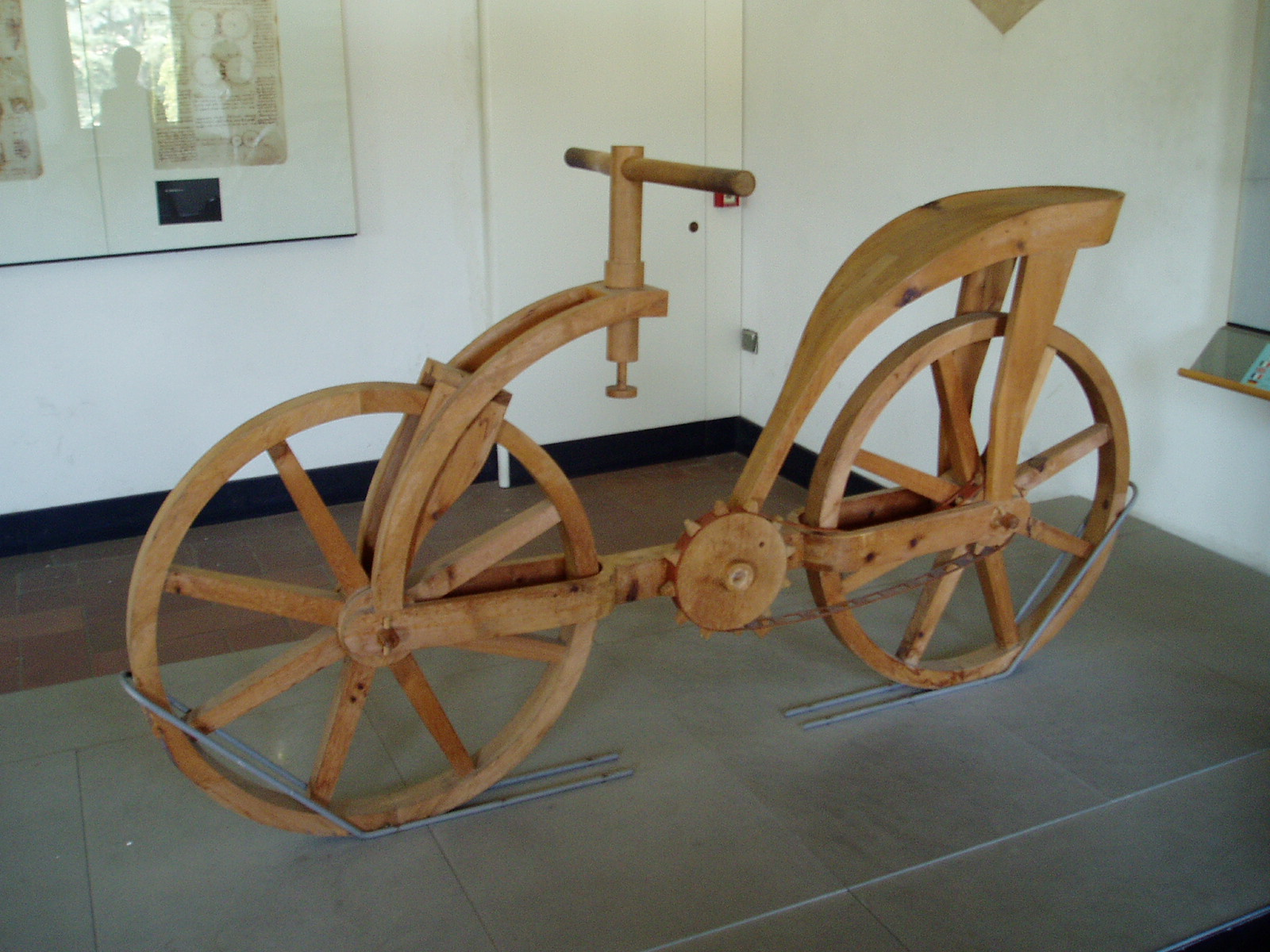
Modello di bicicletta
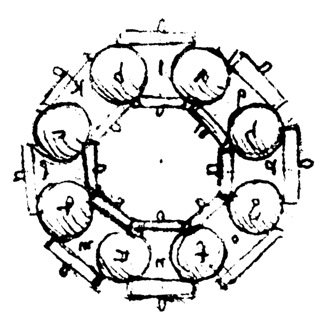
Disegno di un cuscinetto a sfere
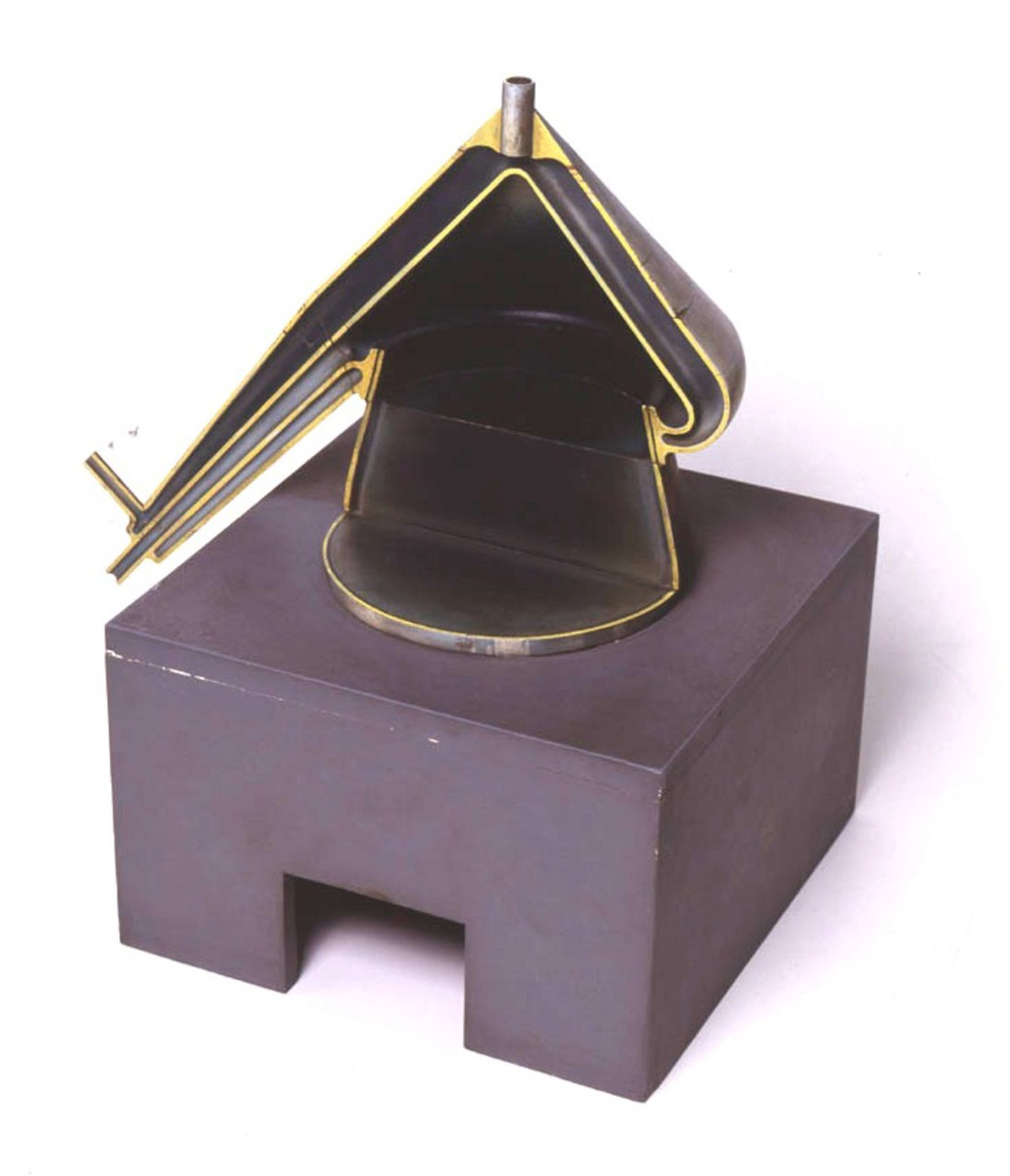
Sezione di un modello di distillatore a doppia parete
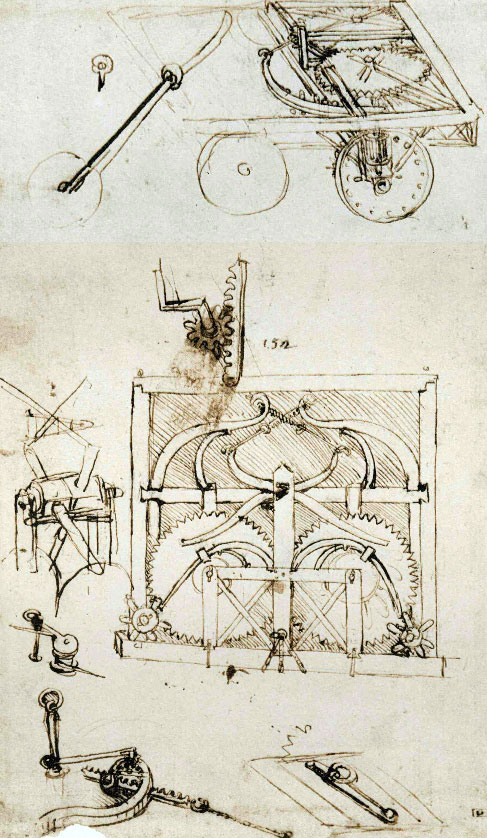
Carro semovente di Leonardo
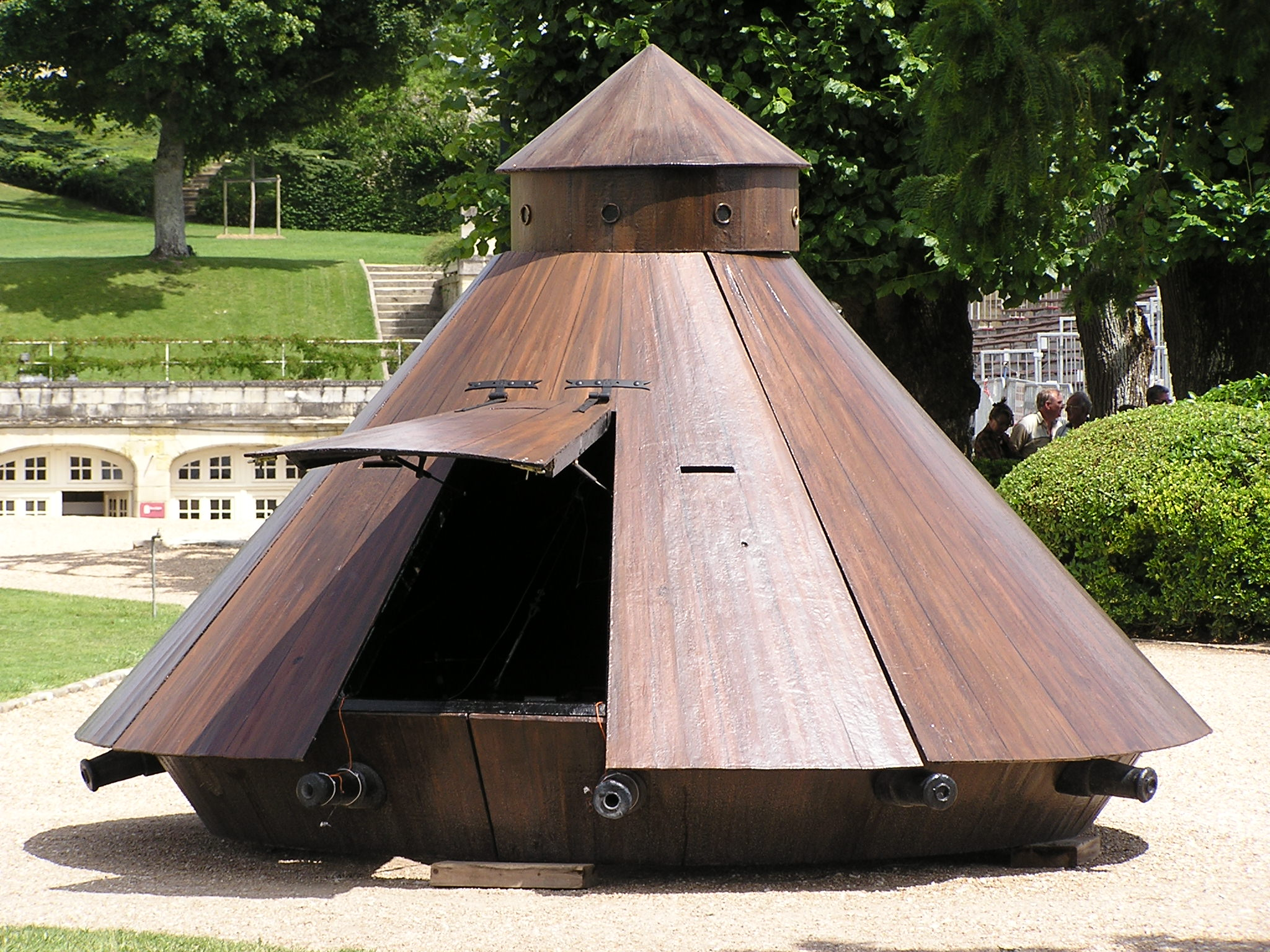
Modello del carro armato di Leonardo
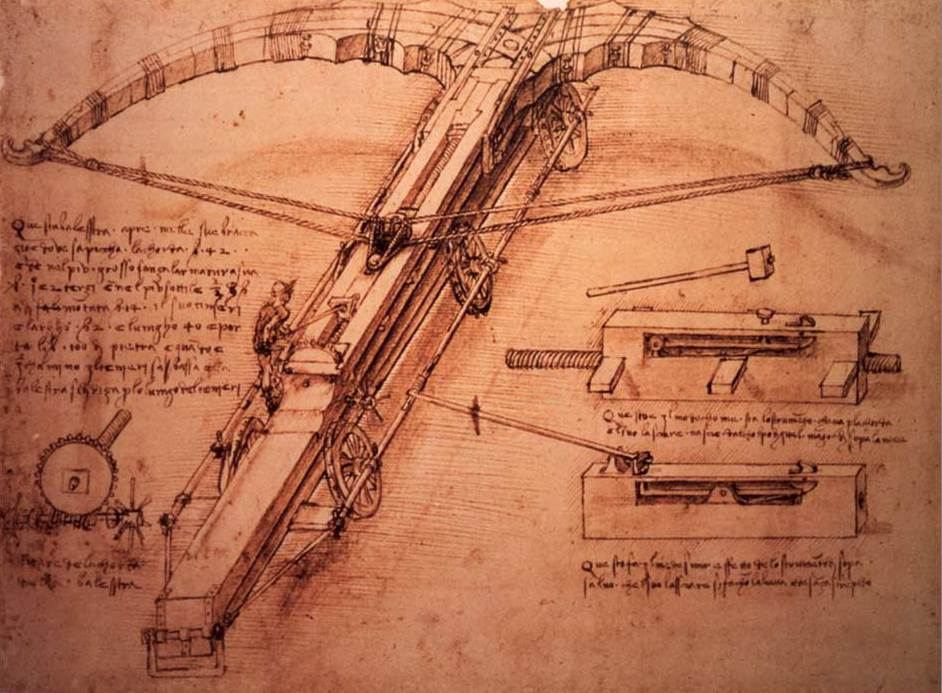
Balestra gigante
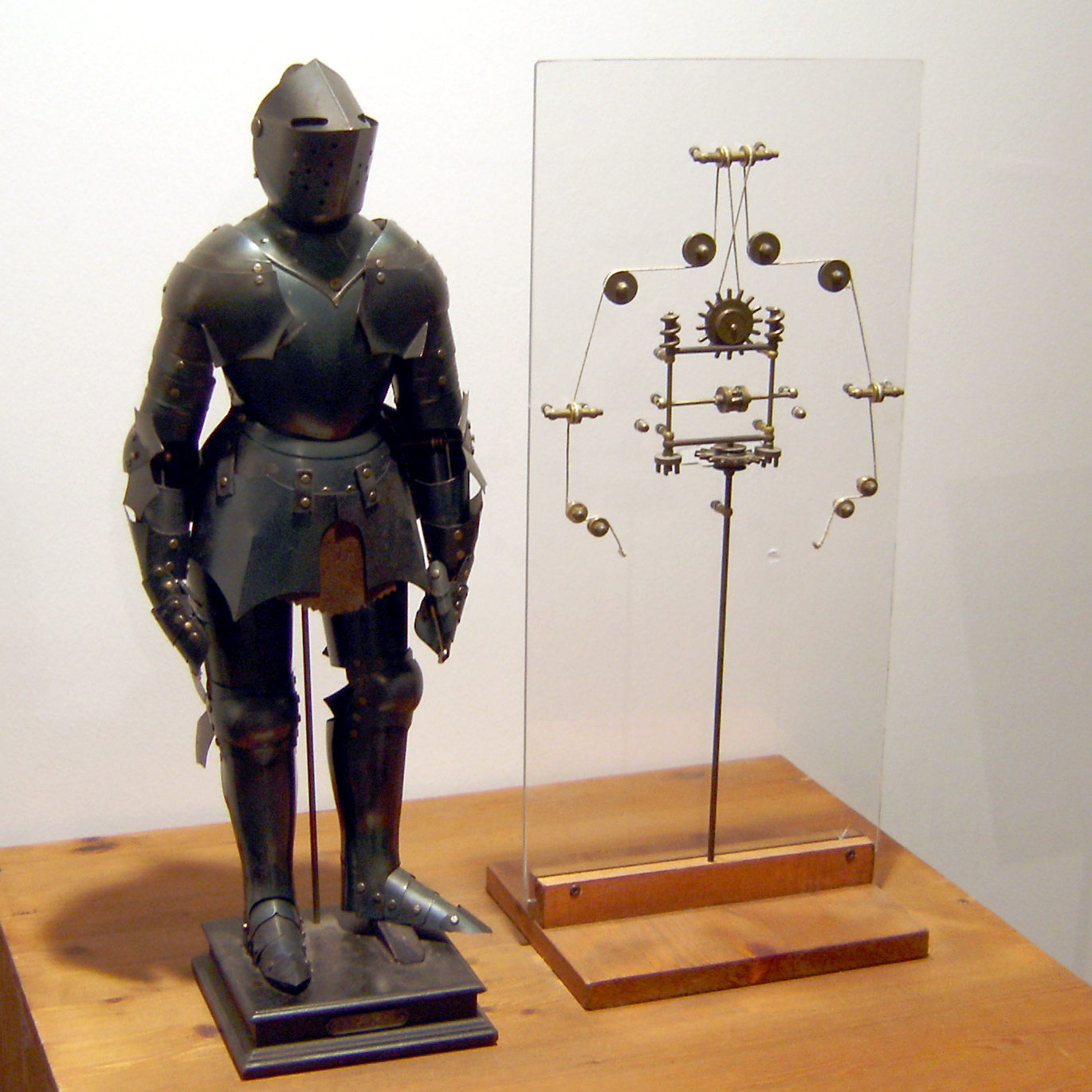
L'automa cavaliere

### L'ingegneria civile e l'architettura di Leonardo

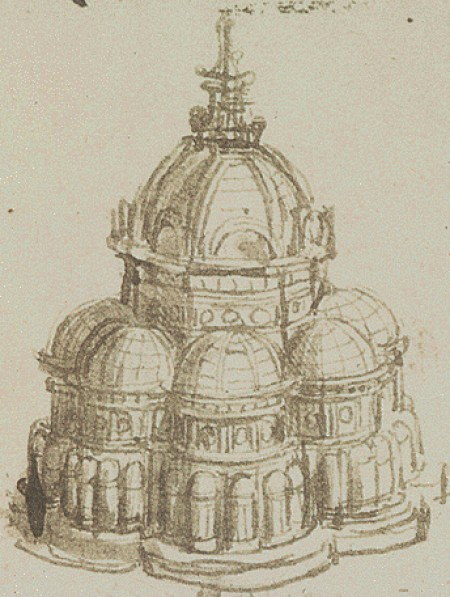
Progetto di chiesa a pianta centrale, Parigi, Institut de France

Scrive il Vasari che Leonardo «nell'architettura ancora fe' molti disegni così di piante come d'altri edifizii e fu il primo ancora che, giovanetto, discorresse sopra il fiume Arno per metterlo in canale da Pisa a Fiorenza», testimonianza che, a parte che nell'occasione del progetto di deviazione dell'Arno, avvenuto nel 1503, Leonardo non era affatto "giovanetto", mostra che gli interessi di Leonardo o le richieste a lui rivolte riguardavano soprattutto progetti di idraulica o di ingegneria militare. In compenso, nella nota lettera indirizzata a Ludovico il Moro nel 1492, Leonardo vanta le sue competenze di natura militare, ma aggiunge che in tempo di pace crede di «satisfare benissimo a paragone de omni altro in architectura, in composizione di edifici pubblici e privati, et in conducer acqua de uno loco ad un altro».
A Milano avrà in effetti solo il titolo di "ingegnarius", mentre nel suo secondo soggiorno fiorentino potrà fregiarsi del titolo di architetto e pittore.
È certo che per l'approfondimento delle nozioni ingegneristiche si giovasse della conoscenza personale del senese Francesco di Giorgio Martini e dei suoi scritti: possiede e postilla una copia del suo Trattato di architettura militare e civile; progetta fortificazioni con bastioni spessi e irti di angoli che possano opporsi alle artiglierie nemiche. Tali studi confluiranno poi nella realizzazione del rivellino di Locarno, tuttora esistente.
Sono noti suoi disegni sia per la cupola del Duomo di Milano sia per edifici signorili, per i quali pensa a giardini pensili e a innovative soluzioni interne, come scale doppie e quadruple e per l'interno delle case ipotizza che «col molino farò generare vento d'ogni tempo della state; farò elevare l'acqua surgitiva e fresca, la quale passerà pel mezzo delle tavole divise [...] e altra acqua correrà pel giardino, adacquando li pomeranci e cedri ai lor bisogni [...] farassi, mediante il molino, molti condotti d'acque per casa, e fonti in diversi lochi, e alcuno transito dove, chi vi passerà, per tutte le parti di sotto salterà l'acque allo insù».
Si occupa anche della ideazione di moderne scuderie, "una polita stalla", come quella realizzata a Vigevano da Ludovico il Moro e immagina una città ideale, strutturata su più livelli stradali, dove al livello inferiore transitassero i carri e in quello superiore avessero agio i pedoni.
Nel 1502 Leonardo da Vinci produsse il disegno di un ponte a campata unica di 300 metri, come parte di un progetto di ingegneria civile per il sultano ottomano Bayezid II. Era previsto che un pilone del ponte sarebbe stato collocato su uno degli ingressi alla bocca del Bosforo, il Corno d'Oro, ma non fu mai costruito. Il governo turco, nei primi anni del XXI secolo, ha deciso la costruzione di un ponte che segua il progetto leonardesco.

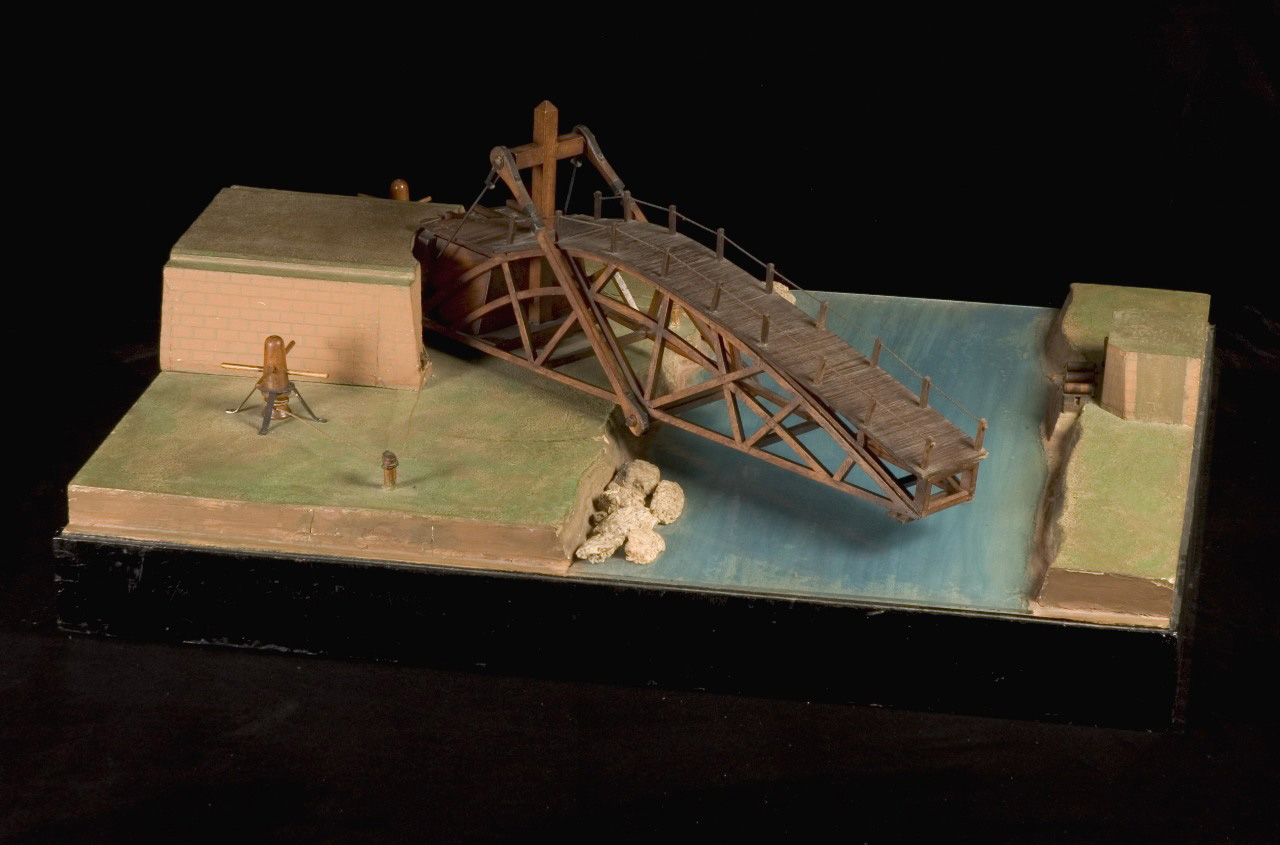
Ponte girevole
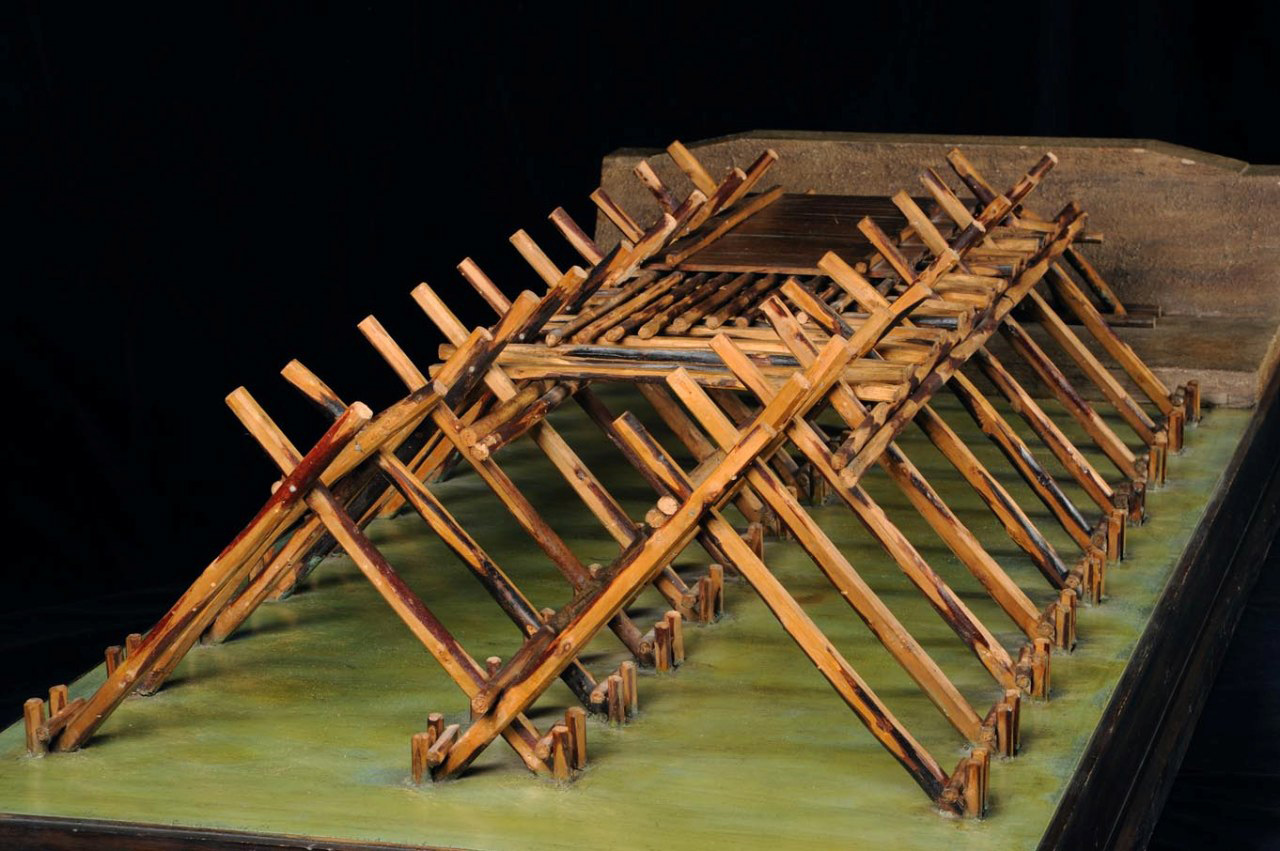
Ponte di circostanza
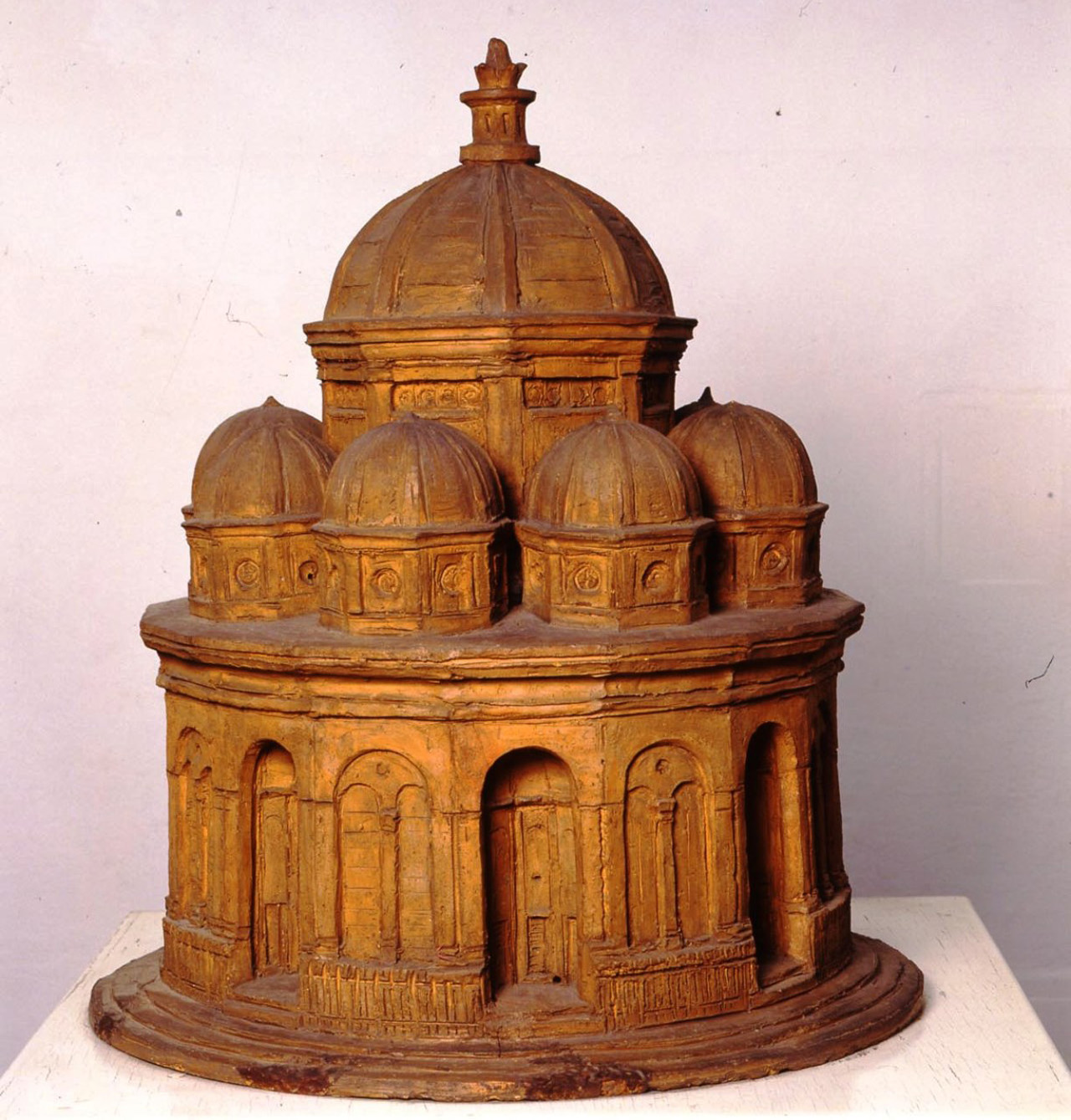
Chiesa a pianta centrale (modello ricavato dai disegni di Leonardo, Museo nazionale della scienza e della tecnologia Leonardo da Vinci, Milano)
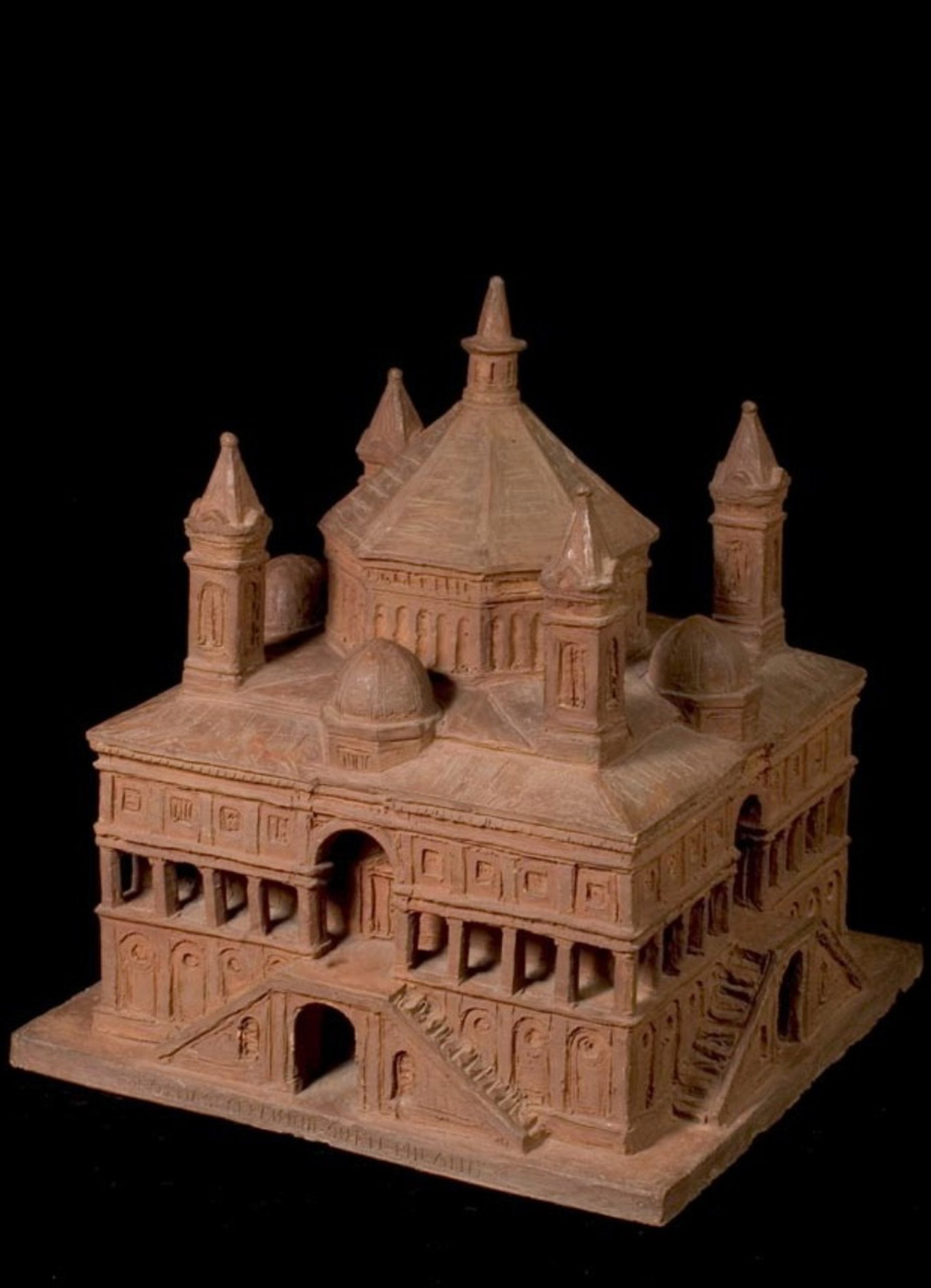
Chiesa a due livelli
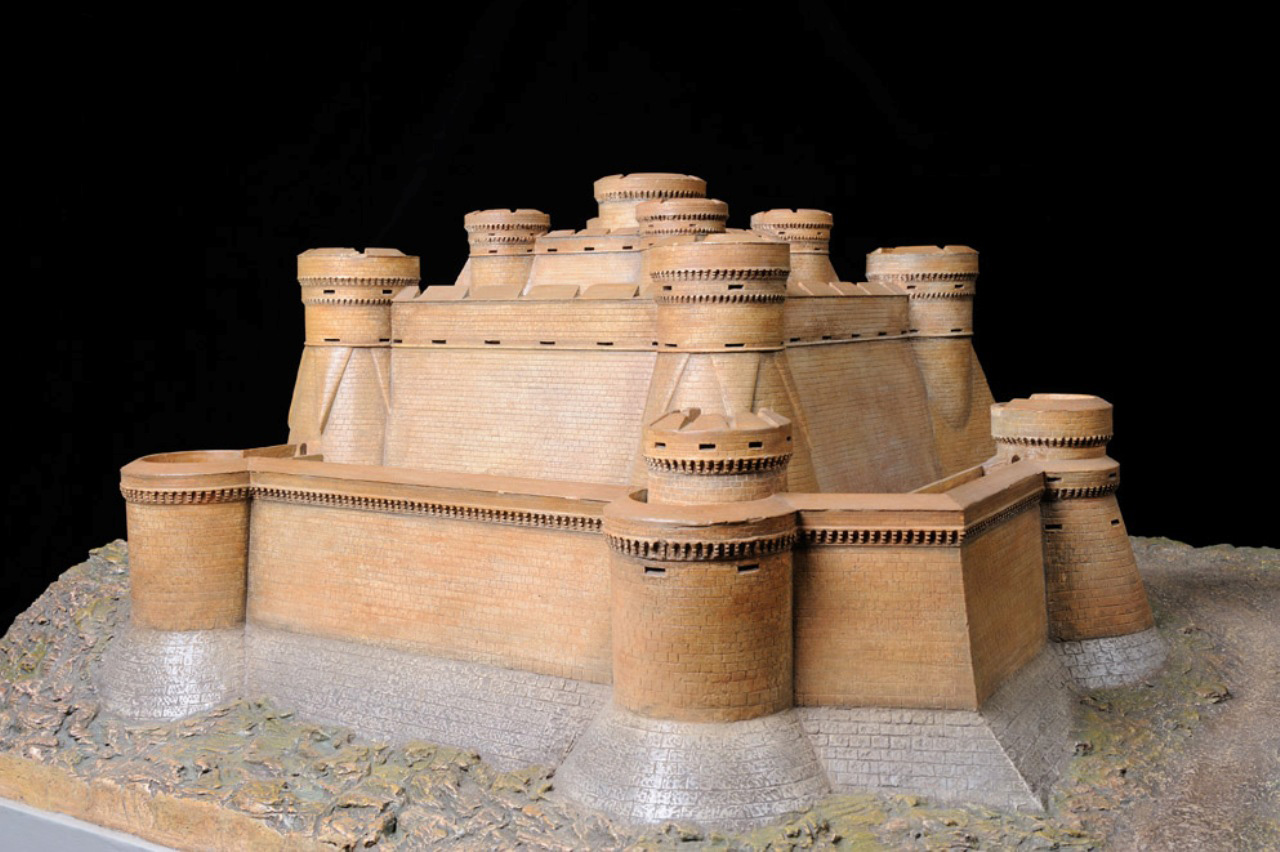
Fortezza con duplice difesa (modello ricavato dai disegni di Leonardo, Museo della scienza e della tecnologia Leonardo da Vinci)
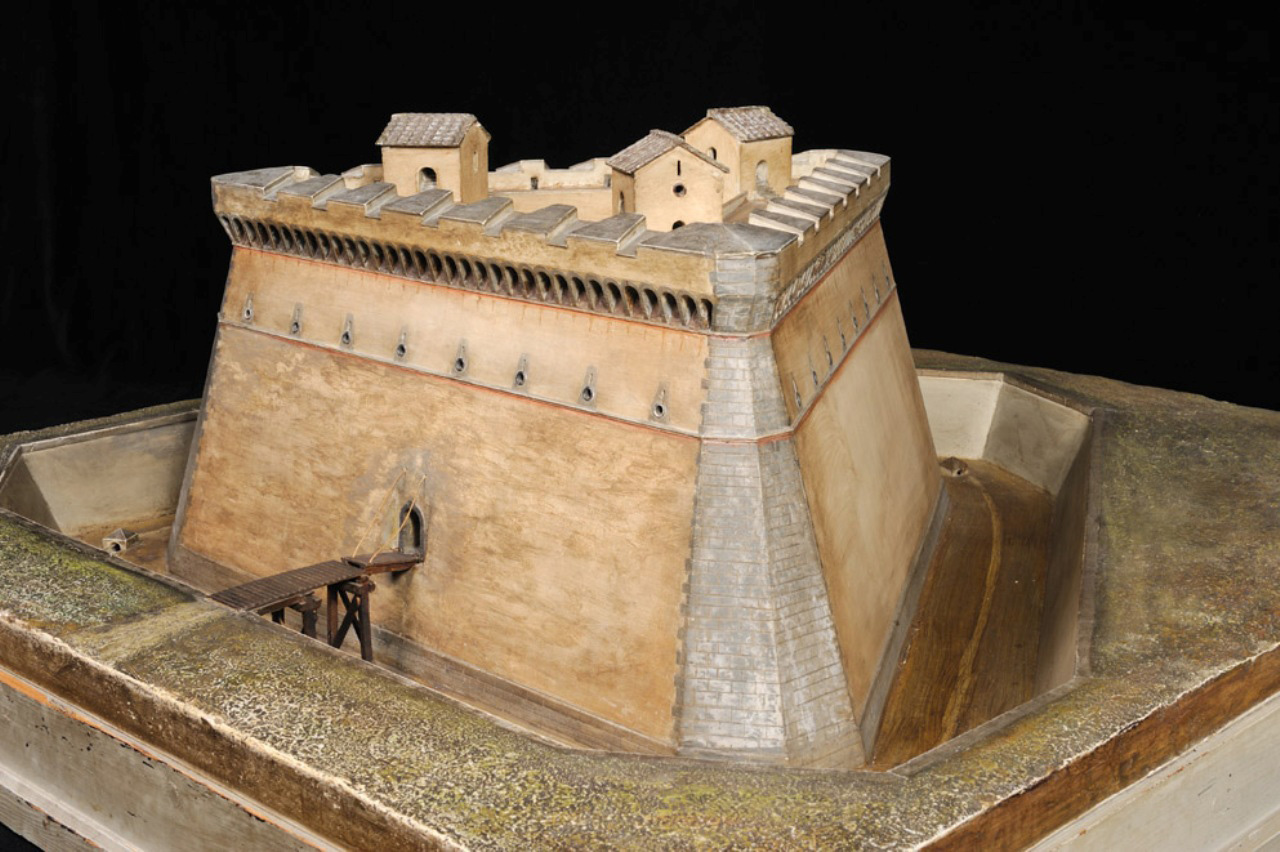
Rivellino triangolare
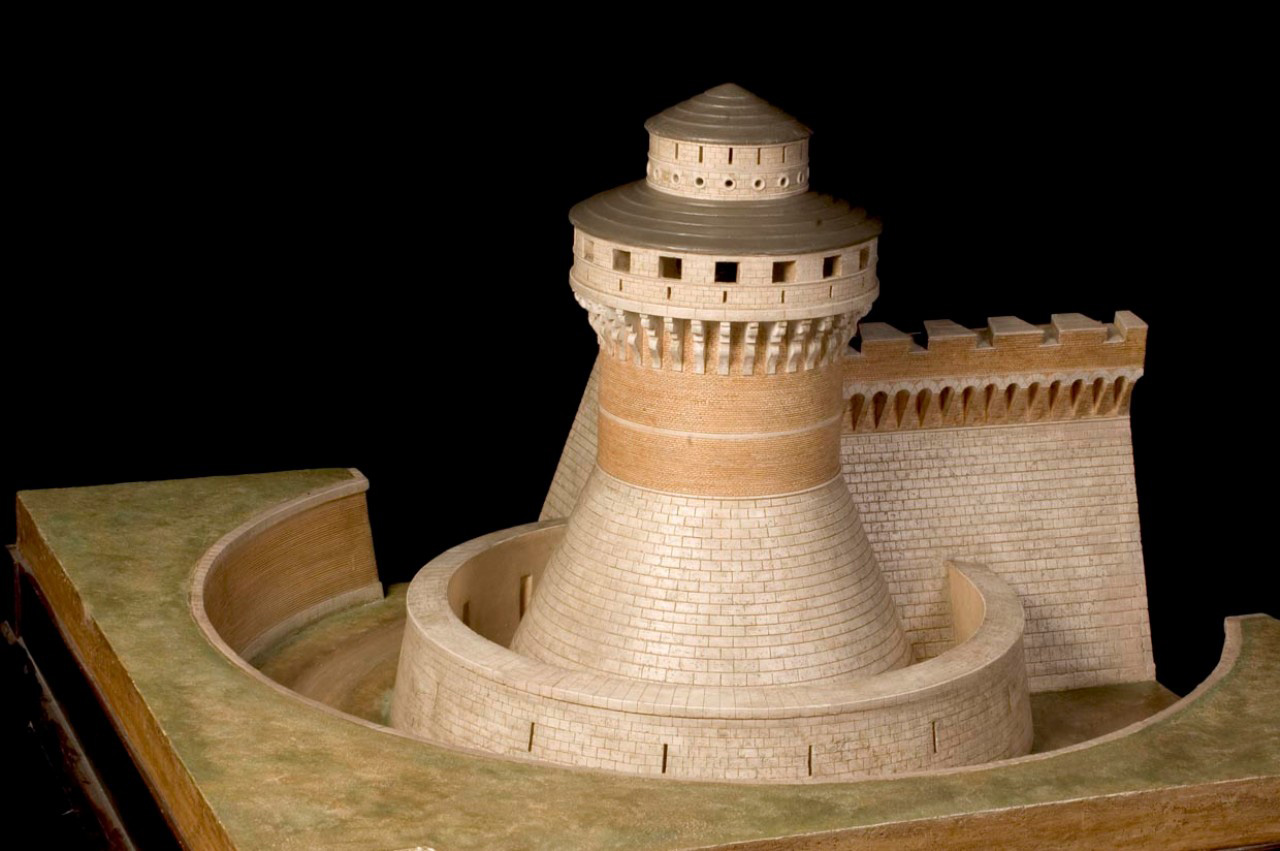
Torre angolare
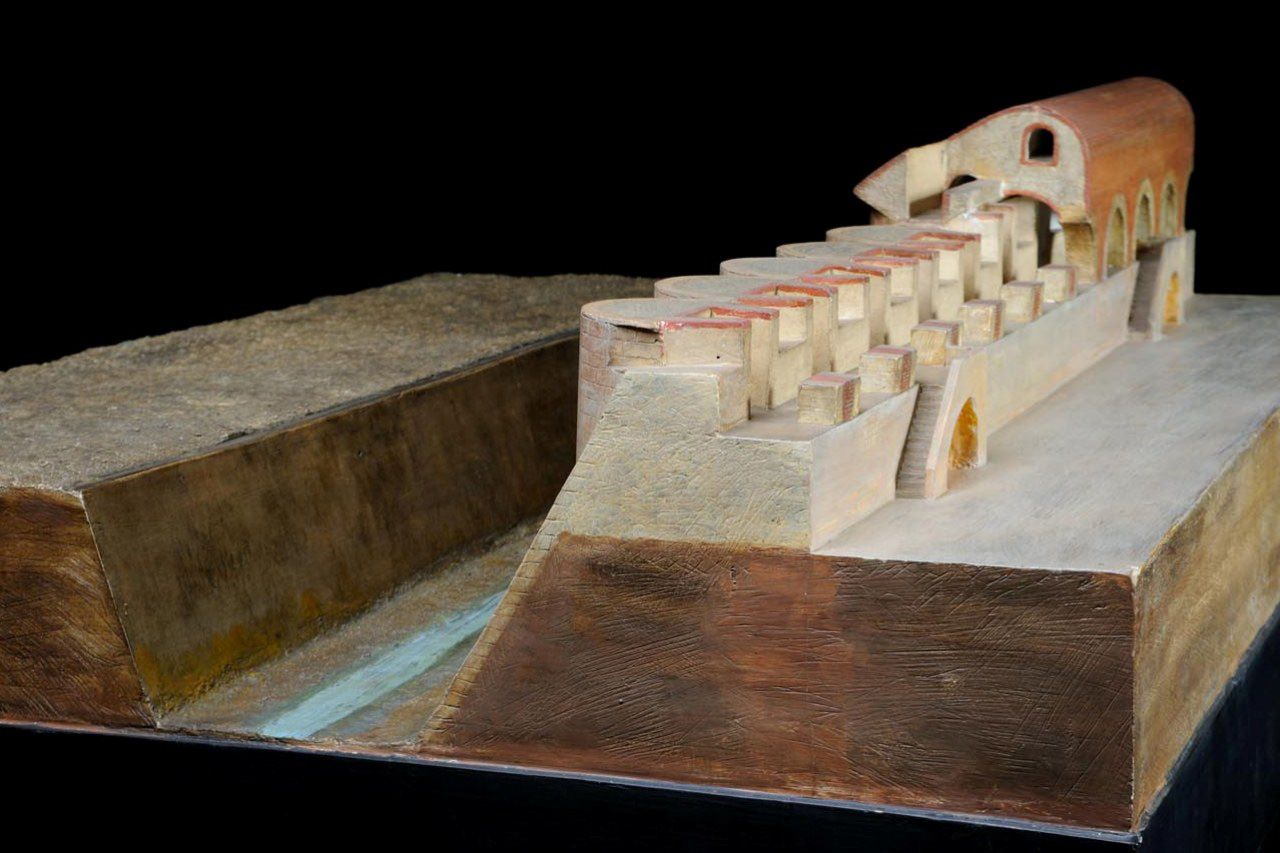
Cortina fortificata con salienti semicircolari

#### Le opere idrauliche

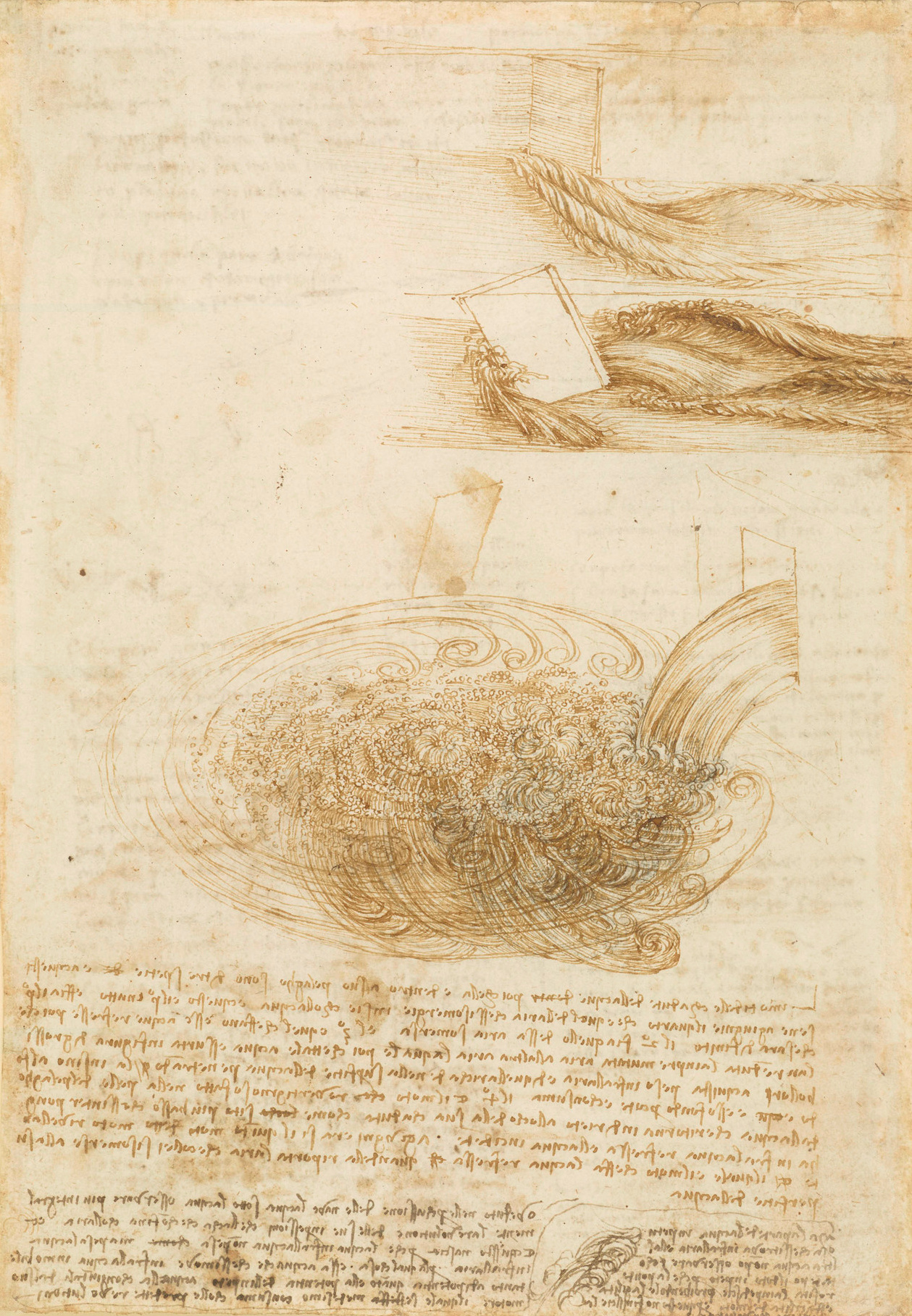
Studi di acque, circa 1508

Nel Seicento, Francesco Arconati, figlio illegittimo del nobile Galeazzo Arconati e della sua amante, Caterina Vaghi, trasse dagli scritti vinciani da questi donati alla Biblioteca Ambrosiana, un trattato che intitolò Del moto e misura dell'acqua, che tuttavia sarà pubblicato solo nel 1826.
Leonardo si dedicò a studi idraulici a partire dalla sua permanenza a Milano, già ricca di navigli, e in Lombardia, solcata da un'ampia rete di canali.
Collaborò con la Repubblica di Venezia per la sistemazione dell'assetto del fiume Brenta, per evitarne le esondazioni e renderlo navigabile, ma non si conoscono opere realizzate su suoi progetti, alcuni dei quali, particolarmente grandiosi, sono attestati dai suoi scritti: un canale che unisca Firenze con il mare, ottenuto regolando il corso dell'Arno; il prosciugamento delle Paludi Pontine, nel Lazio, che si sarebbe dovuto realizzare deviando il corso del fiume Ufente; la canalizzazione della regione francese della Sologna, con la deviazione del fiume Cher, presso Tours.
Leonardo progettò anche macchine per l'uso dell'energia idraulica, per il prosciugamento e per l'innalzamento delle acque. Secondo il suo costume, egli studia la natura dell'acqua: «infra i quattro elementi il secondo men grieve e di seconda volubilità. Questa non ha mai requie insino che si congiunge al suo marittimo elemento dove, non essendo molestata dai venti, si stabilisce e riposa con la sua superfizie equidistante al centro del mondo», la sua origine, il movimento, certe caratteristiche, come la schiuma: «l'acqua che da alto cade nell'altra acqua, rinchiude dentro a sé certa quantità d'aria, la quale mediante il colpo si sommerge con essa e con veloce moto resurge in alto, pervenendo a la lasciata superfizie vestita di sottile umidità in corpo sperico, partendosi circularmente dalla prima percussione».
Osserva gli effetti ottici sulla superficie dell'acqua e trova che «il simulacro del sole si dimostrerrà più lucido nell'onde minute che nelle onde grandi» e che «il razzo del sole, passato per li sonagli [le bolle] della superfizie dell'acqua, manda al fondo d'essa acqua un simulacro d'esso sonaglio che ha forma di croce. Non ho ancora investigato la causa, ma stimo che per cagion d'altri piccoli sonagli che sien congiunti intorno a esso sonaglio maggiore».
Si occupa dei fossili che si trovano sui monti e ironizza con coloro che fanno risalire la loro origine al diluvio universale: «Della stoltizia e semplicità di quelli che vogliono che tali animali fussin in tal lochi distanti dai mari portati dal diluvio. Come altra setta d'ignoranti affermano la natura o i celi averli in tali lochi creati per infrussi celesti [...] e se tu dirai che li nichi [le conchiglie] che per li confini d'Italia, lontano da li mari, in tanta altezza si vegghino alli nostri tempi, sia stato per causa del diluvio che lì li lasciò, io ti rispondo che credendo che tal diluvio superassi il più alto monte di 7 cubiti – come scrisse chi 'l misurò! – tali nichi, che sempre stanno vicini a' liti del mare, doveano stare sopra tali montagne, e non sì poco sopra la radice de' monti».
È convinto che con il tempo la terra finirà con l'essere completamente sommersa dall'acqua: «Perpetui son li bassi lochi del fondo del mare, e il contrario son le cime de' monti; séguita che la terra si farà sperica e tutta coperta dall'acque, e sarà inhabitabile».

### La pittura

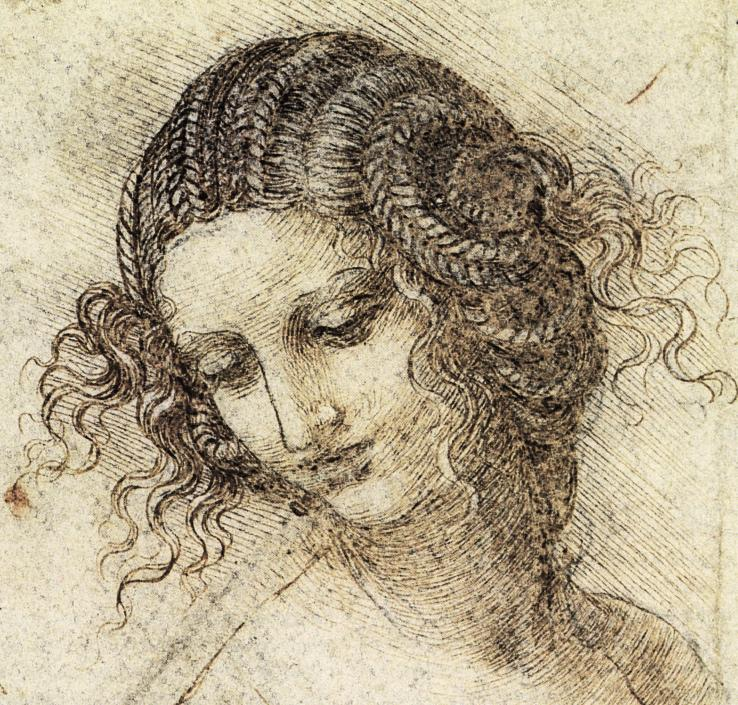
Studio per la testa di Leda, Windsor, Raccolte Reali

Copie di scritti di Leonardo sulla pittura circolavano già nel Cinquecento: il Vasari riferisce di un anonimo pittore milanese che gli mostrò «alcuni scritti di Lionardo, pur di caratteri scritti con la mancina a rovescio, che trattano della pittura e de' modi del disegno e del colorire»; Benvenuto Cellini possedeva scritti di Leonardo sulla prospettiva.
Grazie all'impegno di Cassiano dal Pozzo, una raccolta di manoscritti di Leonardo, redazione estremamente abbreviata di quella messa insieme dall'allievo ed erede Francesco Melzi, fu pubblicata per la prima volta a Parigi nel 1651, insieme con la traduzione francese, con incisioni tratte da disegni di Nicolas Poussin; un'altra edizione italiana del Trattato della pittura fu pubblicata a Napoli nel 1733.
La pittura, per Leonardo, è scienza, rappresentando «al senso con più verità e certezza le opere di natura», mentre «le lettere rappresentano con più verità le parole al senso», ma Leonardo aggiunge, riprendendo un concetto aristotelico, che è «più mirabile quella scienza che rappresenta le opere di natura, che quella che rappresenta [...] le opere degli uomini, com'è la poesia, e simili, che passano per la umana lingua». Leonardo utilizzò la tecnica della prospettiva aerea in alcuni suoi capolavori come la Gioconda e la Vergine delle Rocce. L'artista si rifece anche agli studi dello scienziato arabo Alhazen secondo il quale da ogni minuscola particella di un oggetto ipoteticamente osservato, si staccano "scorzettine", cioè informazioni luminose che viaggiano nell'aria fino a raggiungere la nostra retina (dove le immagini si fissano capovolte).
Leonardo studiò anche per primo in Europa la possibilità di proiettare immagini dal vero su un foglio dove potevano essere facilmente ricopiate, con la cosiddetta camera oscura leonardiana. Egli inoltre fu tra i pionieri dell'uso della pittura a olio in Italia, che usava essenzialmente in tecniche miste, soprattutto per i ritocchi.

#### Tecniche pittoriche
Leonardo Da Vinci era affascinato dai colori, la cosa che lo colpiva maggiormente era l'effetto che aveva l'atmosfera sui colori dei soggetti più distanti. Una delle teorie pittoriche affinate da Leonardo Da Vinci è l"Inazzurrimento dei lontani" che consiste nell'aumentare la percentuale di ciano nei soggetti terzo piano (montagne) per dare una maggiore illusione di profondità nelle opere. Questo effetto è dato dalla sovrapposizione dei vari strati dell'atmosfera che dona una colorazione sempre più azzurrina man mano che l'occhio umano si allontana dai soggetti in primo piano. Da Vinci non fu il primo ad accorgersene, ma fu il primo a registrare calcoli e spiegare tecniche per rendere questo effetto nella pittura.
Secondo gli ultimi studi svolti dal neuroscienziato Christopher W. Tyler della City University di Londra, la profondità che caratterizza i dipinti di Leonardo sarebbe frutto di una forma intermittente di strabismo chiamata exotropia che avrebbe consentito all'artista di passare da una visione bioculare a monoculare tanto da cogliere la tridimensionalità di volti, oggetti e paesaggi.

### Leonardo scrittore
La prosa di Leonardo è giudicata tra le migliori del Rinascimento italiano; aliena da ogni retorica, artificio e sonorità, è tutta aderente alle cose: rifacendosi al linguaggio parlato, ha colore, robustezza, concisione, in modo da dare energia e spigliatezza all'espressione.
Per Francesco Flora, Leonardo si dimostrò inventore anche nella scrittura, tanto da apparire molto più moderno rispetto tanto ai suoi predecessori che ai suoi contemporanei: «Non diremo più il Boccaccio padre della prosa italiana [...] nel suo insieme la prosa di Boccaccio tende alla sintassi lirica [...] prosa fu quella del Convivio di Dante e d'alcune cronache e trattati; ma la prosa grande, la prima prosa grande d'Italia, è da trovare negli scritti di Leonardo: la prosa più alta del primo Rinascimento, sebbene in tutto aliena dal modello umanistico e liberamente esemplata sul comune discorso».
La sua opera più importante è il Trattato della pittura, raccolta postuma curata da un allievo anonimo.

#### I manoscritti
Nella caratteristica scrittura speculare, svolta da destra a sinistra, tale da poter esser letta facilmente solo ponendo i fogli davanti a uno specchio, i manoscritti di Leonardo, dati in eredità a Francesco Melzi, pervennero dopo la morte di questi allo scultore Pompeo Leoni che, per commerciarli più facilmente, li suddivise in diversi gruppi, mutandone l'aspetto originario. Raccolti in gran parte nel XVII secolo dal conte milanese Galeazzo Arconati, furono donati alla Biblioteca Ambrosiana di Milano dalla quale furono trasferiti nel 1796 a Parigi, da dove tornò a Milano, dopo la caduta di Napoleone, il solo Codice Atlantico, mentre gli altri, per un errore dell'incaricato austriaco, rimasero all'Institut de France. Altri codici erano già da tempo finiti in Inghilterra.
Oggi esistono oltre 8000 fogli di appunti (più di 16000 pagine) con molte decine di migliaia di disegni lasciati da Leonardo, ma si ritiene che siano solo una piccola parte di ciò che ha scritto e disegnato. Alcuni pensano che abbia scritto 60000, forse 100000 pagine, ormai perdute. Ma forse qualcosa ancora esiste, sepolta in qualche antico archivio; nel 1966 per esempio sono stati trovati due nuovi codici a Madrid. Si tratta di pagine scritte quasi "di getto", tant'è vero che gli esperti di Leonardo dicono: "sembra di sentirlo parlare come da un registratore".

### Leonardo e la musica

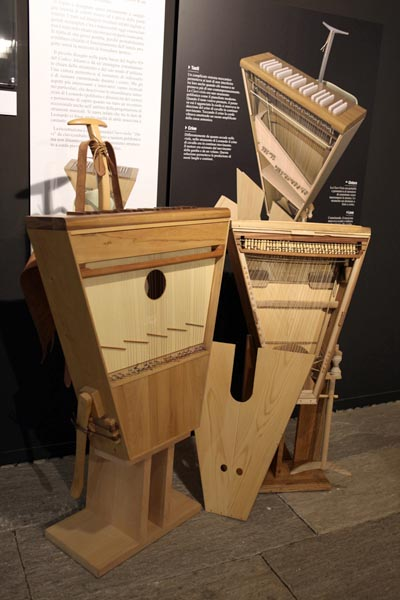
Il modello funzionante della clavi-viola suonato per la prima volta alla mostra Leonardo da Vinci's Workshop a New York nel 2009 e dal 2013 presso il Mondo di Leonardo di Milano

Leonardo teneva in grande stima la disciplina musicale. Tra le migliaia di pagine pervenuteci i progetti di carattere musicale sono moltissimi. Non si trovano solo considerazioni di carattere matematico o i semplici rebus noti ai più, ma articolati progetti di strumenti musicali del tutto inediti. I più semplici riguardano strumenti per lo più con impiego militare: tamburi meccanici di vario tipo, trainati da animali o azionati da leve mosse da suonatori. In questi progetti semplici Leonardo cerca di automatizzare, come spesso accade, il funzionamento dello strumento rendendone elementare l'utilizzo. Il più celebre tra questi è sicuramente il tamburo meccanico disegnato sul foglio 837 del Codice Atlantico.
La Lira a forma di teschio (codice Ashburnham I, f. Cr) è un altro celebre strumento disegnato da Leonardo. Si racconta che l'avesse realizzata utilizzando un teschio e, dotatala di corde, l'abbia utilizzata presentandosi al Duca di Milano. Si tratta tuttavia di testimonianze molto deboli, che non trovano un reale riscontro. I progetti musicali di Leonardo interessanti sono altri, e in particolar modo due: la viola organista (Codice Atlantico f. 586) e la clavi-viola (Codice Atlantico f. 93r). Ancora oggi esistono decine di progetti di strumenti musicali estremamente complessi progettati da Leonardo e ancora mai realizzati. Entrambi gli strumenti sono estremamente complessi e dimostrano come Leonardo non solo fosse un abile ingegnere-inventore, ma anche un profondo conoscitore dell'arte musicale. Il tentativo di progettare, inventare e realizzare strumenti completamente inediti testimonia come Leonardo intendesse contribuire in maniera fondamentale, con il suo genio, a questa arte.

## La personalità di Leonardo

### Le fattezze di Leonardo
Le fattezze di Leonardo si conoscono grazie ad un Autoritratto senile a lui attribuito, databile al 1517 circa e conservato nella Biblioteca Reale di Torino. L'opera, dalla quale derivano altri ritratti ideali, fa parte ormai dell'immaginario collettivo.
Per le fattezze di Leonardo in età giovane o matura si hanno alcune ipotesi di identificazione, in opere sue o di altri artisti, come nel giovane in piedi all'estrema destra dell'Adorazione dei Magi, nel David di Verrocchio o nella figura di Platone nella Scuola di Atene di Raffaello.
Esistono poi varie fonti che, pur senza descrivere il suo aspetto fisico in maniera precisa, parlano dei suoi modi e celebrano la sua bellezza. Ad esempio l'Anonimo Gaddiano scrisse: «[La Natura] non solo della bellezza del corpo, che molto bene gli concedette, volse dotarlo, ma di molte rare virtù volse anchora farlo maestro. [...] Era di bella persona, proportionata, gratiata et bello aspetto. portava uno pitocco rosato corto sino al ginocchio, che allora s'usavano i vestiri lunghi, haveva sino al mezo in petto una bella capellaia et anellata et ben composta».
Vasari colse invece l'aspetto docile e amorevole del suo carattere: «Egli con lo splendor dell'aria sua, che bellissima era, rasserenava ogni animo mesto, e con le parole volgeva al sì et al no ogni indurata intenzione. Egli con le forze sue riteneva ogni violenta furia. [...] Con la liberalità sua raccoglieva e pasceva ogni amico povero e ricco, pur che egli avesse ingegno e virtù. [...] Per il che ebbe veramente Fiorenza grandissimo dono nel nascere di Lionardo, e perdita più che infinita nella sua morte.»

### Presunta omosessualità

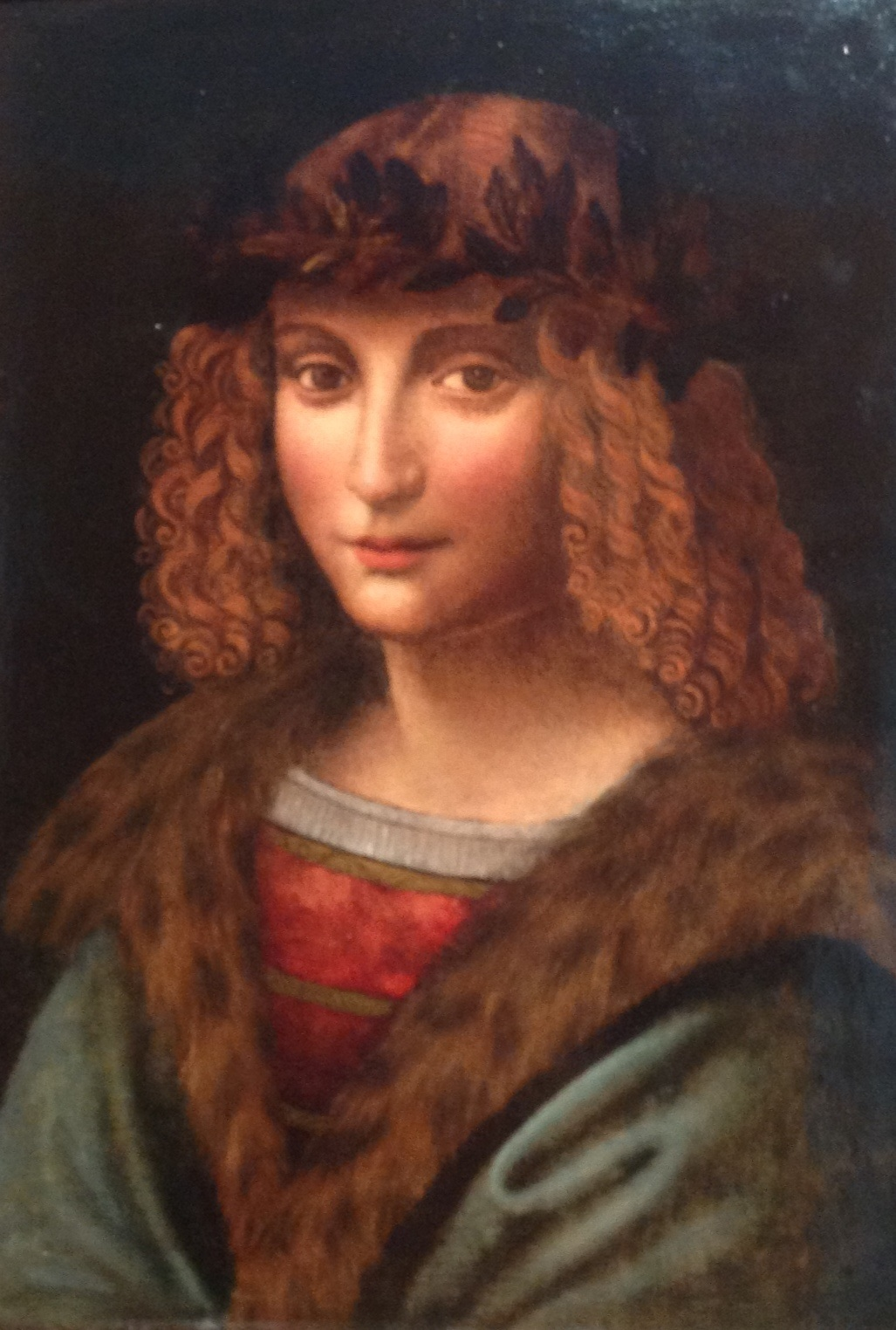
Ritratto di Gian Giacomo Caprotti, detto Salaì, di anonimo, 1495 circa, Vaduz, Fondazione Alois

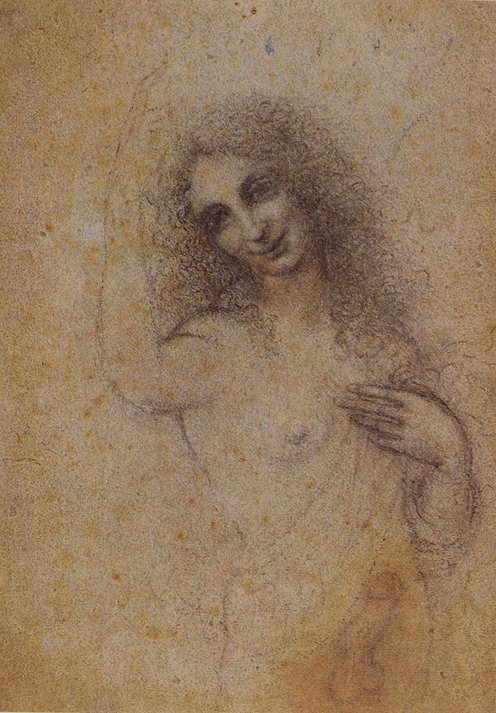
Leonardo da Vinci, Angelo incarnato, 1513-1515 circa, Collezione privata

Che Leonardo possa essere stato omosessuale è un'ipotesi che secondo alcuni studiosi sarebbe avvalorata da alcuni documenti e altri indizi, a partire dalla doppia denuncia anonima del 1476 in cui era accusato di sodomia assieme ad altri quattro giovani fiorentini, tra cui due di famiglia patrizia (un Salterelli e un Tornabuoni), che si concluse con un ammonimento. Secondo altri studiosi, le accuse che portarono al giudizio erano calunniose e create al solo fine di screditare gli interessati tramite l'accusa del reato di sodomia.
In ogni caso, non sono note relazioni di Leonardo con donne, non si sposò mai, non ebbe figli e lo stesso Vasari pubblicò accenni alla bellezza dei suoi discepoli. Secondo alcuni è controverso il rapporto con i suoi allievi Melzi e Caprotti (detto il Salaì) molto più giovani di lui e avvenenti: forse furono semplici garzoni, ma alcuni congetturano che oltre al discepolato si fosse instaurato un legame pederastico. Per quanto riguarda il comportamento sessuale di Melzi sappiamo soltanto che dopo la morte di Leonardo rientrò in patria, si sposò, ebbe otto figli e fu sempre ben considerato tra i più importanti patrizi milanesi.
Charles Nicholl (2004) asserisce che «è oramai largamente accettato che Leonardo fosse omosessuale» e considera omoerotici alcuni suoi disegni di nudi maschili, tra cui specialmente l'Angelo incarnato, che ritrae un efebo androgino dalle sembianze del Salaì in evidente erezione; tuttavia egli ritiene che Leonardo fosse «non esclusivamente» omosessuale.
Un foglio del Codice Atlantico (186v = ex 66v-b) contiene in scrittura sinistrorsa un ricordo d'infanzia di Leonardo:
Sigmund Freud, nel suo opuscolo Un ricordo d'infanzia di Leonardo da Vinci, pubblicato nel 1910, lo interpretò come fantasia di un atto sessuale orale, mentre il nibbio rappresenterebbe androginicamente la madre; dalla curiosità sessuale infantile dell'artista deriverebbe la sua curiosità artistica e scientifica mai soddisfatta e conclusa.
Da questa interpretazione data da Freud deriva, in massima parte, la teoria moderna sulla presunta omosessualità di Leonardo perché fu proprio dal saggio Un ricordo d'infanzia di Leonardo da Vinci che diversi episodi della vita di Leonardo furono rianalizzati come "prove" a favore della sua omosessualità. Tuttavia, tale interpretazione era basata su una traduzione imprecisa di Marie Herzfeld che tradusse erroneamente "nibbio" con "Geier", cioè avvoltoio. Lo stesso Freud, venuto a sapere di questo errore di traduzione, confessò il suo disappunto a Lou von Salomé perché, come ebbe a dire, considerava il proprio saggio su Leonardo come la cosa più bella che avesse mai scritto. Pertanto, l'ipotesi formulata da Freud, basata su alcuni geroglifici egizi che rappresentavano la madre come "avvoltoio", non può essere applicata al racconto di Leonardo. Carlo Vecce rileva piuttosto il valore di sogno profetico di quel ricordo d'infanzia, avente un preciso significato recepito nel Somniale Danielis («Nebio vedere significa morte de toi parenti»), e considera l'appunto come strettamente legato alla morte del padre Piero avvenuta nel 1504.
Un altro foglio del Codice Atlantico (816r = ex 297v-a) contiene la minuta frammentaria di una lettera di risposta a una «M(agnifi)ca d(onna) Cecilia», generalmente ritenuta Cecilia Gallerani, amante del Moro e ritratta da Leonardo nella Dama con l'ermellino. Per Luca Beltrami (1919) tale minuta fu scritta con la mano destra da Leonardo stesso e, per il lessico utilizzato, dimostra una «famigliarità» tra il pittore e la sua modella; Raymond S. Stites (1970) ha persino ipotizzato una relazione tra i due, ma entrambe le tesi sono superate dalla critica più moderna e specificamente da Carlo Vecce (2022), per il quale la lettera non è attribuibile a Leonardo, bensì a un letterato suo amico.

#### «Domenedio putto»
Un altro probabile increscioso episodio in cui incappò Leonardo, ancora giovanissimo allievo nella bottega del Verrocchio, fu quello a cui sembra accennare, con una certa dose di timoroso rimprovero, un oscuro appunto da lui lasciatoci:
Nella officina del Verrocchio si producevano infatti dipinti e sculture di angeli-bambini che richiamavano il personaggio mitico pagano di Cupido non solo per ornare fontane di giardini o pareti di ricche abitazioni ma anche per raffigurazioni sacre come quella per «l'altare di S. Giovanni».

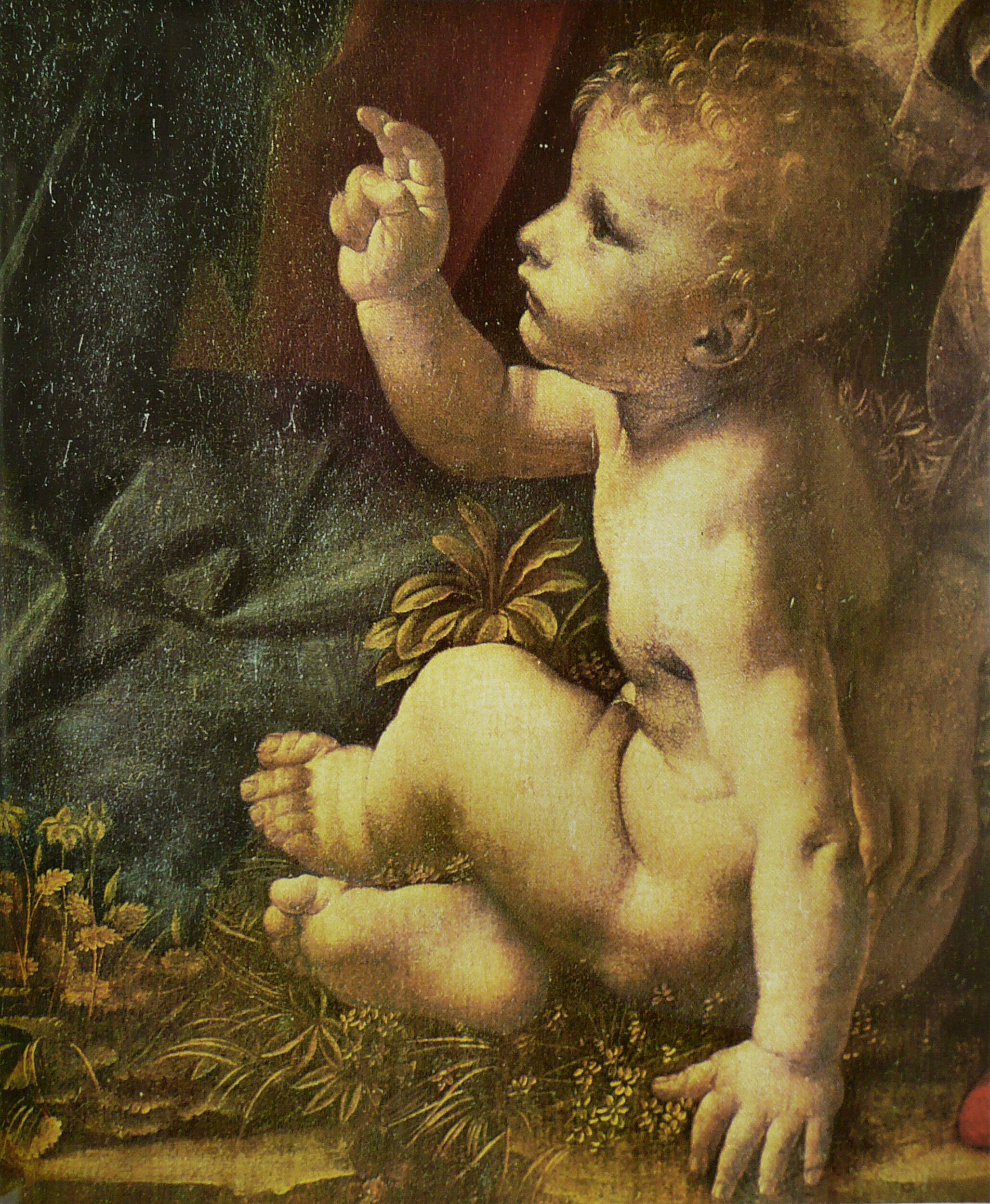
La vergine delle rocce - Dettaglio, Gesù Bambino

L'apprendista Leonardo si era esercitato dunque non solo a modellare in creta e poi in gesso teste di donne sorridenti e di putti, già di grande valore artistico secondo il Vasari, ma anche una scultura riproducente Gesù bambino come attesta Lomazzo:
Leonardo quindi, era andato oltre le regole del Libro di pittura nella raffigurazione di Gesù bambino rappresentandolo come un infante, ma anche come un «vecchio savio». Questo lo esponeva a quelle accuse di irreligiosità per cui, come riporta il suo appunto, fu messo in prigione ma, forse, confermano anche quelle più gravi relative alle imputazioni di sodomia del 1476 poiché il Maestro forse si proponeva di usare il Salai come modello, come in effetti fece per molti dipinti e schizzi, per raffigurare Gesù adulto («grande»).
Rimane comunque il dubbio sul significato di quell'appunto riguardo un'infrazione sofferta come scandalosa confermata da un'altra annotazione sullo stesso foglio dove Leonardo rimproverava sé stesso di non aver ancora imparato a destreggiarsi prudentemente tra le cose della vita:

### Irreligiosità
Se l'omosessualità di Leonardo resta incerta, con tutte le possibili disquisizioni su quanto questo possa aver influito o meno sulla sua arte, la sua irreligiosità e scetticismo sono indubbi, legati alle osservazioni del Vasari, per il quale «tanti furono i suoi capricci, che filosofando de le cose naturali, attese a intendere la proprietà delle erbe, continuando et osservando il moto del cielo, il corso della luna e gli andamenti del sole. Per il che fece ne l'animo un concetto sì eretico, che è non si accostava a qualsivoglia religione, stimando per avventura assai più lo esser filosofo che cristiano».
L'Aretino scrive che «vedendosi vicino alla morte, disputando de le cose cattoliche, ritornando nella via buona, si ridusse a la fede cristiana con molti pianti. Laonde confesso e contrito, se bene è non poteva reggersi in piedi, volse devotamente pigliare il Santissimo Sacramento fuor de 'l letto», morendo, sempre secondo il Vasari, poi nelle braccia del re Francesco I, ciò non poteva accadere in quanto Francesco I si trovava a Saint-Germain-en-Laye, vicino a Parigi, per il battesimo del figlio.
Molte sue note mostrano disprezzo verso gli uomini di Chiesa: sui preti che dicono messa: «Molti fien quelli che, per esercitare la loro arte, si vestiran ricchissimamente, e questo parrà esser fatto secondo l'uso de' grembiuli»; sulle chiese: «Assai saranno che lasceranno li esercizi e le fatiche e povertà di vita e di roba, e andranno abitare nelle ricchezze e trionfanti edifizi, mostrando questo esser il mezzo di farsi amico a Dio»; sul vendere il Paradiso: «Infinita moltitudine venderanno pubblica e pacificamente cose di grandissimo prezzo, senza licenza del padrone di quelle, e che mai non furon loro, né in lor potestà, e a questo non provvederà la giustizia umana» o anche «Le invisibili monete [le promesse di vita eterna] faran trionfare molti spenditori di quelle»; o sui conventi: «Quelli che saranno morti [i santi], dopo mille anni, fien quelli che daranno le spese a molti vivi [i frati]»; o ironizza sui riti: «Quelli che con vestimente bianche andranno con arrogante movimento minacciando con metallo e foco [il turibolo con l'incenso] chi non faceva lor detrimento alcuno» e sulla devozione delle immagini: «Parleranno li omini alli omini che non sentiranno; aran gli occhi aperti e non vedranno; parleranno a quelli e non fie lor risposto; chiederan grazie a chi arà orecchi e non ode; faran lume a chi è orbo».
Non per questo però si può dire che Leonardo fosse ateo. Al contrario, nei suoi scritti più intimi parlava spesso di Dio come se vi credesse sinceramente. Ad esempio scriveva «Tu, o Iddio, ci vendi tutti li beni per prezzo di fatica… Io t'ubbidisco, Signore, prima per l'amore che ragionevolmente ti debbo, secondariamente che sai abbreviare le vite a li omini» e ancora «La fama vola e si leva al cielo, perché le cose vertudiose sono amiche di Dio.» Inoltre considerava i pittori i «nipoti di Dio». Per questo è considerato da molti esperti un deista ante litteram.

### Leonardo "esoterico"
Leonardo è sempre stato un personaggio avvolto da un certo alone di mistero, sia per la sua singolare personalità, sia per l'incredibile poliedricità dei suoi interessi, che suscitano ancora oggi curiosità. Non mancano nel suo personaggio alcuni lati "oscuri", che possono suscitare incertezze e perplessità, come i metodi con cui riusciva a condurre le sue indagini anatomiche, o il suo approccio materiale e immanente, quasi agnostico, così anticipatore dei tempi. A ciò va aggiunta la scrittura criptica da destra a sinistra e l'abitudine, per divertimento, di inventare frasi in codice, anagrammi e rebus.
Questi e altri elementi hanno costituito un immenso serbatoio da cui attingere per rileggere la sua vicenda umana, oltre che artistica e intellettuale, secondo nuove interpretazioni, a volte veri e propri travisamenti o strumentalizzazioni che poco hanno a che fare col senso autentico della sua complessa personalità. Il caso più eclatante ed emblematico resta senz'altro il romanzo Il codice da Vinci di Dan Brown, col suo clamoroso successo editoriale e mediatico in tutto il mondo. In esso, tra enigmi, omicidi e un fitto intreccio di storia, esoterismo, arte e teologia, si narra di un segreto sconvolgente per la Cristianità tramandato nei secoli da una sorta di società segreta, il Priorato di Sion, ma tenuto occulto dalle gerarchie ecclesiastiche e, negli ultimi tempi, dall'Opus Dei. Tale segreto riguarderebbe la natura umana di Cristo, il suo matrimonio con Maria Maddalena (simboleggiata essa stessa dal Graal) e l'esistenza di una loro progenie. Tra fatti storici realmente avvenuti e altri di pura fantasia, si sostiene che Leonardo abbia rivestito la carica di Gran Maestro del Priorato, celando in alcune sue opere, tramite allusioni e messaggi in codice, una serie di riferimenti alla sua partecipazione attiva e al segreto.
Tra le varie opere scelte da Dan Brown ci sono la Gioconda e il Cenacolo: il primo nasconderebbe un autoritratto del pittore in vesti femminili, il secondo sarebbe una rappresentazione del "segreto", con san Giovanni che andrebbe identificato come la Maddalena. Nonostante le infinite polemiche generate dal libro, per le discutibili ricostruzioni storiche e documentali e per gli ingenui errori iconografici, la curiosità e l'attenzione quasi maniacale generata su quasi tutto ciò che riguarda Leonardo ha avuto tutto sommato il merito di portare sotto i riflettori il genio di Vinci, con mostre, convegni, inchieste e documentari passati su tutti i media del mondo.

#### Leonardo e la Sacra Sindone
Secondo alcuni studiosi Leonardo sarebbe l'autore della Sindone di Torino. Per Vittoria Haziel, sarebbe stata disegnata usando un ferro arroventato su una tela antica, con un autoritratto per il volto. La tecnica, sempre secondo la Haziel, ricorda lo sfumato leonardesco. La Haziel ha anche pubblicato, nel 1998, un libro al riguardo, La Passione Secondo Leonardo. Anche un'artista americana, Lillian Schwartz, sostiene che la Sindone sia un autoritratto di Leonardo. La Schwartz ha usato delle immagini computerizzate per sostenere la somiglianza della Sindone con gli autoritratti di Leonardo. La Schwartz è la pittrice che negli anni ottanta sostenne essere anche la Gioconda un autoritratto di Leonardo. Tuttavia, secondo John Jackson, direttore di un centro studi sulla Sacra Sindone negli Stati Uniti, l'ipotesi del falso di Leonardo sarebbe infondata: egli sostiene infatti che esiste un medaglione commemorativo, risalente alla metà del XIV secolo e conservato al Museo di Cluny, per cui la prima notizia sulla Sindone precederebbe di circa 100 anni la nascita di Leonardo.

### Mancinismo
Si sostiene anche che Leonardo da Vinci fosse probabilmente nato mancino e che, secondo i pregiudizi della sua epoca sull'uso della mano sinistra, fu corretto. L'utilizzo della mano sinistra non era visto di buon occhio, anzi: la mano sinistra era considerata la "mano del diavolo", e i mancini erano giudicati come degli "invertiti" e dei "rovesciati". I bambini erano costretti, anche con punizioni corporali, a scrivere con la mano destra. Ma già Luca Beltrami, in seguito all'analisi di molte scritte destrorse contenute nel Codice Atlantico e in precedenza considerate altrui in base alla convinzione che Leonardo fosse mancino, lo ritenne invece ambidestro. Recenti studi condotti dalla storica dell'arte Cecilia Frosinini hanno confermato che Leonardo fosse ambidestro e che scrivesse preferibilmente con la mano sinistra, ma anche con la destra:

### La biblioteca di Leonardo
Secondo le stime degli studiosi alla morte di Leonardo la sua biblioteca comprendeva oltre centocinquanta volumi. Nonostante la progressiva dispersione dei libri (già cominciata in seguito al trasferimento di Francesco Melzi, a cui il Maestro aveva donato la biblioteca, da Amboise a Vaprio d'Adda nell'agosto 1519 e proseguita dopo che gli eredi del Melzi vendettero tutto il patrimonio lasciatogli dal padre) è possibile tracciare la fisionomia della biblioteca vinciana sulla base degli indizi che l'autore stesso ha lasciato nei propri manoscritti; i copiosi riferimenti riscontrabili negli appunti del Maestro testimoniano, infatti, un dialogo fitto e costante coi libri e, più in generale, con la cultura antica, medievale e coeva. A causa dei suoi numerosi spostamenti Leonardo stilò, inoltre, dei veri e propri inventari dei volumi da lui posseduti. Tali elenchi sono oggi conservati in tre manoscritti: il primo, risalente alla fine degli anni ottanta del '400, è contenuto nel Codice Trivulziano (carta 2 recto); il secondo, del 1495, è contenuto all'interno del Codice Atlantico (carta 559 recto); il terzo, della fine del 1503, lo si trova all'interno del Codice di Madrid (carte 2 verso e 3 recto).

### Altri aspetti
Il Vasari riferisce della sua generosità, della sua grandezza d'animo e del suo orgoglio: «andando al banco per la provvisione ch'ogni mese da Pier Soderini soleva pigliare, il cassiere gli volse dare certi cartocci di quattrini, ed egli non li volse pigliare, rispondendogli: "Io non sono dipintore da quattrini"»; della piacevolezza della sua conversazione e del suo amore per gli animali: «spesso passando dai luoghi dove si vendevano uccelli, di sua mano cavandogli di gabbia, e pagatogli a chi li vendeva il prezzo che n'era chiesto, li lasciava in aria a volo, restituendogli la perduta libertà». E questa sua compassione e tenerezza nei confronti degli animali si lega alla notizia, riferita da Andrea Corsali, sul fatto che Leonardo fosse vegetariano.
Dai suoi scritti traspare, però, l'immagine di un uomo molto meno socievole di quello che l'agiografia vasariana voglia imporre: «se tu sarai solo, tu sarai tutto tuo, e se sarai accompagnato da un solo compagno, sarai mezzo tuo, e tanto meno quanto sarà maggiore la indiscrezione della sua pratica. E se sarai con più, cadrai di più in simile inconveniente» e altrove scrive ancora che «salvatico è quel che si salva» e in tante parti dei suoi manoscritti appare la sfiducia e il pessimismo nei confronti della "umana spezie". Le sue ricerche e i suoi lavori erano infatti preferibilmente espletati in solitudine, come ricorda la vivace descrizione del maestro all'opera al Cenacolo di Matteo Bandello nella sua novella LVIII. Non era solito seguire regole rigide o abitudini prefissate, preferendo assecondare l'estro e l'ispirazione del momento. La sua ricerca quasi maniacale della perfezione, con infiniti ritocchi e modifiche (come avvenne per la Gioconda) derivano dalla sua convinzione per cui la pittura, a differenza della musica, è destinata a restare e non a esaurirsi nella singola esibizione: «la pittura non muore immediate dopo la sua creazione come fa la musica, ma lungo tempo darà testimonianza dell'ignoranza tua [...] ma se studierai [...] tu lascerai opere che ti daranno più onore che la pecunia».
Ben presto però Leonardo si renderà conto che quella sua ansia di perfezione lo porterà alla sconfitta e al fallimento che egli non vorrà mai accettare studiando e "inventando" nuovi metodi di pittura e colori come quelli usati per la Battaglia di Anghiari, quando il dipinto non si asciugava e i colori si liquefacevano per il calore dei grandi bracieri usati allo scopo o per il "nuovo" sistema per la pittura affresco, che permettesse le correzioni successive dell'artista, sperimentato con l'Ultima cena, l'opera che appena finita cominciò a creparsi.
Considerato per la vastità dei suoi interessi la massima e irripetibile manifestazione del Rinascimento, Leonardo, non legato a nessuna città, Stato o principe, è un esempio del cosmopolitismo degli intellettuali italiani.

## La fortuna critica del pittore
La fortuna critica del pittore è stata immediata e non ha mai subito oscuramenti. Già per il Vasari «volle la natura tanto favorirlo, che dovunque e' rivolse il pensiero, il cervello e l'animo, mostrò tanta divinità nelle cose sue che nel dare la perfezione di prontezza, vivacità, bontade, vaghezza e grazia nessun altro mai gli fu pari». Non a caso lo storico aretino gli ascrisse l'avvio della "Maniera moderna", ponendolo all'inizio della terza parte delle Vite. Per il Lomazzo «Leonardo nel dar il lume mostra che habbi temuto sempre di non darlo troppo chiaro, per riservarlo a miglior loco et ha cercato di far molto intenso lo scuro, per ritrovar li suoi estremi. Onde con tal arte ha conseguito nelle facce e corpi, che ha fatto veramente miracoli, tutto quello che può far la natura. Et in questa parte è stato superiore a tutti, tal che in una parola possiam dire che 'l lume di Leonardo sia divino».

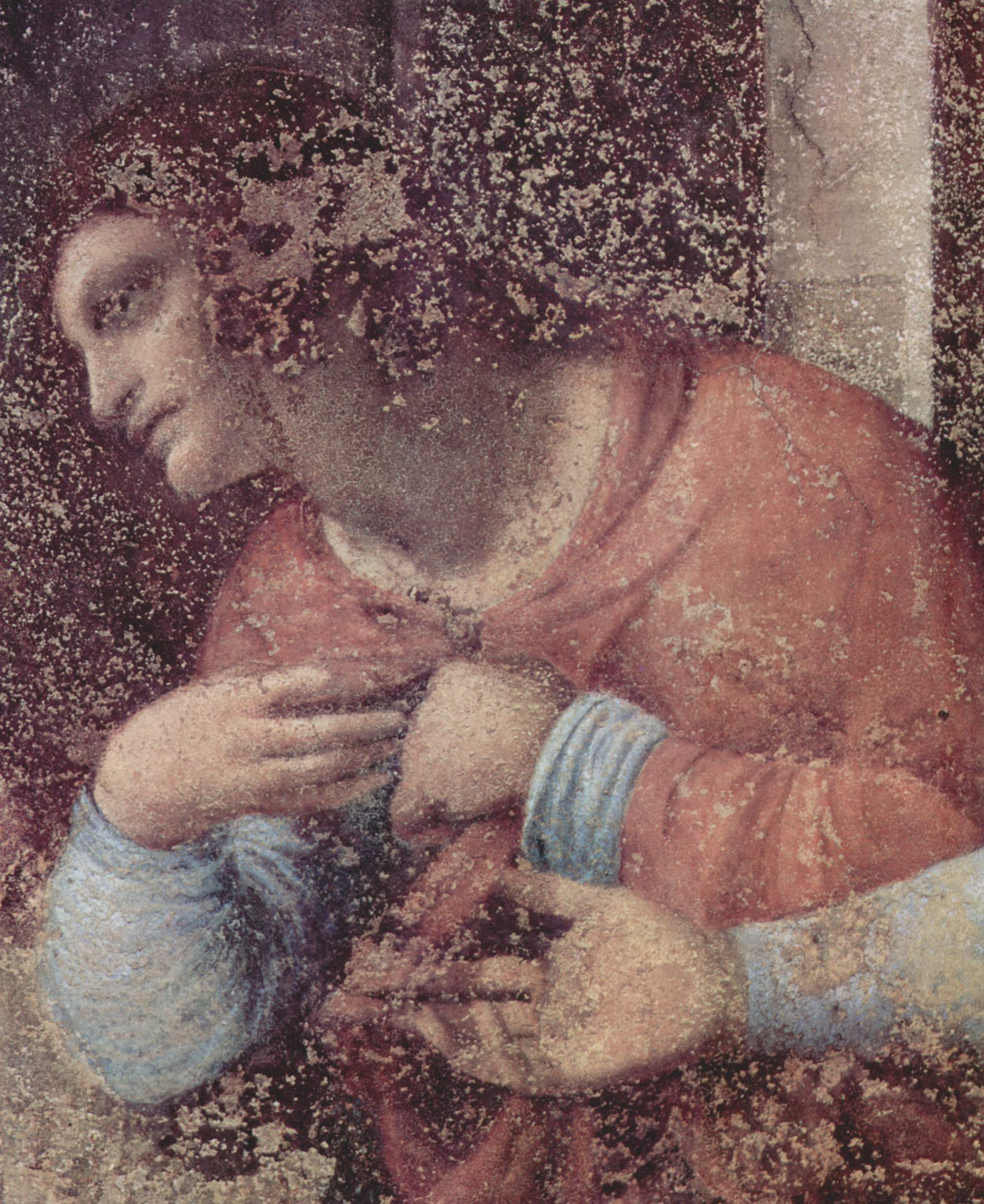
L'ultima cena (particolare)

Per Goethe, «Leonardo si rivela grande soprattutto come pittore. Regolarmente e perfettamente formato, appariva, nei confronti della comune umanità, un esemplare ideale di essa. Come la chiarezza e la perspicacia dell'occhio si riferiscono più propriamente all'intelletto, così la chiarezza e l'intelligenza erano proprie dell'artista. Non si abbandonò mai all'ultimo impulso del proprio originario impareggiabile talento e, frenando ogni slancio spontaneo e casuale, volle che ogni proprio tratto fosse meditato e rimeditato».
Per il pittore Delacroix, Leonardo «giunge senza errori, senza debolezze, senza esagerazioni e quasi di un balzo a quel naturalismo giudizioso e sapiente, lontano del pari dall'imitazione servile e da un ideale vuoto e chimerico. Cosa strana! Il più metodico degli uomini, colui che fra i maestri del suo tempo si è maggiormente occupato dei metodi di esecuzione, che li ha insegnati con tanta precisione che le opere dei suoi migliori allievi sono sempre confuse con le sue, quest'uomo, la cui maniera è così tipica, non ha retorica. Sempre attento alla natura, consultandola senza tregua, non imita mai sé stesso; il più dotto dei maestri è anche il più ingenuo e nessuno dei suoi emuli, Michelangelo e Raffaello, merita quanto lui tale elogio».
Scrive Hippolyte Taine che «non c'è forse al mondo un esempio di genio così universale, inventivo, incapace di contentarsi, avido di infinito e naturalmente raffinato, proteso in avanti, al di là del suo secolo e di quelli successivi. Le sue figure esprimono una sensibilità e uno spirito incredibili; traboccano di idee e di sensazioni inespresse. Vicino a esse, i personaggi di Michelangelo non sono che atleti eroici; le vergini di Raffaello non sono che placide fanciulle, la cui anima addormentata non ha vissuto. Le sue sentono e pensano con ogni tratto del viso e della fisionomia; ci vuole un certo tempo per stabilire un dialogo con loro: non che il sentimento che esse esprimono sia troppo poco definito; al contrario, esso scaturisce dall'intero aspetto, ma è troppo sottile, troppo complicato, troppo al fuori e al di là del comune, impenetrabile e inesplicabile. L'immobilità e il silenzio di esse lasciano indovinare due o tre pensieri sovrapposti, e altri ancora, celati dietro quello più lontano; s'intravede confusamente questo mondo intimo e segreto, come una delicata vegetazione sconosciuta sotto la profondità di un'acqua trasparente».
Per il Wölfflin, «è il primo artista che abbia studiato sistematicamente le proporzioni nel corpo degli uomini e degli animali e si sia reso conto dei rapporti meccanici, nell'andare, nel salire, nel sollevare pesi e nel portare oggetti; ma anche quello che ha scoperto le più lontane caratteristiche fisionomiche, meditando coordinatamente sopra l'espressione dei moti dell'animo. Il pittore è per lui il chiaro occhio del mondo, che domina tutte le cose visibili».

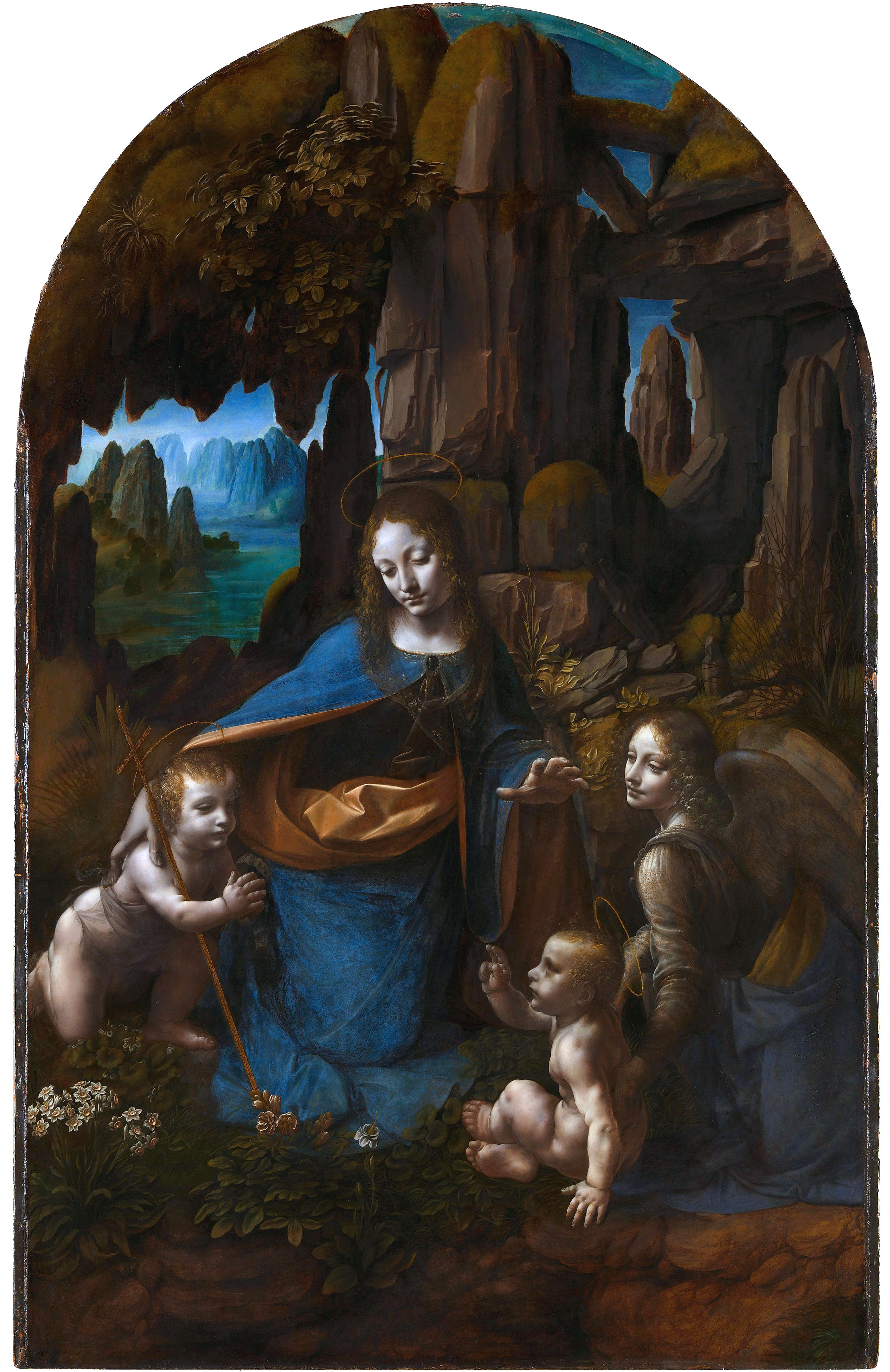
La Vergine delle rocce

Per Octave Sirén Leonardo «fu fiorentino fino al midollo, benché più sagace, più duttile, più intelligente dei suoi predecessori. Più tardi s'interessò ai problemi pittorici via via che andava approfondendo quelli scientifici; dal che deriva la presenza, nella sua arte, di tendenze nuove e di tratti sconosciuti ai suoi contemporanei. Il passaggio dai dettagli precisi, dai contorni netti, alle gradazioni del chiaroscuro, alla corposità dello sfumato, riassume una tendenza generale nella pittura del Rinascimento; ma ciò che attorno a Leonardo non si attuò prima di due o tre generazioni, in lui divenne maturo nello spazio di venti o trent'anni».
Per Emilio Cecchi, «da lui ebbe origine una pittura d'intensità insuperata, dove il rude chiaroscuro e luminismo di Masaccio è genialmente dedotto in una quantità di espressione plastica che, se ancora una volta dobbiamo richiamarci al ricordo della Grecia, non si può confrontare che alla grazia misteriosa e sublime della scultura prassitelica».
Per André Chastel, premessa la precarietà e l'ambiguità della stessa vita umana, il «senso di una posizione ambigua dell'uomo tra l'orribile e lo squisito, fra il certo e l'illusorio, si è accentuato in Leonardo con gli anni: c'è nella sua opera pittorica uno sviluppo parallelo del chiaroscuro. Il principio di esso era anzitutto l'interesse del contrasto che valorizza i termini opposti [...] egli si è dunque compiaciuto di far scivolare insensibilmente le dolci luci nelle ombre deliziose, risolvendo in questo modo il conflitto fra disegno e modellato [...] Dichiarando che, come Giotto e Masaccio, si deve essere unicamente figli della natura, egli intende affermare che tutti i problemi della pittura, a tutti i gradi, devono essere ripensati integralmente. Lo sfumato risolve le difficoltà del disegno e ottiene l'unità delle forme entro lo spazio avvolgendole nell'atmosfera».
Per l'Argan, infine, in Leonardo «tutto è immanenza. L'esperienza della realtà deve essere diretta, non pregiudicata da alcuna certezza a priori: non l'autorità del dogma e delle scritture, non la logica dei sistemi filosofici, non la perfezione degli antichi. Ma la realtà è immensa, possiamo coglierla solo nei fenomeni particolari [...] e il fenomeno vale quando, nel particolare, manifesta la totalità del reale». Se nell'arte di Michelangelo predomina il sentimento morale, per cui dalla natura occorre riscattare la nostra esistenza spirituale con la quale siamo legati a Dio, in Leonardo predomina il sentimento della natura, «quello per cui sentiamo il ritmo della nostra vita pulsare all'unisono con quello del cosmo».

## Elenco delle opere
Non vi è certezza sull'attribuzione di tutti i dipinti di Leonardo. Su una quindicina di essi l'attribuzione è pressoché universale, altri sono semplicemente stati realizzati a più mani (specie le prime opere di Leonardo, nel periodo in cui lavorava "a bottega" dal Verrocchio). Di altre, fino ad ora attribuite ad altri artisti, recentemente gli studiosi propendono per l'attribuzione al maestro. L'elenco di alcuni disegni nella lista delle opere è puramente indicativo e incompleto: si basa sulla selezione di Milena Magnano.

### Gioventù a Firenze
- Madonna Dreyfus (Madonna della melagrana), 1469-1470, olio su tavola, 15,7×12,8 cm, Washington, National Gallery of Art (attribuita anche a Lorenzo di Credi o opera di collaborazione)
- Tobiolo e l'angelo, 1470-1475 circa, tempera su tavola, 84×66 cm, Londra, National Gallery (opera di Andrea del Verrocchio con alcune parti attribuite a Leonardo)
- Studio di manica per l'Annunciazione, 1470-1473, disegno a sanguigna su carta, 8,5×9,5 cm, Oxford, Christ Church Picture Gallery
- Testa di donna, 1470-1476, disegno a penna, inchiostro e pigmento bianco su carta, 28,2×19,9 cm, Firenze, Gabinetto dei disegni e delle stampe
- Studio di drappeggio per una figura seduta, 1470-1484 circa, pennello e tempera grigia su tela grigia, 26,6×23,3 cm, Parigi, Cabinet des Dessins
- Annunciazione, 1472-1475 circa, tempera e olio su tavola, 98×217 cm, Firenze, Galleria degli Uffizi
- Paesaggio con fiume, 1473, disegno su carta, 19×28,5 cm, Firenze, Gabinetto dei disegni e delle stampe
- Madonna del Garofano, 1473 circa, olio su tavola, 62×47,5 cm, Monaco di Baviera, Alte Pinakothek (attribuzione recente, ma "storicamente" assegnata dal Verrocchio)
- Studio di mani, 1474 circa, punta d'argento e lumeggiature di biacca su carta preparata in tinta rosa, 21,4×15 cm, Windsor, Royal Library
- Ritratto di Ginevra de' Benci, 1474 circa, olio e tempera su tavola, 38,8×36,7 cm, Washington, National Gallery of Art
- Profilo di capitano antico, 1475 circa, punta d'argento su carta preparata, 28,5×20,7 cm, Londra, British Museum
- Battesimo di Cristo, 1475-1478, olio e tempera su tavola, 177×151 cm, Firenze, Galleria degli Uffizi, (collaborazione col Verrocchio e altri)
- Annunciazione, 1475-1478 circa, tempera su tavola, 16×60 cm, Parigi, Museo del Louvre (attribuzione contesa con Lorenzo di Credi)
- Corpo di Bernardo Baroncelli impiccato, 1478, disegno, Bayonne, Musée Bonnat
- Studio, 1478-1480, disegno a penna e inchiostro su carta, Londra, British Museum
- Studio per Madonna con ciotola di frutta, 1478 circa, disegno a punta d'argento, penna e inchiostro su carta, 35,8×25,2 cm (facsimile), Firenze, Gabinetto dei Disegni e delle Stampe
- Madonna Benois, 1478-1482, olio su tavola trasportato su tela, 48×31 cm, San Pietroburgo, Ermitage
- Martirio di san Sebastiano, 1478-1483, disegno a penna e inchiostro su carta (19,3 × 13 cm), Francia, privato
- San Girolamo, 1480 circa, olio su tavola, 103×75 cm, Città del Vaticano, Pinacoteca vaticana
- Lorenzo de' Medici, 1480 circa, disegno a penna e inchiostro su carta, 7,3×4,9 cm, Castello di Windsor, Royal Library
- Studi di dispositivi di difesa, 1480 circa, disegno, Milano, Biblioteca Ambrosiana
- Studi di strumenti idraulici, 1480 circa, disegno, Milano, Biblioteca Ambrosiana
- Studio di fiori, 1480-1481, disegno, Venezia, Galleria dell'Accademia
- Schizzo per la Madonna del gatto, 1480-1481, disegno, Londra, British Museum
- Studio prospettico per l'Adorazione dei Magi, 1481 circa, disegno, Firenze, Gabinetto dei Disegni e delle Stampe
- Studio per l'Adorazione dei Magi, 1481 circa, disegno, Parigi, Cabinet des Dessins
- Adorazione dei Magi, 1481-1482, olio su tavola, 246×243 cm, Firenze, Galleria degli Uffizi

### Primo soggiorno a Milano
- Monumento equestre a Francesco Sforza, 1482-1493, opera incompiuta di cui esisteva un modello colossale del cavallo in terracotta, già a Milano, Corte Vecchia, distrutto
- Studio di orso che cammina, 1483-1485, disegno a punta metallica su carta preparata a tinta marrone e luce rosa, 10,3×13,4 cm, Castello di Windsor, Royal Library
- Gola rocciosa con anatre, 1482-1485 circa, disegno a penna e inchiostro su carta, 22×15,8 cm, Castello di Windsor, Royal Library
- Presunto studio per l'angelo della Vergine delle Rocce, 1483-1485, disegno, Torino, Biblioteca Reale
- Studi per la Vergine delle Rocce, 1483 circa, disegno, Venezia, Gallerie dell'Accademia
- Vergine delle Rocce, 1483-1486, olio su tavola trasportato su tela, 199×122 cm, Parigi, Museo del Louvre
- Ritratto di musico, 1485 circa, olio su tavola, 44,7×32 cm, Milano, Pinacoteca Ambrosiana
- Studio per il monumento a Francesco Sforza, 1485 circa, disegno, Castello di Windsor, Royal Library
- Vite aerea, 1487 circa, disegno, Parigi, Bibliothèque de l'Institut de France
- Progetto per la copertura per crociera del Duomo di Milano, 1487-1488, disegno, Milano, Biblioteca Ambrosiana
- Studio per macchina da guerra (Carri falcati), 1487-1490, disegno, Torino, Biblioteca Reale
- Dama con l'ermellino, 1488-1490 circa, olio su tavola, 54,8×40,3 cm, Cracovia, Museo nazionale di Cracovia
- Idea per la figura di san Pietro nell'Ultima Cena, 1488-1490 circa, disegno, Vienna, Graphische Sammlung Albertina
- Studio per il Cenacolo, 1488-1490 circa, disegno, Venezia, Gallerie dell'Accademia
- Studio per il Cenacolo, 1488-1490 circa, Parigi, Cabinet des Dessins
- Sezione di cranio, 1489 circa, disegno, Castello di Windsor, Royal Library
- Studio di testa femminile, 1490 circa, punta metallica su carta preparata in tinta verdastra, 18×16,8 cm, Parigi, Cabinet des Dessins
- Uomo vitruviano, 1490 circa, matita e inchiostro su carta, 34×24 cm, Venezia, Gallerie dell'Accademia
- Studio delle gambe anteriori di un cavallo, 1490 circa, disegno, Torino, Biblioteca Reale
- Figure geometriche e disegno botanico, 1490 circa, disegno, Parigi, Bibliothèque de l'Institut de France
- Raggi luminosi attraverso uno spiraglio angolare, 1490-1491, disegno, Parigi, Bibliothèque de l'Institut de France
- Belle Ferronnière, 1490-1495 circa, olio su tavola, 63×45 cm, Parigi, Museo del Louvre
- Progetto per l'armatura di fusione della testa del cavallo, 1491-1493 circa, disegno, Madrid, Biblioteca Nacional de España
- Foglio manoscritto per il monumento Sforza, 1493 circa, disegno a penna e inchiostro su carta, Madrid, Biblioteca Nacional de España
- Studio di rapporto sessuale e dell'organo sessuale maschile, 1492 circa, disegno a penna e inchiostro su carta, 27,3x20,2 cm, Castello di Windsor, Royal Library
- Emblema degli Sforza, 1492-1494, disegno, Parigi, Bibliothèque de l'Institut de France
- Vergine delle rocce, 1494-1508, olio su tavola, 189,5×120 cm, Londra, National Gallery
- Testa di Cristo, 1494 circa, gessetto e pastello su carta, 40×32 cm, Milano, Pinacoteca di Brera
- Capelli, nastri, oggetti per mascherare, 1494 circa, disegno, Londra, Victoria and Albert Museum
- Cacciatore di ermellino, 1494 circa, disegno a penna e inchiostro marrone su tracce di gessetto nero su carta, 9,1 cm, Cambridge, Fitzwilliam Museum
- Studio di testa virile, 1494 o 1499, disegno, Torino, Biblioteca Reale
- Progetto per un dispositivo, 1494-1496 circa, disegno, Madrid, Biblioteca Nacional de España
- Ultima Cena, 1494-1498, olio su parete, 460×880 cm, Milano, Refettorio di Santa Maria delle Grazie
- Ritratto di una Sforza, 1495 circa, gesso e inchiostro su pergamena, 33×23 cm, Canada?, collezione privata
- Schizzo di tre figure di profilo, 1495 circa, disegno, Firenze, Gabinetto dei disegni e delle stampe
- Vecchio e giovane affrontati, 1495 circa, disegno, Milano, Biblioteca Trivulziana
- Ritratti dei duchi di Milano con i figli, 1497, tempera e olio su parete, 90 cm circa di base ciascuno, Milano, Refettorio di Santa Maria delle Grazie
- Schizzo di borsetta da signora, 1497, disegno, Milano, Biblioteca Ambrosiana
- Intrecci vegetali con frutti e monocromi di radici e rocce, 1498 circa, tempera su intonaco (ripassata in età moderna), Milano, Castello Sforzesco, Sala delle Asse
- Ritratto di Beatrice d'Este

### Periodo errabondo
- Studio per il Ritratto d'Isabella d'Este, 1499 circa, disegno, Firenze, Gabinetto dei disegni e delle stampe
- Ritratto di Isabella d'Este, 1500 circa, 63×46 cm, sanguigna e pastello su carta, Parigi, Museo del Louvre
- Tempesta su un paesaggio, 1500 circa, disegno a sanguigna su carta, 20×15 cm, Firenze, Gabinetto dei disegni e delle stampe
- Bosco di betulle, 1500 circa, disegno a sanguigna su carta, 19,3×15,3 cm, Firenze, Gabinetto dei disegni e delle stampe
- Studio per la Madonna dei Fusi (?), 1501 circa, disegno a sanguigna e punta d'argento su carta preparata in tinta rosa, 25,7×20,3 cm, Venezia, Gallerie dell'Accademia
- Madonna dei Fusi, 1501 circa, olio su tavola trasferito su tela e incollato su tavola, 50,2×36,4 cm, New York, collezione privata
- Madonna dei Fusi, 1501 circa, olio su tavola, 48,3×36,9 cm, Edimburgo, deposito del duca di Buccleuch alla National Gallery of Scotland
- Paesaggio presso Pisa, 1502-1503 circa, disegno a sanguigna su carta, 21,1×15 cm, Madrid, Biblioteca Nacional de España
- Bastione a stella con indicazione delle troniere rivolte verso un cavedio circolare, 1502-1503, disegno, Milano, Biblioteca Ambrosiana
- Piazzaforte poligonale, 1502-1503 circa, disegno, Milano, Biblioteca Ambrosiana
- Studio per la Vergine e sant'Anna, 1501 circa, disegno, Venezia, Galleria dell'Accademia
- Studio per la Vergine e sant'Anna, 1501 circa, disegno, Parigi, Cabinet des Dessins
- Testa di Leda, 1503-1507 circa, disegno a gessetto nero, penna e inchiostro su carta, Castello di Windsor, Royal Library
- Studi di Leda e di un cavallo, 1503-1507, disegno a gessetto nero, pennello e inchiostro su carta, Castello di Windsor, Royal Library
- Leda inginocchiata e il cigno, 1503-1507 circa, disegno a penna e inchiostro e acquerello su gessetto nero su carta, 16×13,9 cm, Chatsworth, collezioni del duca di Devonshire
- Studio per Leda inginocchiata, 1503-1507 circa, disegno a gessetto nero, penna e inchiostro su carta, Rotterdam, Museum Boijmans Van Beuningen
- Studio per Sant'Anna, la Vergine e il Bambino, 1503-1517 circa, disegno a gessetto nero, sfumato e biacca su carta, 23×24,5 cm, Parigi,Museo del Louvre
- Studio per il cartone di Burligton-House, 1503-1510 circa, disegno a carboncino, penna e pennello su carta, 26×19,7 cm, Londra, British Museum
- Cartone di sant'Anna, 1503-1510 circa, gessetto nero, biacca e sfumino su carta, 141,5×104,6 cm, Londra, National Gallery
- Gioconda, 1503-1514, olio su tavola, 77×53 cm, Parigi, Museo del Louvre
- Studi anatomici, 1504-1506, disegno a penna su carta preparata in tinta rossa, 25,3×19,7 cm, Torino, Biblioteca Reale
- Cavaliere al galoppo e altre figure, 1503-1504, disegno a sanguigna su carta, 16,8×24 cm, Castello di Windsor, Royal Library
- Studio di proporzioni per la Battaglia di Anghiari: fanti e cavalieri, 1503-1504, disegno, Venezia, Gallerie dell'Accademia
- Studio della testa di un guerriero per la Battaglia d'Anghiari, 1504 circa, disegno, Budapest, Museo di belle arti
- Battaglia di Anghiari, 1505 circa, pittura murale, Firenze, Palazzo Vecchio, Salone dei Cinquecento, perduto
- Testa di Leda, 1505-1510 circa, gessetto rosso su carta preparata rossa, 20×15,7 cm, Milano, Castello Sforzesco
- Leda col cigno, 1505-1510 circa (perduto, di esso ne furono fatte diverse copie da altri artisti)

### Gli ultimi anni
- Mirtillo palustre, 1506 circa, disegno, Castello di Windsor, Royal Library
- Studio di gambe d'uomo e di cavallo, 1506-1507, disegno a penna, inchiostro e sanguigna su carta preparata in tinta rossa, 28,5×20,5 cm, Castello di Windsor, Royal Library
- Studio per il monumento al Maresciallo Trivulzio, 1507 circa, disegno, Castello di Windsor, Royal Library
- Scapigliata, 1508 circa, ambra inverdita e biacca su tavola, 24,7×21 cm, Parma, Galleria nazionale
- Osservatore che guarda attraverso un modello vitreo di occhio umano, 1508-1509, disegno, Parigi, Bibliothèque de l'Institut de France
- San Giovanni Battista, 1508-1513, olio su tavola, 69×57 cm, Parigi, Museo del Louvre
- Studi anatomici (laringe e gamba), 1510, disegno, Castello di Windsor, Royal Library
- Studi di bambino, 1510 circa, disegno a gesso su carta, Firenze, Gabinetto dei disegni e delle stampe
- Testa di donna, 1510 circa, disegno a gesso su carta, Castello di Windsor, Royal Library
- Sant'Anna, la Vergine e il Bambino con l'agnellino, 1510-1513, olio su tavola, 168×112 cm, Parigi, Museo del Louvre
- Bacco, 1510-1515, olio su tavola trasportato su tela, 177×115 cm, Parigi, Museo del Louvre
- Caustiche di riflessione, 1510-1515, disegno, Londra, British Museum
- Canale da navigare tra il lago di Lecco e il Lambro, 1513 circa, disegno, Milano, Biblioteca Ambrosiana
- Studi di geometria, 1513 circa, disegno, Milano, Biblioteca Ambrosiana
- Studi di cavalli, 1513-1515, disegno a penna, inchiostro e gesso nero su carta, 29,8×21,2 cm, Castello di Windsor, Royal Library
- Studi di gatti, draghi e altri animali, 1513-1515, disegno a penna, inchiostro e gesso nero su carta, 27,1×20,4 cm, Castello di Windsor, Royal Library
- Studi per Civitavecchia, 1514 circa, disegno, Milano, Biblioteca Ambrosiana
- Studio di tre figure danzanti, 1515 circa, disegno, Venezia, Gallerie dell'Accademia
- Autoritratto, 1515 circa, sanguigna su carta, 33,5×21,3 cm, Torino, Biblioteca Reale
- Allegoria con volpe e aquila, 1516 circa, sanguigna su carta, 17×28 cm, Castello di Windsor, Royal Library
- Diluvio universale sopra una città, 1517-1518, disegno a gessetto nero su carta, 16,3×21 cm, Castello di Windsor, Royal Library
- Catastrofe naturale, 1517-1518, disegno a gessetto nero, penna e inchiostro su carta, 16,2×20,3 cm, Castello di Windsor, Royal Library

### Altri disegni di datazione incerta
- Disegno di Madonna, Parigi, Cabinet des Dessins
- Testa di bimbo, Parigi, Cabinet des Dessins
- Giovane uomo, Parigi, Cabinet des Dessins
- Testa di donna, Firenze, Gabinetto dei disegni e delle stampe
- Studio di Madonna col Bambino, Firenze, Gabinetto dei disegni e delle stampe
- Testa di Madonna, Castello di Windsor, Royal Library
- Vecchio seduto, Castello di Windsor, Royal Library
- Studio delle proporzioni della testa e degli occhi, Torino, Biblioteca Reale
- Studio di torso femminile, Milano, Biblioteca Ambrosiana
- Cuore e vasi sanguigni, Milano, Biblioteca Ambrosiana
- Studio di torso e braccia, Milano, Biblioteca Ambrosiana
- Studio di granchi, Colonia, Wallraf-Richartz Museum
- Studio di vecchio, Roma, Istituto centrale per la grafica
- Caricature, Venezia, Gallerie dell'Accademia
- Testa di vecchio, Venezia, Gallerie dell'Accademia

### Copie da originali perduti di Leonardo
- Giovanni Antonio Boltraffio, Madonna Litta, 1490-1491, tempera su tavola, 42×33 cm, San Pietroburgo, Ermitage
- Francesco Melzi?, Leda col cigno, 1505-1508 circa, olio e resine su tavola, 130×77,5 cm, Firenze, Galleria degli Uffizi
- Cesare da Sesto, Leda col cigno, 1515-1520 circa, tempera grassa su tavola, 112×86 cm, Roma, Galleria Borghese
- Peter Paul Rubens, Battaglia di Anghiari, disegno, Parigi, Museo del Louvre

### Opere attribuite
Il 4 ottobre 2013, come riportato da alcuni giornali, è stato rinvenuto in un caveau svizzero un dipinto che ritrae la marchesa di Mantova Isabella d'Este attribuito a Leonardo.

## Albero genealogico (estratto)
|                                  |                                  |                    |                    |                     |                               |                               |                    |                     |                     |                            |                            |                         |                         |                         |                         |                      |                      |                  |                  |                                      |                                      |                     |                     |
|                                  |                                  |                    |                    |                     |                               |                               |                    |                     |                     |                            |                            |                         | Michele XIII-XIV secolo |                         |                         |                      |                      |                  |                  |                                      |                                      |                     |                     |
|                                  |                                  |                    |                    |                     |                               |                               |                    |                     |                     |                            |                            |                         |                         |                         |                         |                      |                      |                  |                  |                                      |                                      |                     |                     |
|                                  |                                  |                    |                    |                     |                               |                               |                    |                     |                     |                            |                            |                         |                         |                         |                         |                      |                      |                  |                  |                                      |                                      |                     |                     |
|                                  |                                  |                    |                    |                     |                               |                               |                    |                     |                     |                            |                            |                         | Guido fl. 1339          |                         |                         |                      |                      |                  |                  |                                      |                                      |                     |                     |
|                                  |                                  |                    |                    |                     |                               |                               |                    |                     |                     |                            |                            |                         |                         |                         |                         |                      |                      |                  |                  |                                      |                                      |                     |                     |
|                                  |                                  |                    |                    |                     |                               |                               |                    |                     |                     |                            |                            |                         |                         |                         |                         |                      |                      |                  |                  |                                      |                                      |                     |                     |
|                                  |                                  |                    |                    |                     |                               |                               |                    |                     |                     |                            |                            | Piero *? †1417          | Piero *? †1417          | Giovanni *? † ante 1406 | Giovanni *? † ante 1406 |                      |                      |                  |                  |                                      |                                      |                     |                     |
|                                  |                                  |                    |                    |                     |                               |                               |                    |                     |                     |                            |                            |                         |                         |                         |                         |                      |                      |                  |                  |                                      |                                      |                     |                     |
|                                  |                                  |                    |                    |                     |                               |                               |                    |                     |                     |                            |                            |                         |                         |                         |                         |                      |                      |                  |                  |                                      |                                      |                     |                     |
|                                  |                                  |                    |                    |                     |                               |                               |                    |                     |                     |                            |                            | Antonio *1372? †1468    |                         |                         |                         |                      |                      |                  |                  |                                      |                                      |                     |                     |
|                                  |                                  |                    |                    |                     |                               |                               |                    |                     |                     |                            |                            |                         |                         |                         |                         |                      |                      |                  |                  |                                      |                                      |                     |                     |
|                                  |                                  |                    |                    |                     |                               |                               |                    |                     |                     |                            |                            |                         |                         |                         |                         |                      |                      |                  |                  |                                      |                                      |                     |                     |
|                                  |                                  |                    |                    |                     |                               |                               |                    |                     |                     |                            | Piero *1426 †1504          | Piero *1426 †1504       | Francesco *1436 †1506?  | Francesco *1436 †1506?  |                         |                      |                      |                  |                  |                                      |                                      |                     |                     |
|                                  |                                  |                    |                    |                     |                               |                               |                    |                     |                     |                            |                            |                         |                         |                         |                         |                      |                      |                  |                  |                                      |                                      |                     |                     |
|                                  |                                  |                    |                    |                     |                               |                               |                    |                     |                     |                            |                            |                         |                         |                         |                         |                      |                      |                  |                  |                                      |                                      |                     |                     |
| LEONARDO illegittimo *1452 †1519 | LEONARDO illegittimo *1452 †1519 | 3 Antonio *1476 †? | 3 Antonio *1476 †? | 3 Giuliano *1479 †? | 3 Giuliano *1479 †?           | 3 Lorenzo *1484 †?            | 3 Lorenzo *1484 †? | 3 Domenico *1486 †? | 3 Domenico *1486 †? | 4 Benedetto *1492 †?       | 4 Benedetto *1492 †?       |                         | 4 Pandolfo *1494 †?     | 4 Pandolfo *1494 †?     |                         | 4 Guglielmo *1496 †? | 4 Guglielmo *1496 †? |                  |                  | 4 Bartolomeo *1497 †?                | 4 Bartolomeo *1497 †?                | 4 Giovanni *1498 †? | 4 Giovanni *1498 †? |
|                                  |                                  |                    |                    |                     |                               |                               |                    |                     |                     |                            |                            |                         |                         |                         |                         |                      |                      |                  |                  |                                      |                                      |                     |                     |
|                                  |                                  |                    |                    |                     |                               |                               |                    |                     |                     |                            |                            |                         |                         |                         |                         |                      |                      |                  |                  |                                      |                                      |                     |                     |
|                                  |                                  |                    |                    |                     |                               |                               |                    | Lorenzo *? †?       | Lorenzo *? †?       |                            |                            |                         |                         | Benedetto *? †?         | Benedetto *? †?         | Piero *? †?          | Piero *? †?          | Alessandro *? †? | Alessandro *? †? | Pier Francesco "Pierino" *1530 †1553 | Pier Francesco "Pierino" *1530 †1553 |                     |                     |
|                                  |                                  |                    |                    |                     |                               |                               |                    |                     |                     |                            |                            |                         |                         |                         |                         |                      |                      |                  |                  |                                      |                                      |                     |                     |
|                                  |                                  |                    |                    |                     |                               |                               |                    |                     |                     |                            |                            |                         |                         |                         |                         |                      |                      |                  |                  |                                      |                                      |                     |                     |
|                                  |                                  |                    |                    |                     |                               |                               | Antonio *? †?      | Antonio *? †?       | Piero *? †?         | Piero *? †?                | Leonardo *? †?             | Leonardo *? †?          | Guglielmo *1599 †1629   | Guglielmo *1599 †1629   | Jacopo *? †?            | Jacopo *? †?         | Giovanni *? †?       | Giovanni *? †?   | Piero *? †?      | Piero *? †?                          | Antonio *? †?                        | Antonio *? †?       |                     |
|                                  |                                  |                    |                    |                     |                               |                               |                    |                     |                     |                            |                            |                         |                         |                         |                         |                      |                      |                  |                  |                                      |                                      |                     |                     |
|                                  |                                  |                    |                    |                     |                               |                               |                    |                     |                     |                            |                            |                         |                         |                         |                         |                      |                      |                  |                  |                                      |                                      |                     |                     |
|                                  |                                  |                    |                    |                     |                               | Lorenzo *1605 †?              | Lorenzo *1605 †?   |                     |                     |                            |                            |                         | Bartolomeo *1608 †?     | Bartolomeo *1608 †?     |                         |                      |                      |                  |                  |                                      |                                      |                     |                     |
|                                  |                                  |                    |                    |                     |                               |                               |                    |                     |                     |                            |                            |                         |                         |                         |                         |                      |                      |                  |                  |                                      |                                      |                     |                     |
|                                  |                                  |                    |                    |                     |                               |                               |                    |                     |                     |                            |                            |                         |                         |                         |                         |                      |                      |                  |                  |                                      |                                      |                     |                     |
|                                  |                                  |                    |                    |                     |                               | Piero *1630 †?                | Piero *1630 †?     |                     |                     |                            |                            |                         | Matteo *? †?            | Matteo *? †?            |                         |                      |                      |                  |                  |                                      |                                      |                     |                     |
|                                  |                                  |                    |                    |                     |                               |                               |                    |                     |                     |                            |                            |                         |                         |                         |                         |                      |                      |                  |                  |                                      |                                      |                     |                     |
|                                  |                                  |                    |                    |                     |                               |                               |                    |                     |                     |                            |                            |                         |                         |                         |                         |                      |                      |                  |                  |                                      |                                      |                     |                     |
|                                  |                                  |                    | Pier Lorenzo *? †? | Pier Lorenzo *? †?  | Giovanni Piero *1687 †?       | Giovanni Piero *1687 †?       | Giuseppe *? †?     | Giuseppe *? †?      | Stefano *? †?       | Stefano *? †?              | Domenico *1684 †1752       | Domenico *1684 †1752    | Nicolò *? †?            | Nicolò *? †?            | Lorenzo *? †?           | Lorenzo *? †?        |                      |                  |                  |                                      |                                      |                     |                     |
|                                  |                                  |                    |                    |                     |                               |                               |                    |                     |                     |                            |                            |                         |                         |                         |                         |                      |                      |                  |                  |                                      |                                      |                     |                     |
|                                  |                                  |                    |                    |                     |                               |                               |                    |                     |                     |                            |                            |                         |                         |                         |                         |                      |                      |                  |                  |                                      |                                      |                     |                     |
|                                  |                                  |                    | Domenico *? †?     | Domenico *? †?      | Antonio Giuseppe *1726 †1801  | Antonio Giuseppe *1726 †1801  | Giovanni *? †?     | Giovanni *? †?      |                     |                            | Pier Matteo *? †?          | Pier Matteo *? †?       |                         |                         |                         |                      |                      |                  |                  |                                      |                                      |                     |                     |
|                                  |                                  |                    |                    |                     |                               |                               |                    |                     |                     |                            |                            |                         |                         |                         |                         |                      |                      |                  |                  |                                      |                                      |                     |                     |
|                                  |                                  |                    |                    |                     |                               |                               |                    |                     |                     |                            |                            |                         |                         |                         |                         |                      |                      |                  |                  |                                      |                                      |                     |                     |
|                                  |                                  |                    |                    |                     | Vincenzo Leonardo *1761 †1793 | Vincenzo Leonardo *1761 †1793 |                    |                     |                     | Giovanni Paolo *1745 †1765 | Giovanni Paolo *1745 †1765 | Valentino *1750 †1817   | Valentino *1750 †1817   |                         |                         |                      |                      |                  |                  |                                      |                                      |                     |                     |
|                                  |                                  |                    |                    |                     |                               |                               |                    |                     |                     |                            |                            |                         |                         |                         |                         |                      |                      |                  |                  |                                      |                                      |                     |                     |
|                                  |                                  |                    |                    |                     |                               |                               |                    |                     |                     |                            |                            |                         |                         |                         |                         |                      |                      |                  |                  |                                      |                                      |                     |                     |
|                                  |                                  |                    |                    |                     |                               |                               |                    |                     |                     |                            | Paolo Maria *1778 †1840    | Paolo Maria *1778 †1840 | Antonio Giuseppe *? †?  | Antonio Giuseppe *? †?  |                         |                      |                      |                  |                  |                                      |                                      |                     |                     |
|                                  |                                  |                    |                    |                     |                               |                               |                    |                     |                     |                            |                            |                         |                         |                         |                         |                      |                      |                  |                  |                                      |                                      |                     |                     |
|                                  |                                  |                    |                    |                     |                               |                               |                    |                     |                     |                            |                            |                         |                         |                         |                         |                      |                      |                  |                  |                                      |                                      |                     |                     |
|                                  |                                  |                    |                    |                     |                               |                               |                    |                     | Settimo *? †?       | Settimo *? †?              | Antonio *1782 †1804        | Antonio *1782 †1804     | Tommaso *1820 †?        | Tommaso *1820 †?        |                         |                      |                      |                  |                  |                                      |                                      |                     |                     |
|                                  |                                  |                    |                    |                     |                               |                               |                    |                     |                     |                            |                            |                         |                         |                         |                         |                      |                      |                  |                  |                                      |                                      |                     |                     |
|                                  |                                  |                    |                    |                     |                               |                               |                    |                     |                     |                            |                            |                         |                         |                         |                         |                      |                      |                  |                  |                                      |                                      |                     |                     |
|                                  |                                  |                    |                    |                     |                               |                               |                    | Leonardo *1845 †?   | Leonardo *1845 †?   | Raffaello *1847 †?         | Raffaello *1847 †?         | Emilio *1850 †?         | Emilio *1850 †?         | Luigi *1854 †?          | Luigi *1854 †?          | Gherardo *1862 †?    | Gherardo *1862 †?    | Angelo *1868 †?  | Angelo *1868 †?  |                                      |                                      |                     |                     |
|                                  |                                  |                    |                    |                     |                               |                               |                    |                     |                     |                            |                            |                         |                         |                         |                         |                      |                      |                  |                  |                                      |                                      |                     |                     |
|                                  |                                  |                    |                    |                     |                               |                               |                    |                     |                     |                            |                            |                         |                         |                         |                         |                      |                      |                  |                  |                                      |                                      |                     |                     |
|                                  |                                  |                    |                    |                     |                               |                               |                    | Paolo *1871 †?      |                     |                            |                            |                         |                         |                         |                         |                      |                      |                  |                  |                                      |                                      |                     |                     |

| Michele (XIII-XIV secolo) - Notaio. Originario di Vinci (da cui la famiglia prese il cognome) emigrò a Firenze all'inizio del XIV secolo, ma la famiglia mantenne poi alcuni beni nel paese avito. |  | |  | |
| |  | Guido (XIV secolo) - Notaio, attivo nel 1339, visse a Firenze. |  | |
| |  | |  | |
| |  | |  | Piero (*? †1417) - Notaio, attivo nel 1381; notaio e cancelliere della Repubblica di Firenze 1413. |
| |  | |  | |
| |  | |  | Antonio (*1372? †1468) - Senza professione, viveva della rendita del podere di famiglia, a Vinci (Catasto della Repubblica di Firenze, comune di Vinci, 1457); sposa Lucia (*1392 †1469 circa) figlia di Ser Piero Zosi da Bachereto. |
| |  | |  | |
| |  | |  | Piero (*1426 †1504) - Notaio a Pisa, Pistoia, Firenze. Sposò: (I) nel 1452 Albiera (*1436 †1464), figlia di Giovanni Amadori; (II) nel 1465 Francesca (†1473), figlia di Ser Giuliano Lanfredini; (III) nel 1475 circa Margherita (*1458 †1486), figlia di Jacopo di Guglielmo; (IV) nel 1487 circa Lucrezia (*1464 †post 1520), figlia di Guglielmo Cortigiani. |
| |  | |  | |
| |  | |  | LEONARDO (*1452 †1519) - illegittimo. |
| |  | |  | |
| |  | (III) Antonio (*1476 †?) |  | |
| |  | |  | |
| |  | (III) Maddalena (*? †1477) |  | |
| |  | |  | |
| |  | (III) Giuliano (*1479 †?) - Capeggiò la causa contro il fratellastro Leonardo per l'eredità dello zio Francesco, ma perse giacché Leonardo ne ottenne nel 1507 l'usufrutto in vita, e alla sua morte l'eredità passò ai fratellastri nel 1515.                      |  | |
| |  | |  | |
| |  | (III) Lorenzo (*1484 †?) |  | |
| |  | |  | |
| |  | (III) Violante (*1485 †?) |  | |
| |  | |  | |
| |  | (III) Domenico (*1486 †?) |  | |
| |  | |  | |
| |  | (IV) Margherita (*1491 †?) |  | |
| |  | |  | |
| |  | (IV) Benedetto (*1492 †?) |  | |
| |  | |  | |
| |  | (IV) Pandolfo (*1494 †?) |  | |
| |  | |  | |
| |  | (IV) Guglielmo (*1496 †?) |  | |
| |  | |  | |
| |  | (IV) Bartolomeo (*1497 †?) |  | |
| |  | |  | |
| |  | |  | Pier Francesco detto Pierino (*1530 †1553) - Scultore. |
| |  | |  | |
| |  | (IV) Giovanni (*1498) |  | |
| |  | |  | |
| |  | Violante (*1433 †?) - Sposò Simone d'Antonio. |  | |
| |  | |  | |
| |  | Francesco (*1436 †1506?) - Senza professione, viveva della rendita del podere di famiglia, a Vinci; morì senza figli e lasciò la piccola proprietà detta "il Broto" a Leonardo (e per tal motivo questi ebbe una lunga causa con i fratellastri); sposò Alessandra. |  | |
| |  | |  | |
| |  | Giovanni (XIV-XV secolo) - Notaio. Sposa Lottiera Beccanti. |  | |
| |  | |  | |

Caterina, madre di Leonardo, dopo il matrimonio ebbe altri cinque figli: Piera (1454), Maria (1457), Lisabetta (1459), Francesco (1461) e Sandra (1463).
In totale i fratellastri di Leonardo erano 21.

### I discendenti di Piero da Vinci
Secondo uno studio presentato nella città di Vinci e condotto da Alessandro Vezzosi e Agnese Sabato nel 2016 erano presenti 35 discendenti viventi di Piero da Vinci, padre di Leonardo, tra i quali il regista Franco Zeffirelli.

## Nella cultura di massa

### Cinema
- Cortometraggio - Un tragico amore di Monna Lisa di Albert Capellani (1912)
- Cortometraggio - Leonardo da Vinci di Giulia Cassini Rizzotto e Mario Corsi (1919)
- Documentario - Portrait of a Genius di Sammy Lee (1943)
- Lungometraggio - L'ultima cena di Luigi Giachino (1949)
- Documentario - Leonardo da Vinci di Luciano Emmer e Enrico Gras (1952)
- Lungometraggio - Leonardon ikkunat di Pirjo Honkasalo (1986)
- Cortometraggio animato - Leonardo da Vinci di Richard Rich (1996)
- Cortometraggio animato - Perpetuum Mobile di Raquel Ajofrin ed Enrique García (2006)
- Documentario - The Secret Life of Leonardo Da Vinci di Michael Bouson (2006)
- Lungometraggio animato - Perpetuum Mobile di Enrique García e Rubén Salazar (2008)
- Lungometraggio - Io, Leonardo di Jesùs Garcès Lambert (2018)[230]
- Documentario - Leonardo: l'uomo che anticipò il futuro di Massimo Polidoro (2019)

### Televisione
- Film TV - La vita di Leonardo da Vinci di Renato Castellani (1971)
- Film TV - I, Leonardo: A Journey of the Mind di Chandler Cowles (1983)
- Film TV - Leonardo: A Dream of Flight di Allan King (1998)
- Film TV - Leonardo di Sarah Aspinall (2003)
- Serie TV - I Borgia di Tom Fontana (2011)
- Serie TV - Da Vinci's Demons di David S. Goyer (2013)
- Serie anime - Lupin III - L'avventura italiana (2015)
- Serie TV - Leonardo (2021)

### Teatro
- Essere Leonardo da Vinci, da Trattato della pittura, diretto e interpretato da Massimiliano Finazzer Flory (2014)

### Omaggi
Dal 1967 al 1974, Leonardo da Vinci è stato raffigurato sulla banconota da 50.000 lire italiane.
- Aeroporto Leonardo da Vinci di Fiumicino, principale aeroporto di Roma
- Leonardo-Finmeccanica, azienda italiana attiva nei settori della difesa, dell'aerospazio e della sicurezza
- Leonardo da Vinci, nave da battaglia italiana
- Leonardo da Vinci, sommergibile italiano
- 3000 Leonardo, asteroide della fascia principale
- da Vinci, cratere lunare
- Da Vinci, cratere marziano
- TGR Leonardo Rubrica di approfondimento scientifico in onda su Rai 3
- Leonardo rivista Rivista letteraria pubblicata a Firenze dal 1903 al 1907
- Robot da Vinci, sistema di chirurgia robotica

### Giornate a lui dedicate
- In ambito internazionale: nella ricorrenza del giorno della sua nascita, il 15 aprile, si celebra la Giornata mondiale dell'arte
- In ambito nazionale: nella ricorrenza del giorno della sua nascita, il 15 aprile si celebra la Giornata nazionale del made in Italy

## Voci correlate

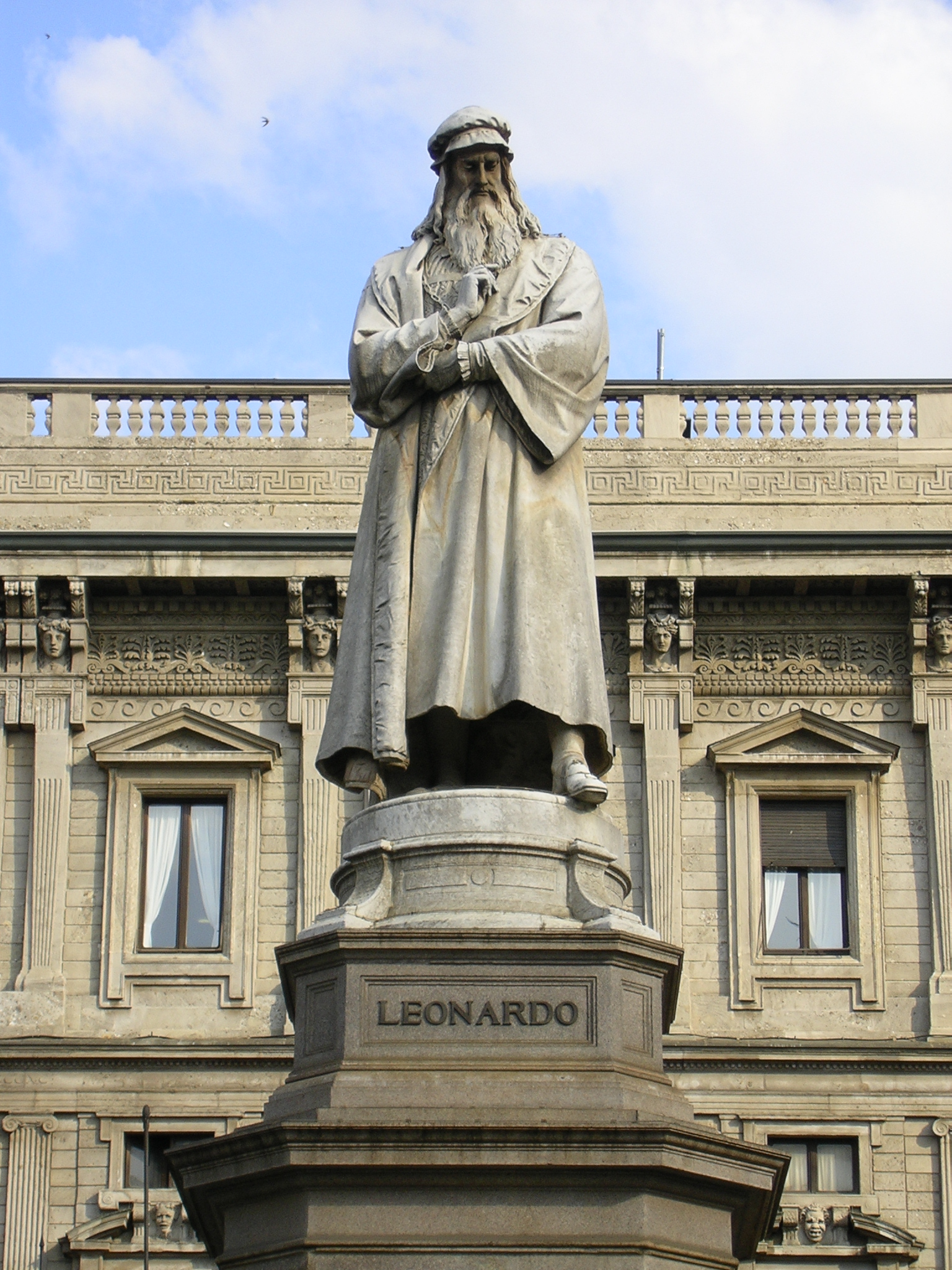
Leonardo da Vinci in un monumento posto in piazza della Scala a Milano, di fronte all'omonimo teatro